# Église Saint-Sulpice de Seraincourt
Pour les articles homonymes, voir Église Saint-Sulpice.
L'église Saint-Sulpice est une église catholique paroissiale située à  Seraincourt, dans le département français du Val-d'Oise. Elle est d'origine incertaine, et était desservie par des chanoines Prémontrés de 1175 à 1791. D'un aspect extérieur très hétérogène, l'église réunit des parties de quatre principales époques, et sa structure ne peut se comprendre qu'en regardant l'intérieur. Contrairement à ce que suggère la fenêtre gothique flamboyante du chevet, qui n'est pas antérieure à la fin du XVe siècle, les parties les plus anciennes sont le chœur voûté en berceau, la base du clocher et le clocher lui-même, qui abritent des chapiteaux romans d'une facture archaïque, et devraient remonter à la période comprise entre 1110 et 1125 environ. La mouluration des arcs-doubleaux est loin d'être la règle à cette époque, ce qui confère à l'église un rôle de précurseur. Le clocher est quant à lui un prototype des clochers en bâtière à colonnettes d'angle du Vexin français. Sans doute après l'installation des chanoines, l'église est pourvue d'un nouveau croisillon nord et d'une chapelle latérale nord du chœur, qui sont de style gothique primitif, hormis un portail d'apparence romane. Le voûtement d'ogives est peut-être effectué après coup, au début du XIIIe siècle. C'est au premier tiers du XIVe siècle qu'une vaste chapelle de deux travées est édifiée au sud du sanctuaire. Elle affiche le style rayonnant tardif, et est d'une architecture très soignée. Quant à la nef, qui s'apparente extérieurement au croisillon et à la chapelle nord, elle date seulement de 1863, mais les blocs sculptés et les matériaux proviennent en grande partie de l'ancienne nef, ainsi que les colonnettes à chapiteaux du portail occidental, qui se situait initialement au sud. L'église Saint-Sulpice a été classée aux monuments historiques par arrêté du 7 janvier 1930. C'est la seule église du Val-d'Oise qui reste dans le diocèse de Versailles au moment de l'érection du diocèse de Pontoise en 1966. En 2017, elle rejoint enfin le diocèse de Pontoise et est affiliée à la paroisse Avernes et Marines. Des messes dominicales y sont célébrées quatre fois par an.

## Localisation

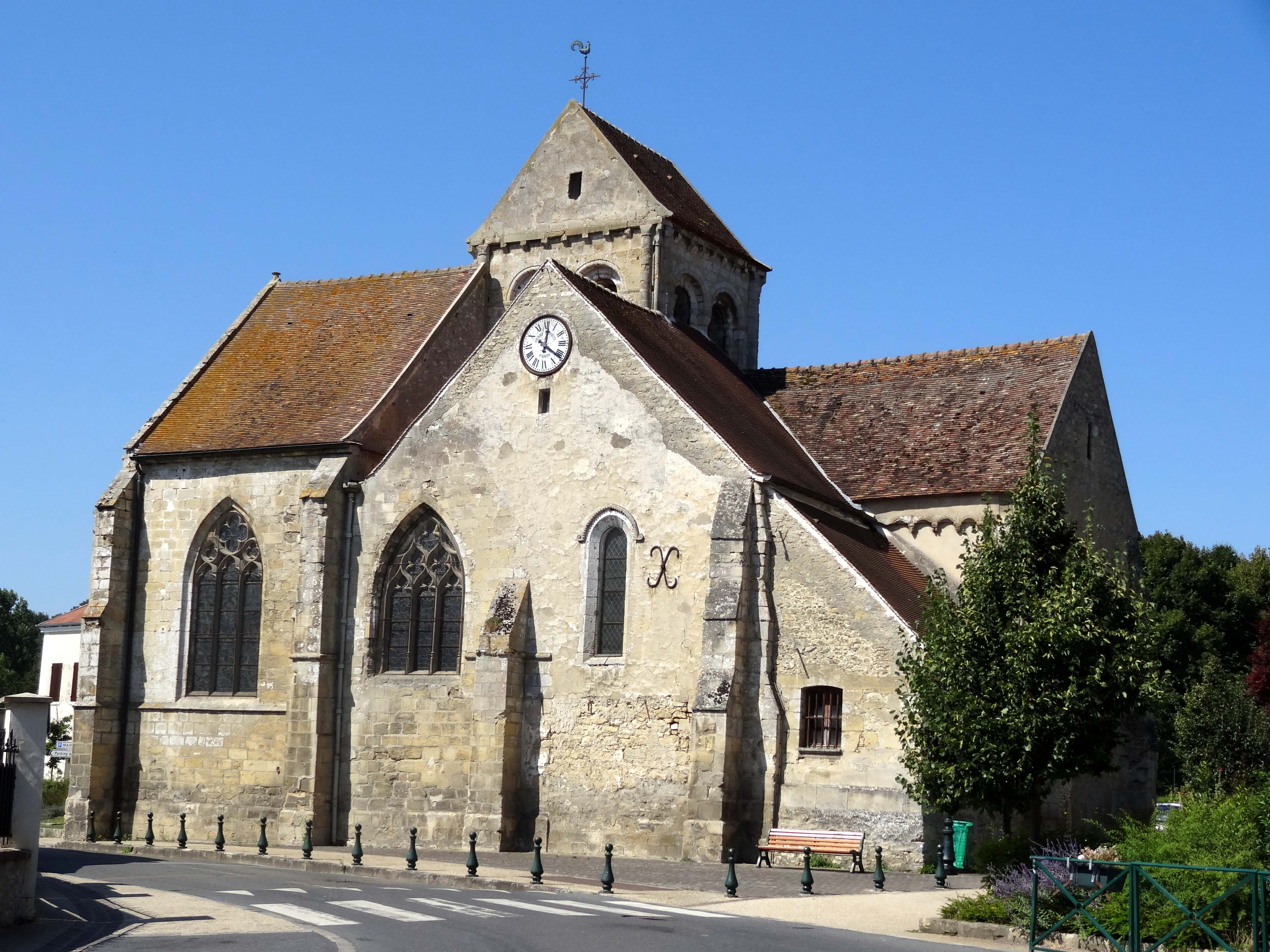
Vue générale du chevet.

L'église Saint-Sulpice est située en France, en région Île-de-France et dans le département du Val-d'Oise, près de la limite avec le département des Yvelines, dans le Parc naturel régional du Vexin français, dans la vallée de l'Aubette de Meulan, sur la commune de Seraincourt, au centre du bourg, près du principal carrefour où se croisent la rue du Vexin (RD 43), la rue Normande, la rue de l'Aubette (RD 43), et la rue des Vallées (RD 205). Le chevet donne sur cette rue. L'angle sud-est de l'édifice la touche presque. Il est entièrement dégagé de constructions mitoyennes, et l'on peut en faire le tour. Une pelouse se situe devant l'élévation méridionale, et un parking, devant la façade et au nord. La mairie se trouve près de l'église, au sud-ouest.

## Histoire

### L'histoire de la paroisse

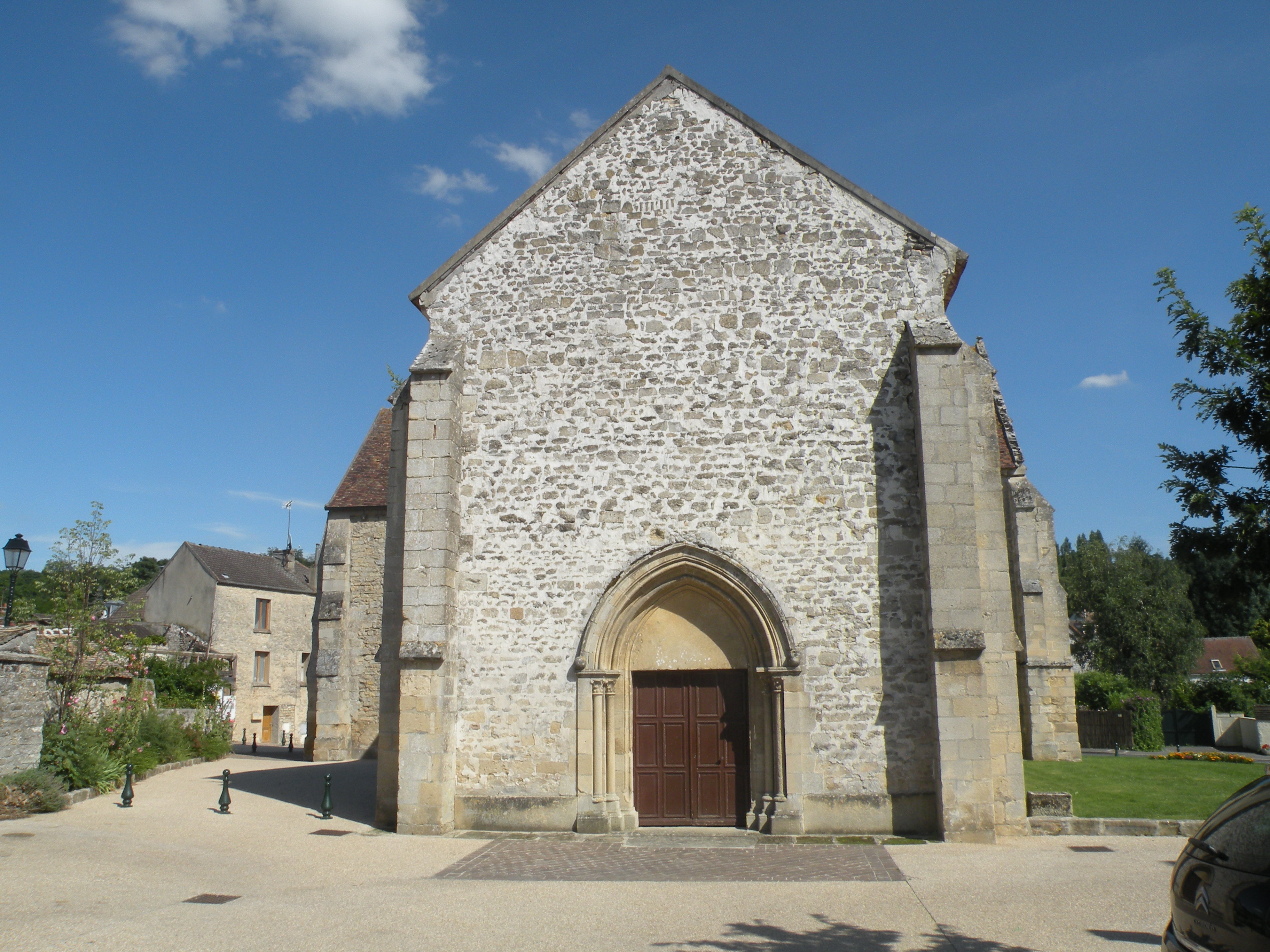
Vue sur l'église depuis l'ouest.

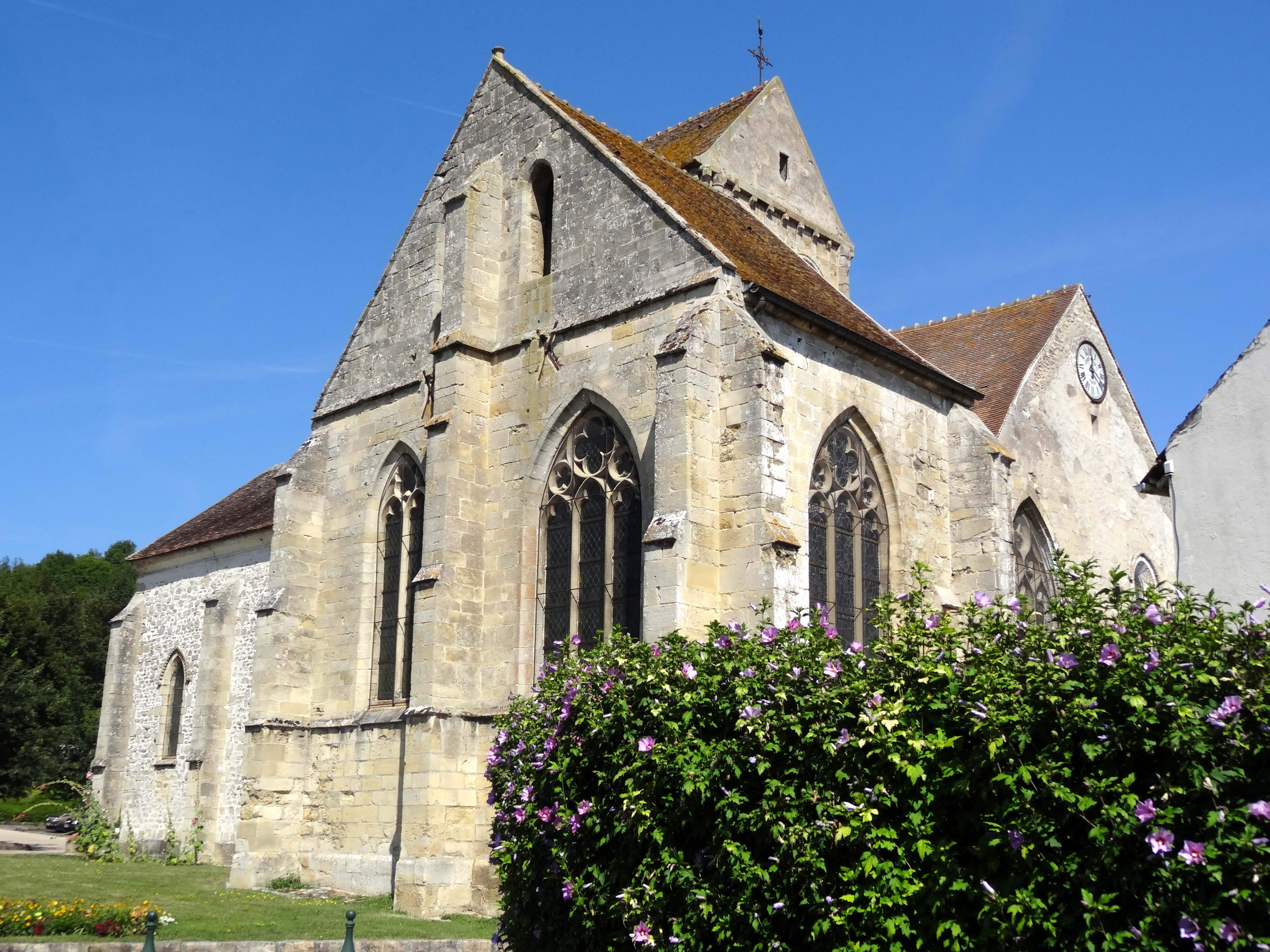
Vue depuis le sud-est.

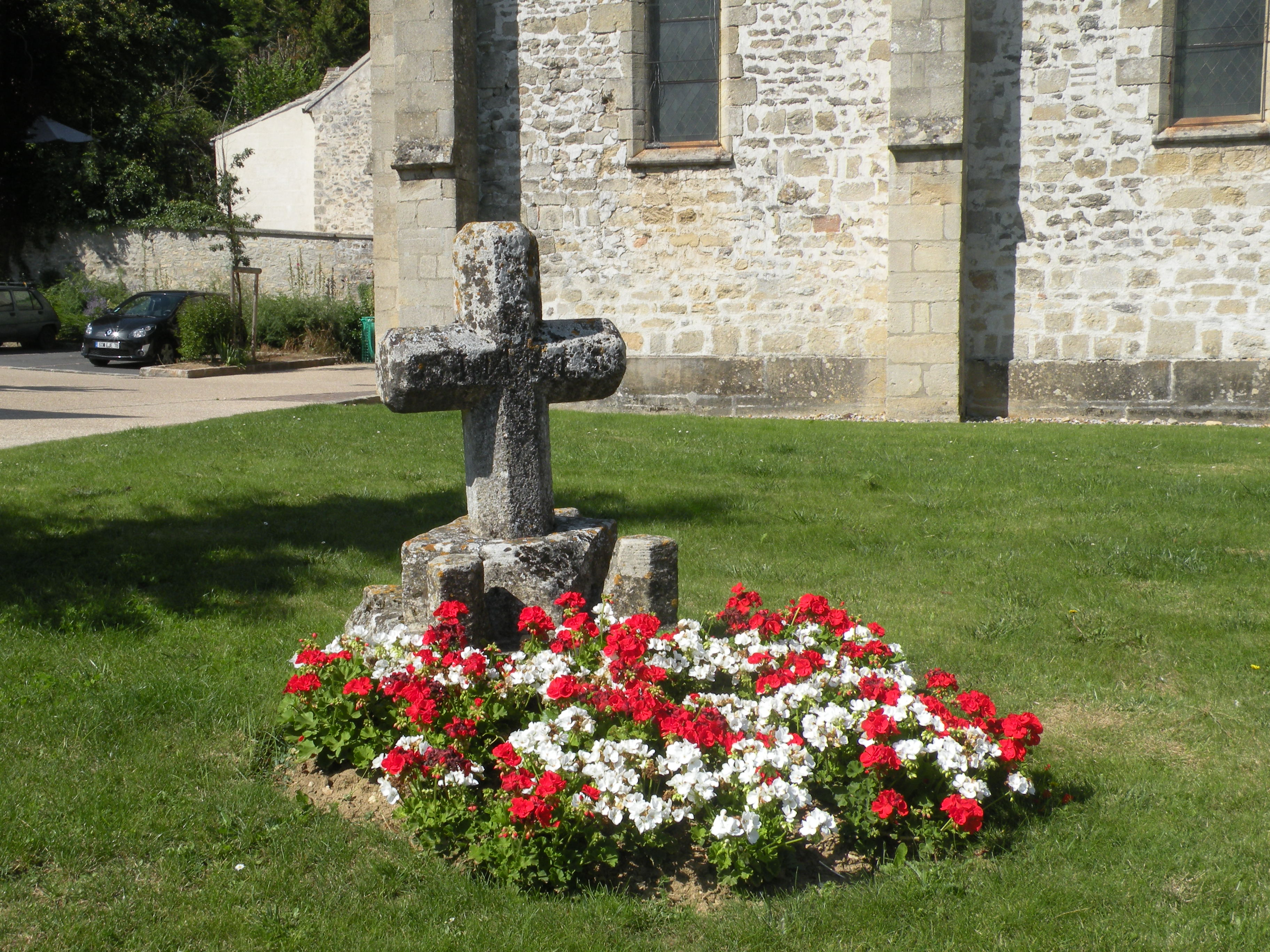
Croix rappelant l'ancien cimetière.

Rien n'est connu sur les origines de la paroisse et de son église. Sous tout l'Ancien Régime, elle relève de l'archidiocèse de Rouen, de l'archidiaconé du Vexin avec siège à Pontoise, et du doyenné de Meulan. L'église est dédiée à saint Sulpice le Pieux (576 - 647), dit aussi le bon ou le débonnaire, évêque de Bourges et chapelain de Clotaire II. On ne peut que conjecturer sur le motif du choix de ce vocable ; toujours est-il que les églises de Sagy et de Sailly (actuel hameau de Sagy) sont placés sous la protection du même patron, bien que dépendant d'abbayes différentes. — Entre 1170 et 1176, Rotrou de Warwick, archevêque de Rouen, donne la paroisse de Seraincourt à l'abbaye Saint-Josse de Dommartin, à Tortefontaine, dans l'actuel département du Pas-de-Calais. Anschaire ou Anchez est alors abbé de Dommartin. L'acte authentique s'est probablement perdu. La donation est uniquement connue grâce à une annotation qui figure sur une pièce de la collection Lévrier (conservée à la Bibliothèque nationale de France, vol. 23, fol. 45). L'abbaye de Dommartin, connue aussi sous le nom de Saint-Josse-aux-Bois, dépend de l'ordre des chanoines réguliers de Prémontré. Au moment de la donation, ce même ordre possède déjà un prieuré dédié à saint Pierre à Gaillonet, actuel hameau de Seraincourt, à mi-chemin vers Gaillon-sur-Montcient (d'où son nom). Cette fondation remonte à 1163 ou un peu avant, quand Hugues III d'Amiens, archevêque de Rouen, confirme à l'abbaye ses possessions à Gaillonet. Il avait auparavant arbitré un litige opposant les Prémontrés à l'abbaye Saint-Martin de Pontoise, qui leur laissent à perpétuité des terres situées au hameau de Rueil. La chapelle Saint-Jean de Rueil demeure, dans un premier temps, dans le giron de la puissante abbaye pontoisienne,.
L'histoire du prieuré Saint-Pierre reste encore mal connue, et à plus forte raison, celle de la paroisse de Seraincourt. En 1904, Pierre Coquelle déplore déjà la rareté des sources. Les archives de l'abbaye Saint-Josse, déposées à Arras, ont brûlé en 195. Au cours des années 1990, Aimée Rivière découvre le cartulaire du prieuré aux archives de Rouen. Il est toutefois peu éloquent au sujet de Seraincourt, et plusieurs pièces manquent. Ce que l'on peut retenir, est que les chanoines réguliers de Prémontré établissent un prieuré-cure à Seraincourt. C'est l'un des nombreux prieurés ruraux du Vexin, où le prieur officie en même temps comme curé. Il est nommé par l'évêque sur proposition de l'abbé de Saint-Josse. Jusqu'au milieu du XVIIe siècle, deux autres chanoines lui sont associés. L'un est chapelain de Saint-Sulpice, et sans doute responsable des messes particulières de fondation, et l'autre est chapelain de Saint-Jean de Rueil, que l'abbaye Saint-Martin a cédé aux Prémontrés en vertu d'un accord de 1269. La chute des revenus effectifs sous l'inflation qui sévit sous le règne de Louis XIV ne permet ensuite plus que d'entretenir un unique chanoine, le prieur-curé. Néanmoins, la paroisse de Seraincourt ne change pas une seule fois de bénéficiaire jusqu'à la Révolution, ce qui est assez rare. Les liens entre les deux prieurés de Seraincourt et de Gaillonet sont étroits. Pour les grandes cérémonies, un chanoine de Gaillonet vient officier à Seraincourt en tant que diacre, moyennant rétribution. En octobre 1791, la Révolution française entraîne la suppression de l'abbaye Saint-Josse et de ses prieurés. Le dernier prieur-curé de Seraincourt se nomme Évrard. Nommé en 1760, il prête encore sermon à la constitution civile du clergé le 30 janvier 1791, et reste fidèle au poste jusqu'en 1793,.
La Révolution substitue les communes aux paroisses de l'Ancien Régime. La commune de Seraincourt englobe les villages de Gaillonet et Rueil. Une seule église paroissiale est jugée suffisante. Le prieuré Saint-Pierre et la chapelle Saint-Jean sont vendus comme bien national, ainsi que le presbytère (ou prieuré) du chef-lieu. Rien ne subsiste du prieuré, et la chapelle a perdu sa vocation. Toutes les églises du département de Seine-et-Oise sont regroupées dans le nouveau diocèse de Versailles. Sous la Terreur, entre l'automne 1793 et le printemps 1795, le culte catholique est interdit partout en France. Son rétablissement est successif, et officialisé par le Concordat de 1801, mais il n'est pas toujours possible de trouver rapidement un curé pour chaque village. D'abord, il n'y a qu'une seule paroisse par canton, les autres villages ayant, au mieux, la qualité de succursales. Aimée Rivière ne dit rien de tout cela. Il est probable que les documents se font nombreux sur l'histoire de la paroisse depuis le début du XIXe siècle, mais l'auteur a choisi d'évoquer uniquement les aspects concernant les travaux sur l'église. Sinon, elle mentionne seulement que le cimetière autour de l'église est transféré en dehors du bourg en 1884. En 1966, la réforme territoriale en Île-de-France apporte la création du département du Val-d'Oise, et motive l'érection du diocèse de Pontoise, dont le découpage correspond au nouveau département. À titre d'exception, Seraincourt reste toutefois dans le diocèse de Versailles en raison de sa proximité géographique avec Meulan-en-Yvelines. Le village rejoint la paroisse de Jambville, puis de Fontenay-Saint-Père, et enfin le groupement paroissial Limay - Vexin, qui s'étend sur seize communes,. En 2016, une consultation des habitants de Seraincourt est organisée pour savoir s'ils préfèrent le statu quo ou veulent rejoindre le diocèse de Pontoise. C'est la deuxième option qui est plébiscitée, et c'est dans ce sens que décident les évêques de Versailles et Pontoise d'un commun accord. Le changement de diocèse devient effectif à compter du 1er septembre 2017, et Seraincourt est désormais affilié à la paroisse Avernes et Marines, qui couvre trente-cinq communes au total. La fréquence des messes dominicales ne change pas. Elles sont toujours assurées quatre fois par an.

### Les campagnes de construction de l'église

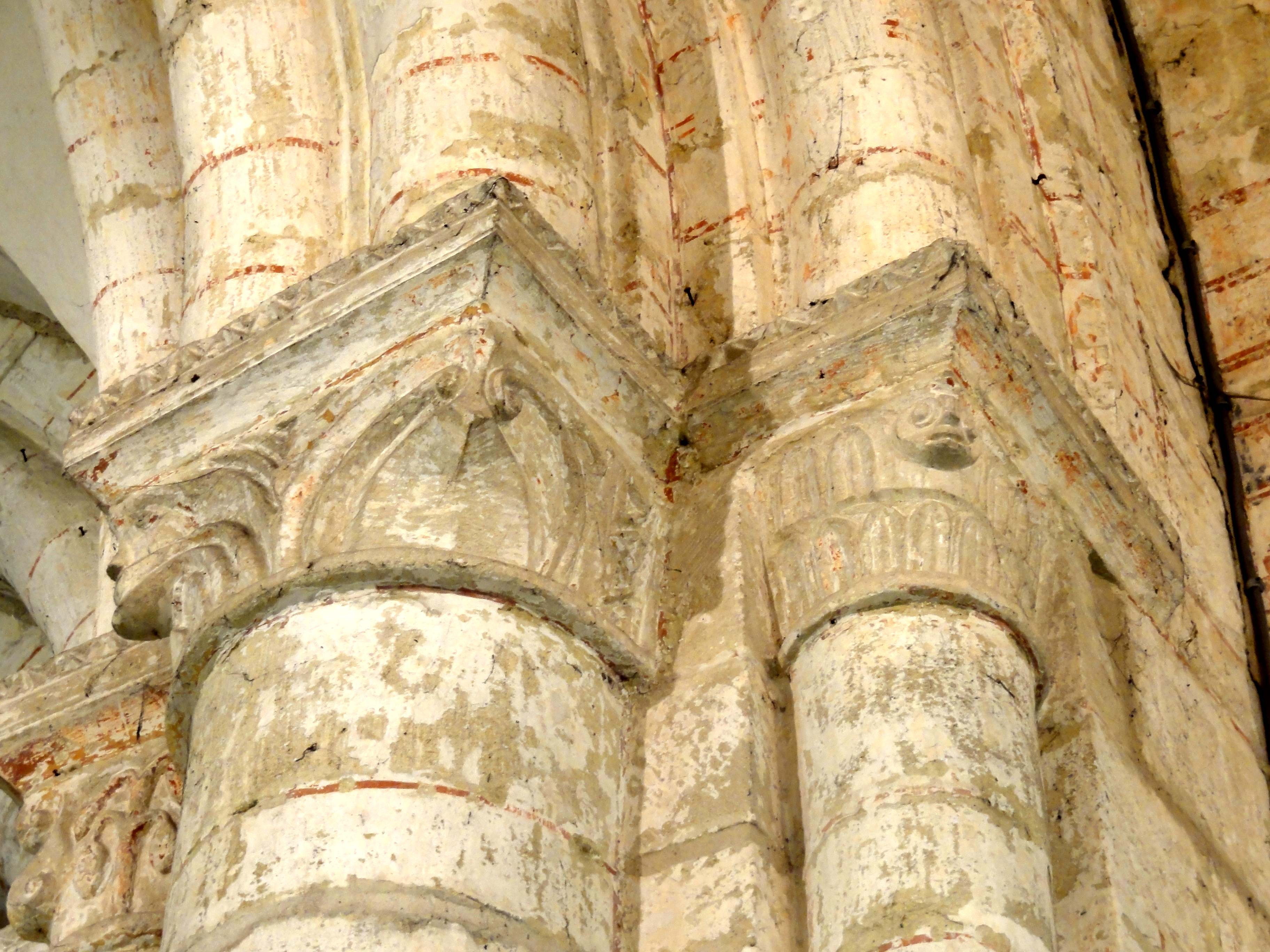
Chapiteaux dans l'angle nord-ouest du chœur (pile nord-est du clocher).

Les documents sur la construction de l'église faisant défaut, l'étude archéologique doit suffire pour identifier ses différentes campagnes de construction. La nef, qui ne date que de 1863, sera évoquée dans le chapitre ci-dessous. L'église existe déjà bien avant sa donation à l'abbaye Saint-Josse, vers 1170-1176. Selon Aimée Rivière, qui tient compte des avis des différents architectes en chef des monuments historiques, elle remonte, dans ses parties les plus anciennes, à la fin du XIe siècle ou au premier tiers du XIIe siècle. Elle compte ainsi parmi les églises les plus anciennes de l'ancien archidiaconé du Vexin. De la même époque, datent les travées les plus anciennes d'Arronville (nef), Arthies (base du clocher), Condécourt (base du clocher), Cormeilles-en-Vexin (nef), Saint-Gervais(base du clocher), Parnes (chœur), Saint-Clair-sur-Epte (chœur et transept partiellement). Il convient toutefois de différencier, et d'analyser les différentes composantes de l'architecture pour définir une fourchette chronologique plus précise. Pierre Coquelle ne précise pas l'époque de construction exacte. Sans justifier son opinion, l'auteur est persuadé qu'elle se situe pendant la première moitié du XIe siècle pour le chœur, et « au milieu du XIIe siècle, c'est-à-dire, au temps où elle passa à l'abbaye de Dommartin », pour le clocher. Or, le même auteur a justement identifié la source qui permet de dater la donation des années 1170-1176, ce qui n'est plus le milieu du XIIe siècle... Bernard Duhamel se borne, comme à l'accoutumée, à répéter les hypothèses des auteurs anciens. Aimée Rivière s'appuie uniquement sur les chapiteaux. Le problème est ici que les mêmes motifs sont utilisés pendant plusieurs décennies. Un autre élément à prendre en compte, parmi tant d'autres, est la modénature des nervures des voûtes et des arcades. En effet, la voûte en berceau du chœur est nervurée, comme à Saint-Clair-sur-Epte et Asnières-sur-Oise (en dehors du Vexin), où les doubleaux sont toutefois à angles vifs. À Seraincourt, les doubleaux sont moulurés, à l'instar des doubleaux intermédiaires des chœurs de Parnes, Morienval (église d'influence normande dans le Valois) et Luzarches (en pays de France), qui datent d'une période comprise entre 1100 et 1130. Les profils sont par ailleurs toujours semblables, et se composent de deux gros tores avec un léger intervalle,,.

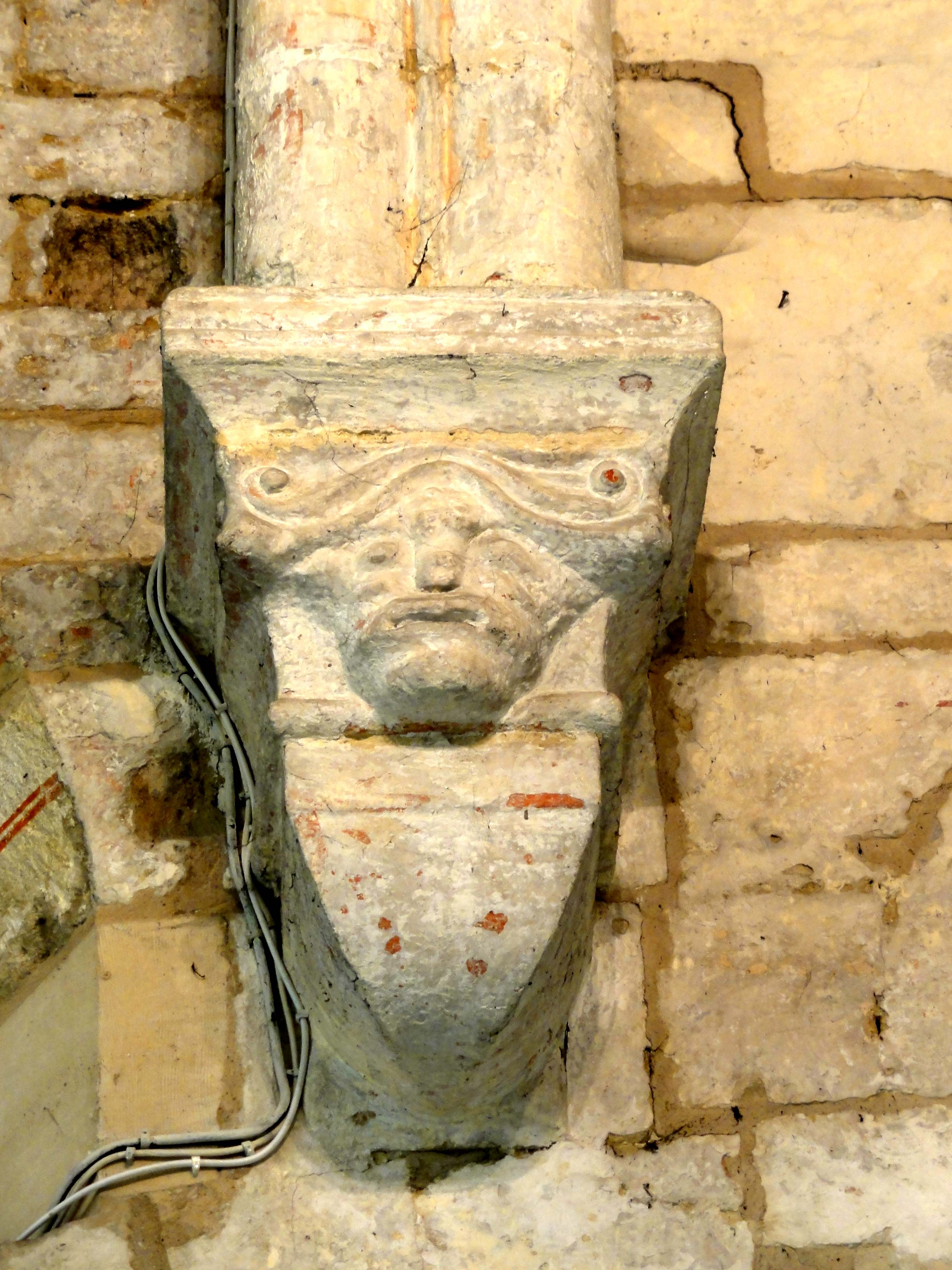
Chœur, cul-de-lampe du doubleau intermédiaire.

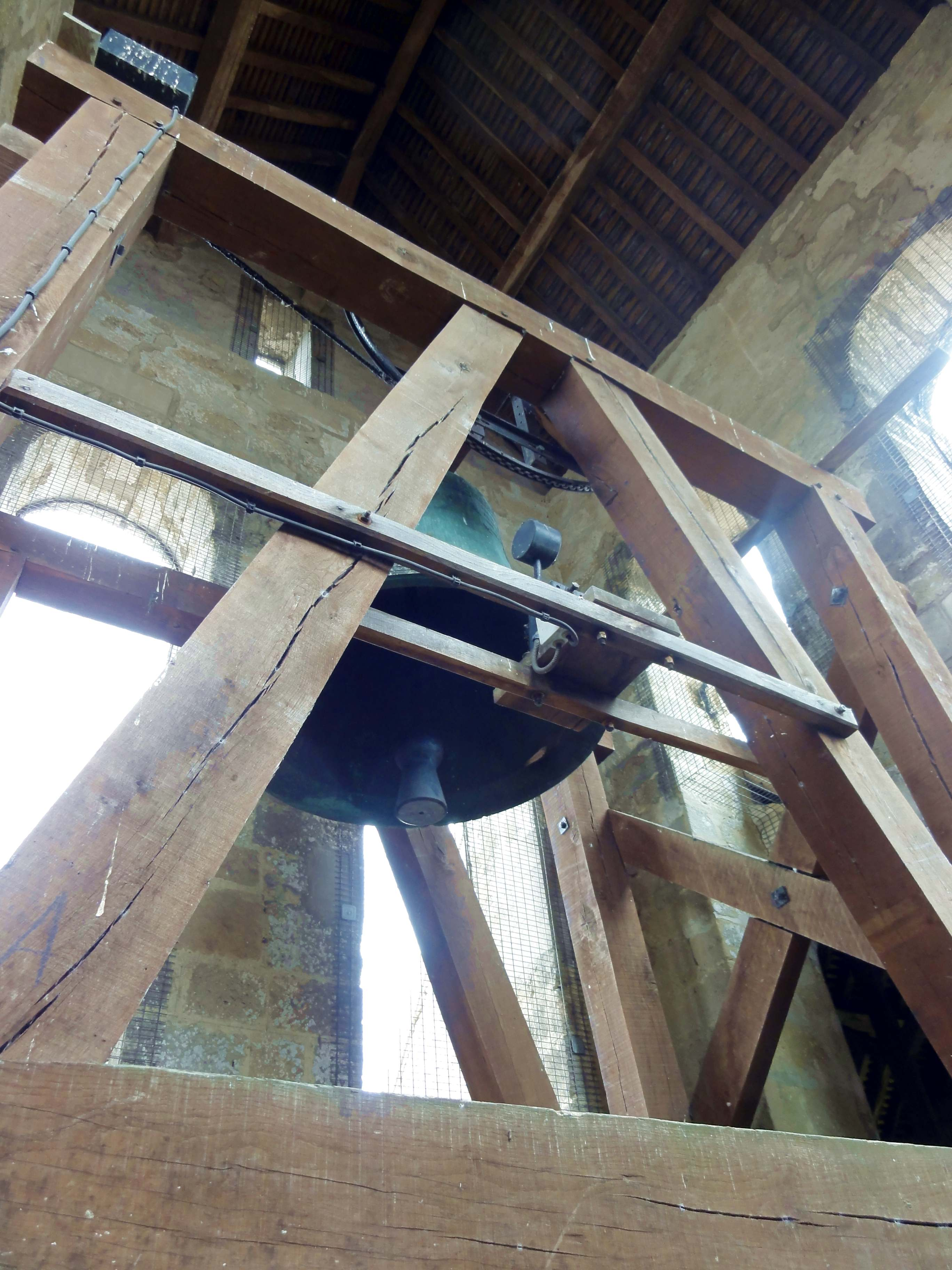
Intérieur de l'étage de beffroi du clocher.

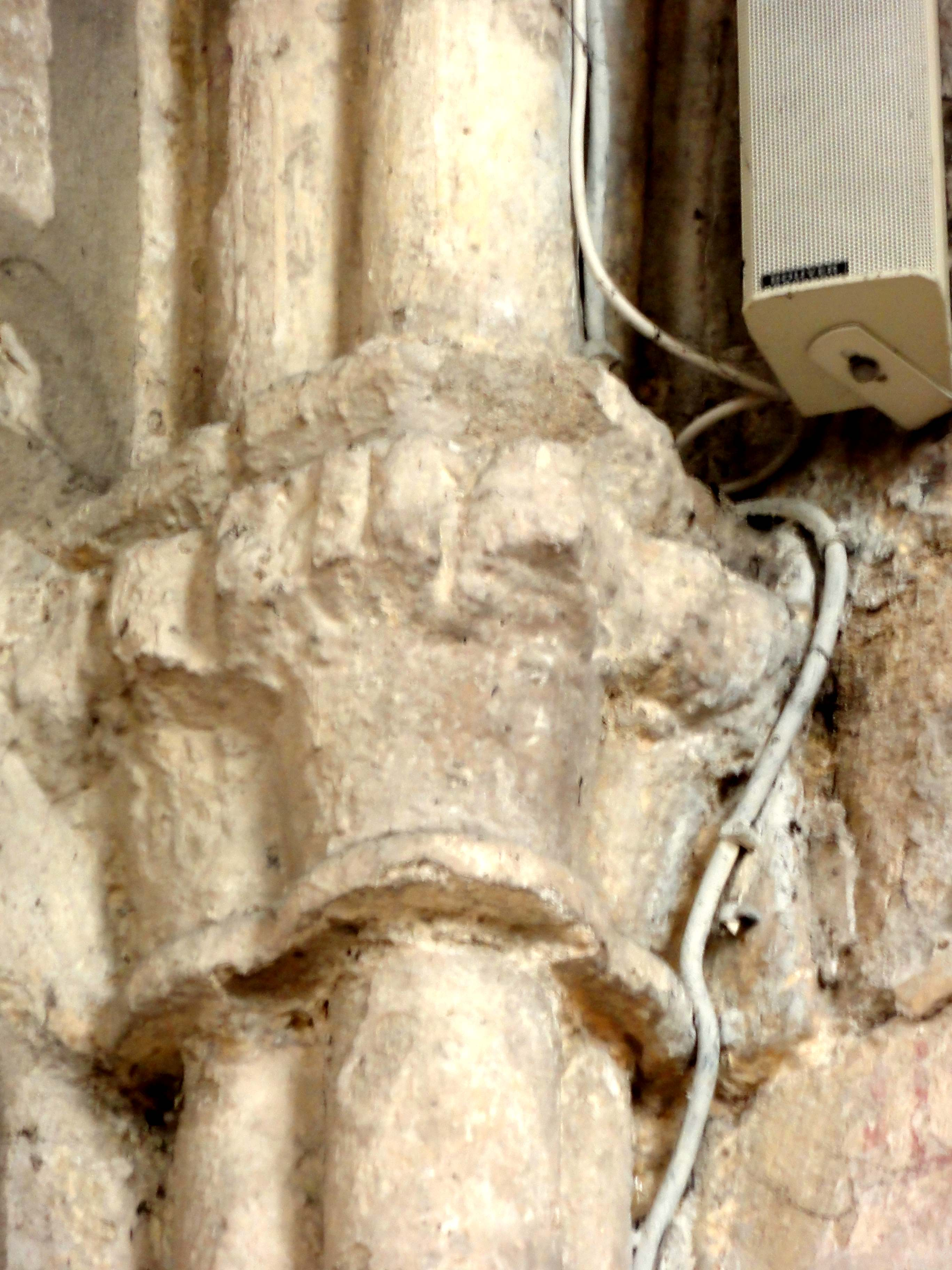
Chapelle de latérale sud, chapiteaux dans l'angle.

La prudence est donc de mise pour une datation trop haute. Un autre aspect problématique est l'antériorité du chœur par rapport à la base du clocher, qui est suggérée par Pierre Coquelle. Cet auteur ne fournit aucun argument pour conforter son hypothèse, mais Aimée Rivière se joint néanmoins à son avis. Il faudra donc expliquer pourquoi le doubleau intermédiaire du chœur adopte le même profil que les doubleaux autour de la base du clocher, et pourquoi les deux chapiteaux dans les angles du chevet appartiennent à des familles représentées sur les piles du clocher,. Celui-ci est considéré par Anne Prache comme le potentiel prototype des clochers romans à colonnettes d'angle du Vexin. Il y a donc dans le chœur des éléments qui s'opposent à une date antérieure à 1100 environ, et au niveau du clocher, des éléments qui parlent en faveur d'une date relativement haute, ce qui réduit la fourchette de datation à la période comprise entre 1110 et 1125 environ. De toute évidence, le chœur et la base du clocher appartiennent à une même campagne de construction. Saint-Sulpice serait donc un édifice avant-gardiste tout aussi bien pour la mouluration des doubleaux que pour le type de son clocher, tandis que les chapiteaux demeurent de facture archaïque. Enfin, il n'est pas évident pourquoi Aimée Rivière s'interroge sur l'existence primitive de croisillons du transept : les doubleaux vers le chœur et vers le croisillon nord sont pourtant strictement identiques. Tout parle donc en faveur d'une église de plan cruciforme dès la période romane. Pierre Coquelle formule le fort soupçon de l'existence ancienne d'une abside en cul-de-four. On peut également imaginer des absidioles à l'est des croisillons, qui sont tout aussi fréquentes à la période romane que les absides en hémicycle,.
Ni le chœur, ni la base du clocher ont traversé les siècles sans subir de remaniements. Pour anticiper, les fenêtres latérales du chœur sont supprimées pendant la seconde moitié du XIIe siècle à la faveur du percement d'arcades dans les murs gouttereaux ; le doubleau sud de la base du clocher est élargi au XIVe siècle ; la fenêtre du chevet est repercée (ou l'abside supprimée) au dernier quart du XVe ou au premier quart du XVIe siècle, et munie d'un réseau flamboyant ; et la voûte d'arêtes de la base du clocher est remplacée en 1867 par une voûte identique. C'est dans le cadre de la seconde campagne de travaux qu'a lieu le percement des arcades latérales du chœur, ou au moins de l'arcade septentrionale. La seconde campagne porte sur la reconstruction du croisillon nord, et l'adjonction d'une chapelle latérale au nord du chœur. Ces deux travées sont largement homogènes, ce qui est souligné par la décoration des fenêtres en arc à peine brisé, la corniche (dont celle de la chapelle est cachée sous le toit en appentis de la sacristie), et les voûtes d'ogives avec leurs supports. Il n'y a que le doubleau non mouluré à l'intersection entre les deux travées qui détonne. Il peut s'expliquer par un changement de parti après le début du chantier ; la décision d'ajouter la chapelle aurait été prise après la construction du mur oriental du croisillon. Aimée Rivière date la seconde campagne du dernier quart du XIIe, ou du tout début du XIIIe siècle, soit après l'arrivée des Prémontrés. C'est eux qui auraient donc financé les travaux. Seulement le portail occidental du croisillon nord subsisterait de l'époque du chœur. La datation proposée par Aimée Rivière paraît, globalement, pertinente. Le chœur d'Ansacq, qui date justement de l'époque envisagée, réunit une décoration des fenêtres, des voûtes et des chapiteaux du même type qu'à Seraincourt. L'auteur ne discute pas l'avis de Pierre Coquelle, qui croit que ces parties sont contemporaines du clocher, qu'il date seulement du milieu du XIIe siècle, mais auraient été voûtées après coup, au XIIIe siècle. En effet, les cordons de pointes-de-diamant surmontant les fenêtres seraient compatibles avec le milieu du XIIe siècle, et le style roman finissant (on trouve un tel cordon au-dessus du portail signalé). Qui plus est, la disgracieuse cage d'escalier du clocher qui fait saillie devant le mur occidental du croisillon, et dont le voûtement tient compte, suggère que les deux parties ont été édifiées sous des campagnes différentes, ou bien que le voûtement n'était initialement pas prévu. Enfin, les chapiteaux de crochets qui supportent les ogives sont nettement gothiques. Pierre Coquelle pourrait donc avoir raison avec sa datation des deux travées du nord, et son hypothèse du voûtement secondaire. En revanche, les travées en question ne partagent aucun caractéristique avec la base du clocher, ni avec son étage de beffroi, et leur rattachement à une même campagne ne peut s'expliquer que par une analyse trop superficielle,.
Une troisième et dernière campagne de construction du temps des Prémontrés concerne la construction d'une grande chapelle de deux travées au sud de la base du clocher et du chœur. Elle est de style rayonnant tardif, comme le soulignent les colonnettes accolées préfigurant les piliers ondulés flamboyants ; tores des ogives qui font le tour autour des clés de voûte ; la modénature chanfreinée des meneaux des fenêtres ; l'absence de chapiteaux sur ces meneaux ; et la forme des têtes trilobées des lancettes, qui ont le lobe central aux trois quarts fermés, et les lobes latéraux réduits à un quart-de-cercle. La chapelle peut donc être datée du XIVe siècle, comme le suggère Pierre Coquelle, et indépendamment de lui, Aimée Rivière. Cette datation est loin d'être précise, ce qui est imputable à la rareté des témoignages architecturaux de cette époque, marquée par une récession économique et la guerre de Cent Ans après 1337. Le grand soin apporté à la construction de la chapelle, qui n'est point bâtie hâtivement ou à l'économique, et tout à fait à la hauteur des meilleures réalisations de son époque, parlent en faveur d'une date avant l'éclatement de la guerre. Dans le Vexin, l'église de Haravilliers possède une chapelle de la même époque, au même emplacement. Même si la construction de la chapelle ne serait donc pas motivée par la destruction de l'ancien croisillon sud, il est probable qu'un tel croisillon existait auparavant : les Prémontrés n'auraient pas laissé l'église inachevée de leur arrivée vers 1170-1176 jusqu'en 1320-1330,. La sacristie et un porche, démoli en 1863 (voir ci-dessus), sont ajoutés à une période indéterminée.

### Les travaux et restaurations depuis leXIXesiècle

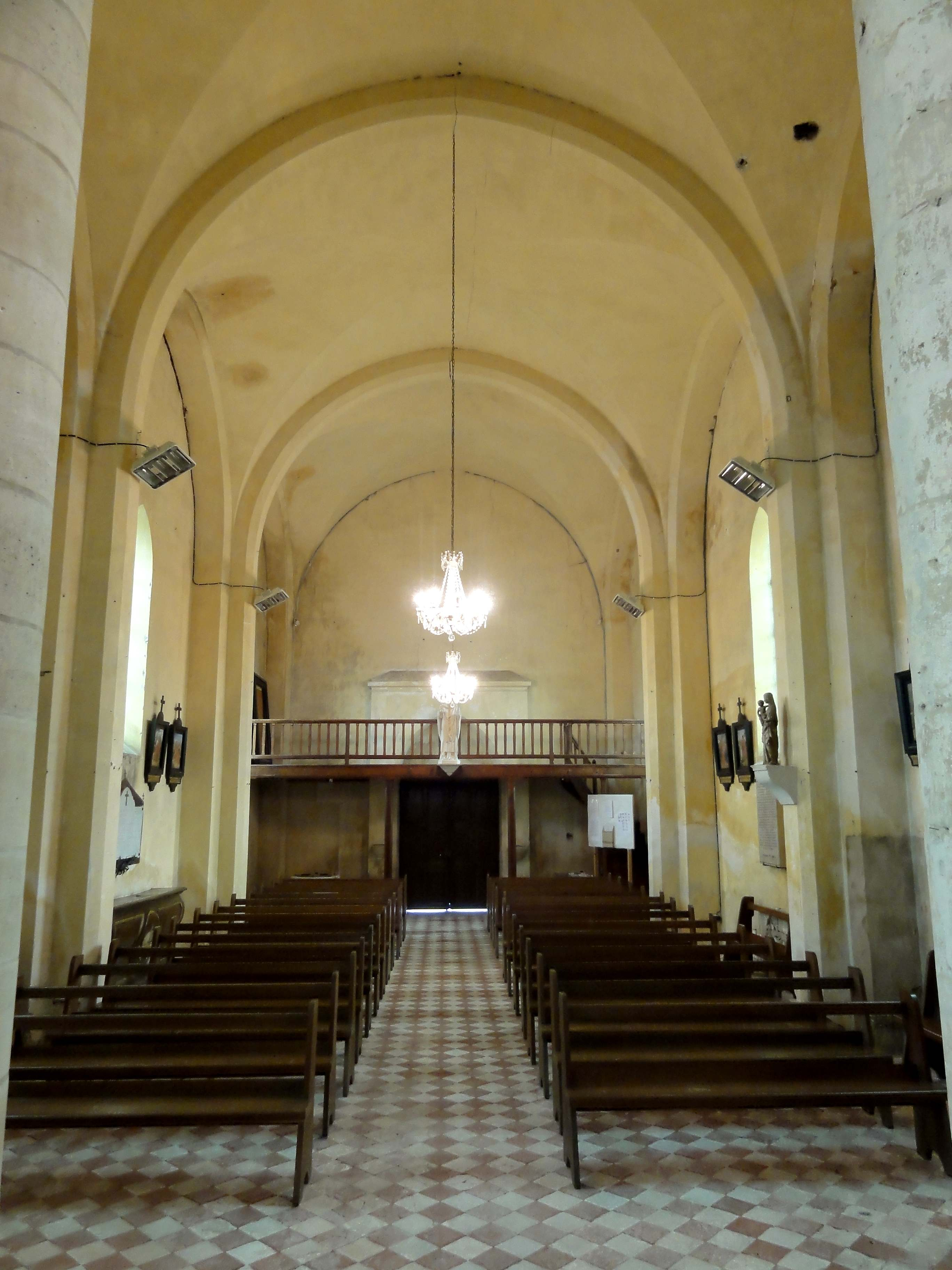
Nef, vue vers l'ouest.

Le 15 avril 1824, le conseil de fabrique réceptionne des travaux de couverture et de charpente effectués par M. Thomas, entrepreneur à Seraincourt, pour un montant global de 2 528,02 francs. Toutes les parties de l'église sont concernées, y compris le porche démoli une trentaine d'années plus tard. Le mémoire des travaux mentionne la démolition de la corniche à l'ouest du croisillon nord, qualifié d'entablement du fait de la primauté de l'architecture néo-classique à l'époque. Un rapport du 3 mai 1850 fait état du mauvais état de l'église, dont les murs et l'intérieur sont qualifiés d'humides et de malsains. Les claveaux des ogives se désolidarisent, et les voûtes menacent de s'effondrer. Le sol se situe en dessous du niveau du cimetière, mais c'est le mauvais état des toitures que l'on juge responsable. Dans son rapport du 10 mai 1854, l'architecte diocésain Blondel s'inquiète des lézardes dans les voûtes de la nef, et d'un mouvement de deux centimètres au cours de la dernière année. Blondel propose donc la reconstruction de la nef, et la suppression du porche, qui se situe au sud de la première travée, et mesure 5,6 m sur 5,2 m. Dans son premier projet, Blondel envisage des fermes de charpente sans entraits, ce qui permet de gagner de la place pour les voûtes, et de limite la hauteur des murs gouttereaux. Mais le directeur général de l'Administration des Cultes critique ce projet, qui n'offre pas assez de garanties de solidité. En 1856, la démolition du presbytère, qui se situe devant la façade occidentale et tombe en ruine, change la donne. Il devient possible de dégager la façade, et d'aménager un parvis devant celle-ci. Le nouveau projet soumis par Blondel prévoit toujours une nef suffisamment basse pour laisser libre l'étage de beffroi du clocher côté ouest. Finalement, il est modifié en portant les murs gouttereaux à la même hauteur que ceux de la chapelle sud et du croisillon nord, et le clocher sera donc partiellement masqué par le toit de la nef. La date du début des travaux n'est plus connue. L'on déconstruit la vieille nef, et récupère tous les matériaux réutilisables : moellons, blocs sculptés en pointe-de-diamant, élément de la charpente, et une partie des tuiles. De plus, les dimensions restent strictement identiques. L'on déplace seulement la nef de 80 cm vers le nord, afin de faire concorder son axe avec celui de la base du clocher et du chœur. Les 3 000 nouvelles tuiles sont achetées à Frémainville. Les travaux sont réceptionnés le 5 mai 1863, et coûtent la somme de 9 194,02 francs.
En 1867, la voûte d'arêtes de la base du clocher est refaite sur les départs de l'ancienne, et à l'identique. Dans la même année, le pavage du sol de la chapelle du sud est refait en carreaux de Beauvais, avec abaissement du sol de 12 cm, et les réseaux alors incomplets des deux fenêtres de la travée orientale sont restitués. En plus, tous les vitraux sont remplacés. Seulement les trois verrières du chevet sont figurés. Ils représentent Notre-Dame des Victoires, saint Sulpice et saint Pierre. Dissimulées par le toit de la sacristie, la fenêtre septentrionale de la chapelle latérale nord, et la baie orientale du croisillon nord, sont murées en briques creuses en 1868. Dans le cadre du transfert du cimetière en 1884, les sépultures sont exhumées, et le sol fouillé sur 139 cm profondeur, sans combler et pilonner malheureusement toutes les cavités. Ensuite, le niveau du sol extérieur est abaissé de 40 cm. — Une nouvelle horloge est installée en 1920 ; l'ancienne est déposée en mairie. Par arrêté du 16 juin 1926, l'église Saint-Sulpice est inscrite à l'inventaire supplémentaire des monuments historiques. Ce statut apporte la même protection qu'un classement, mais n'assure pas l'obtention de subventions de l'État pour les travaux de restauration. Ensuite, le maire, le sous-préfet de Pontoise, le sous-secrétaire d'État aux Beaux-Arts, Édouard Herriot, l'architecte en chef des monuments historiques, Jules Formigé, échangent une multitude de courriers à propos du classement de l'église. En 1928, Formigé constate des désordres alarmants dans le croisillon nord. Ils proviennent de tassements à l'angle nord-ouest, provoqués par l'infiltration d'eaux pluviales dans les fondations depuis les cavités le long des murs. C'est donc la conséquence du transfert du cimetière. Les contreforts de l'angle nord-ouest se déversent, et se détachent des murs. Le classement entier de l'église est promulgué par arrêté du 7 janvier 1930. La restauration démarre en 1931 par la dépose partielle de la voûte du croisillon nord, et dure jusqu'en 1935. La tourelle d'escalier de 1863, dans l'angle entre nef et chapelle sud, est déjà devenue inutilisable, et démolie. L'ancienne tourelle d'escalier, qui avait été comblée et mise hors service, est remise en état, et munie de nouvelles marches en pierre de Saint-Maximin.
Les combats et bombardements d'août 1944 endommagent sérieusement l'église. Les voûtes de la chapelle du sud sont apparemment les parties les plus touchées. Tous les vitraux de l'église sont soufflés, ou au moins partiellement cassés. Un premier devis de réparation est établi en 1945. Une clochette en bronze de 1790, classée au titre objet par arrêté du 24 avril 1944, est volée lors des travaux de restauration du clocher, en 1946 (elle ne mesure que 40 cm de hauteur). Les travaux sont dirigés par les architectes en chef des monuments historiques Robert Camelot, jusqu'en 1950, puis Sylvain Stym-Popper, à partir de 1951. Les crédits alloués ne sont pas suffisants pour faire réaliser les cinq vitraux à scènes, pour lesquels Robert Camelot avait demandé un devis au vitrailliste Villette, à Paris. Sylvain Stym-Popper passe finalement commande de deux vitraux décoratifs et de douze vitraux à losanges auprès de l'atelier de Max Ingrand, à Paris. Ils sont montés en 1953/54. De nouveaux bancs sont fournis par l'entreprise Fleuret, à Seraincourt, entre 1961 et 1964. En 1987, des travaux sont effectués sur le plafond de la sacristie, et sa couverture est refaite. En 1993, le maire, Paul Rivière, et son conseil municipal, élaborent un programme de restauration. Il porte sur la réfection de la toiture et du soubassement de la nef, et est mise en œuvre entre 1995 et 1998 sous la direction de Pierre-André Lablaude, architecte en chef des monuments historiques,.

## Description

### Aperçu général

Plan de l'église.

Régulièrement orientée, avec une déviation de 11° vers le sud au côté du chevet, l'église se compose d'une nef unique de trois travées ; d'une base de clocher ou croisée du transept et d'un chœur d'une travée dans l'axe de la nef ; d'un croisillon nord très profond ; d'une chapelle dans l'angle entre ce croisillon et le chœur ; et d'une chapelle de deux travées au sud de la base du clocher et du chœur. Une sacristie se situe dans l'angle entre le croisillon et la chapelle du nord. Une tourelle d'escalier interne occupe l'angle nord-est de la nef. Les chevets des deux chapelles et du chœur sont plats, et alignés sur une même ligne. Les dimensions de l'édifice sont connues avec précision grâce à des relevés effectués par l'architecte Philippe Oudin en 1974. La longueur totale intérieure se monte à 25,90 m, dont 15,40 m incombent à la nef ; 5,90 m à la base du clocher, y compris l'épaisseur des doubleaux ; et 4,60 m au chœur. La largeur de la nef est de 7,00 m, tandis que celle du chœur est seulement de 4,10 m. La profondeur du croisillon nord est de 8,00 m, et sa largeur est de 3,90 m. Quant à la chapelle du sud, elle mesure 8,98 m de longueur pour 5,60 m de largeur. Hormis pour la base du clocher, la hauteur maximale des différentes travées se situe entre 7,53 m (chapelle nord) et 8,26 m (chapelle sud).
La nef de 1863 est munie de trois voûtes d'arêtes en briques creuses, et recouvertes de crépis et de plâtre. La base du clocher dispose d'une voûte d'arêtes refaite à l'identique en 1867. Le chœur conserve sa voûte en berceau d'origine, soit des années 1110-1125. Le croisillon nord et les chapelles sont voûtées d'ogives. Du fait des restaurations de 1931 et des dommages de guerre, seule la voûte de la chapelle du nord peut être considérée comme entièrement authentique. L'on accède à l'église par le portail occidental de la nef, ou par le petit portail occidental du croisillon nord. La structure des toitures ne reflète pas entièrement l'organisation interne. Le chœur et sa chapelle latérale nord sont munis d'une toiture unique à deux rampants, avec pignon à l'est. Les deux travées de la chapelle du sud sont également couvertes d'une toiture commune, avec pignon au sud. Ces deux grands pignons nuisent à la visibilité du clocher. Au moins, celui de l'est n'est pas authentique, car l'arrachement d'un petit toit en bâtière est clairement visible dans les combles. La nef et le croisillon nord présentent des toits à deux rampants perpendiculaires, avec des pignons à l'ouest et au nord. La sacristie est, quant à elle, pourvu d'un toit en appentis qui prend appui contre la chapelle latérale nord ; un toit plat permettrait de rouvrir les deux fenêtres qu'il obture.

### Intérieur

#### Nef

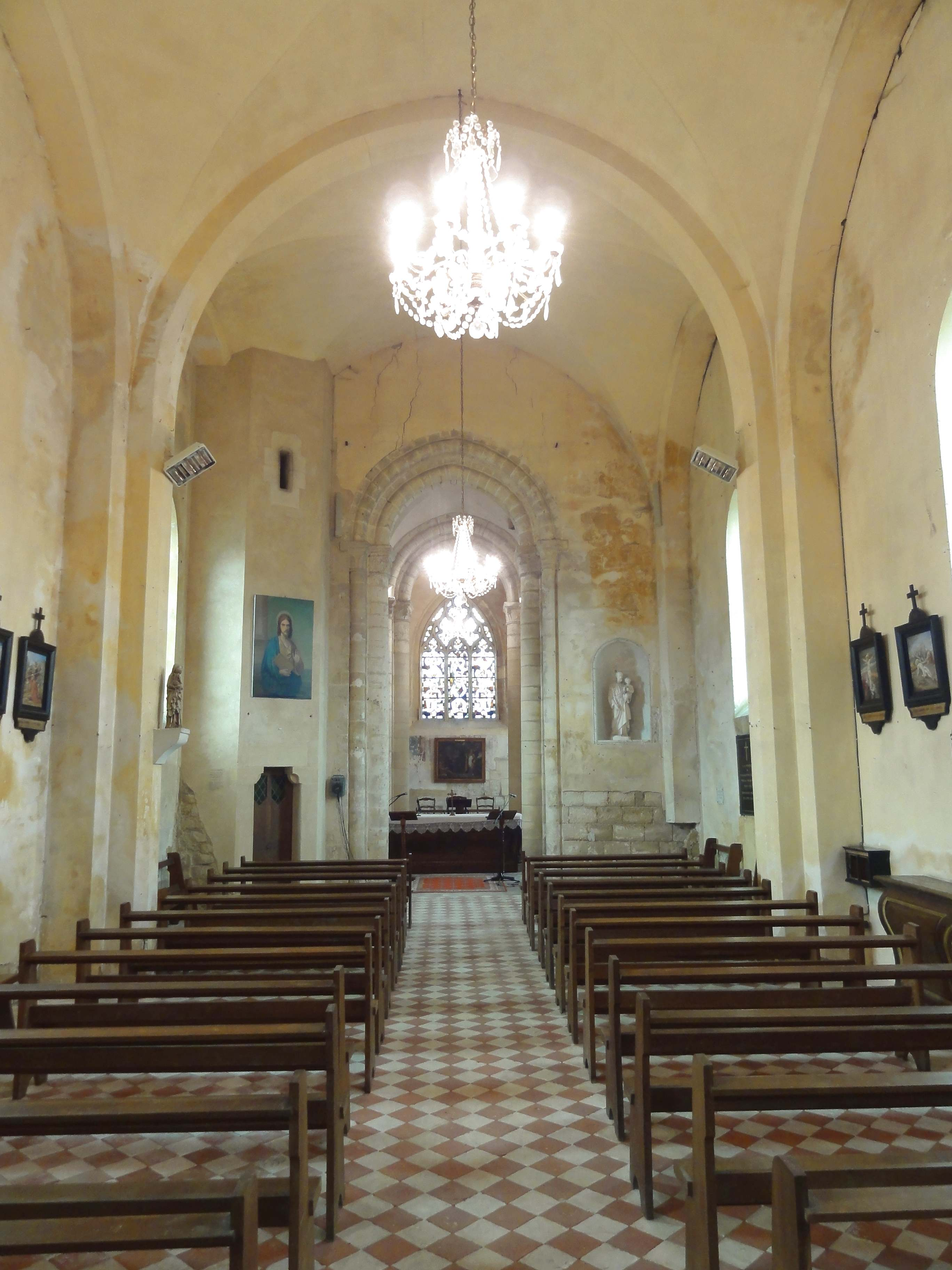
Nef, vue vers l'est.

Si la nef de 1863 s'apparente extérieurement au croisillon et à la chapelle nord, sa disposition intérieure est fantaisiste, et ne s'inspire pas de l'architecture médiévale du Vexin. Les murs sont enduits et blanchis ; le sol est en carreaux de Beauvais, comme dans la chapelle du sud. L'espace est subdivisé en trois travées moyennant deux doubleaux en arc légèrement brisé, qui adoptent un profil carré de 44 cm de diamètre, aux arêtes chanfreinées. Ces doubleaux se fondent directement dans des piliers de la même forme, qui sont engagés dans des dosserets. Ceux-ci font saillie à gauche et à droite des piliers, et servent à leur tour de supports aux formerets, qui ont 50 cm de largeur et 20 cm d'épaisseur. Les trois voûtes d'arêtes en briques creuses sont dépourvues de supports. Malheureusement, l'on ne dispose pas de description de l'intérieur de l'ancienne nef. Elle était voûtée, puisque le mauvais état de ses voûtes a en grande partie motivée sa démolition. Des fausses voûtes en matériaux légers n'auraient pas pu causer de désordres aussi graves pour justifier une telle décision. Il devait s'agir de voûtes d'ogives, que l'architecte Blondel n'a sans doute pas jugé authentiques, persuadé qu'elles n'avaient pas leur place dans une église romane. C'est un voûtement roman qu'il a cherché à imiter, mais le résultat paraît plutôt néo-classique. L'encadrement du portail parle dans le même sens. Au-dessus, le mur occidental est complètement aveugle, sans doute parce que ce fut également le cas de l'ancienne nef, dont le mur occidental était directement contigu du presbytère. D'autres cas d'églises sans façade occidentale sont Commeny, Magny-en-Vexin, Parnes, Le Perchay, et, depuis la fin du XIXe siècle, Avernes. Dans l'ancienne nef, la porte se situait au sud de la première travée. Les fenêtres s'ouvrent au-dessus d'un haut soubassement, mais ne vont pas plus haut que les piliers engagées. Elles se présentent comme des lancettes simples à double ébrasement. L'ouverture mesure 90 cm de largeur pour 270 cm de hauteur au sommet. À l'est, la vue s'ouvre sur la base du clocher et ses colonnettes à chapiteaux. L'architecte Blondel a tenu à construire la nef dans l'axe du clocher, mais il n'a pas supprimée la vieille tourelle d'escalier qui fait corps avec le croisillon nord, mais est surtout visible depuis la nef. Sa position à côté de l'entrée du sanctuaire est malencontreuse, car brisant la symétrie et oblitérant le caractère solennel de l'espace réservé aux fidèles.

#### Base du clocher

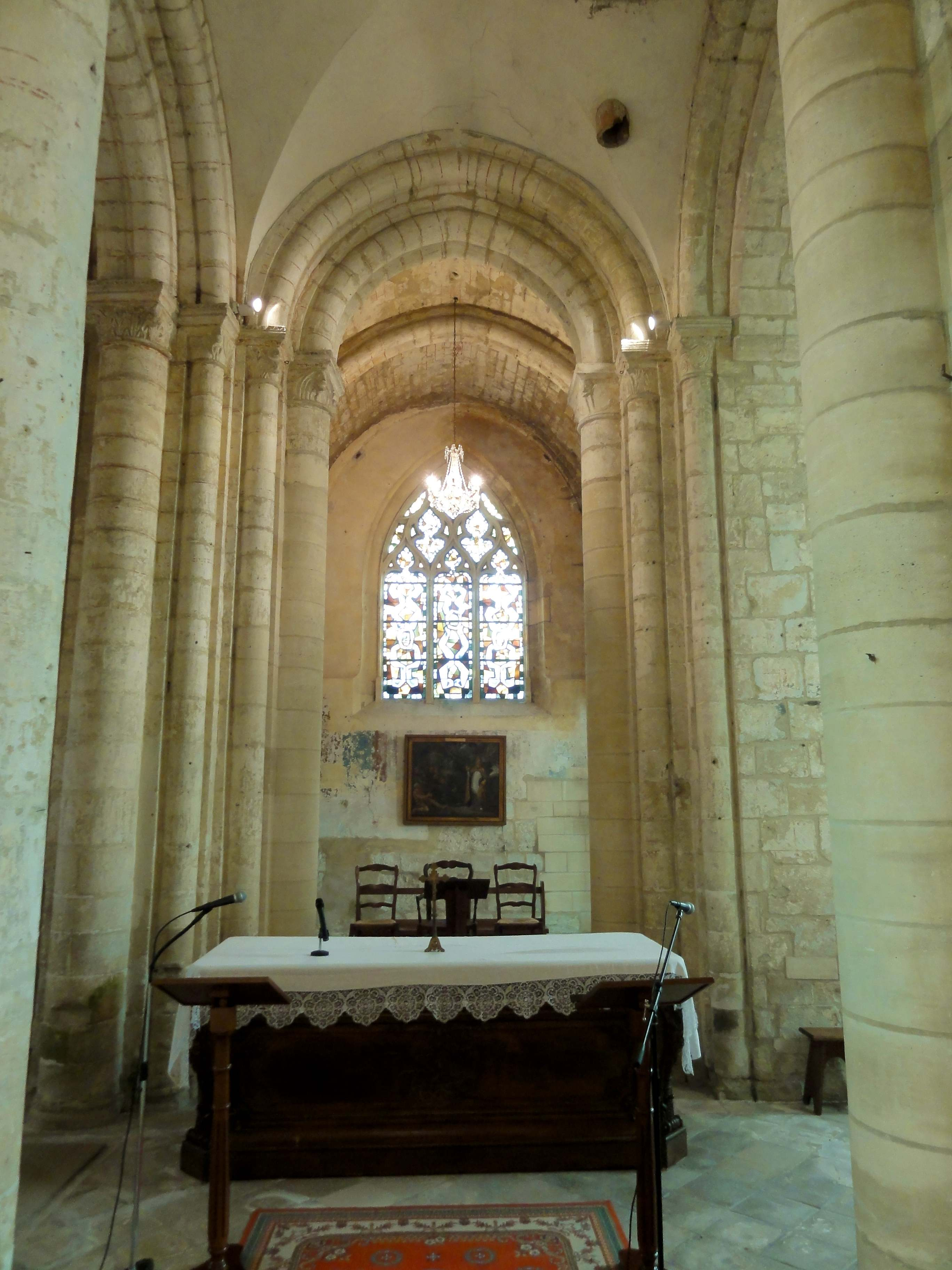
Vue vers l'est.

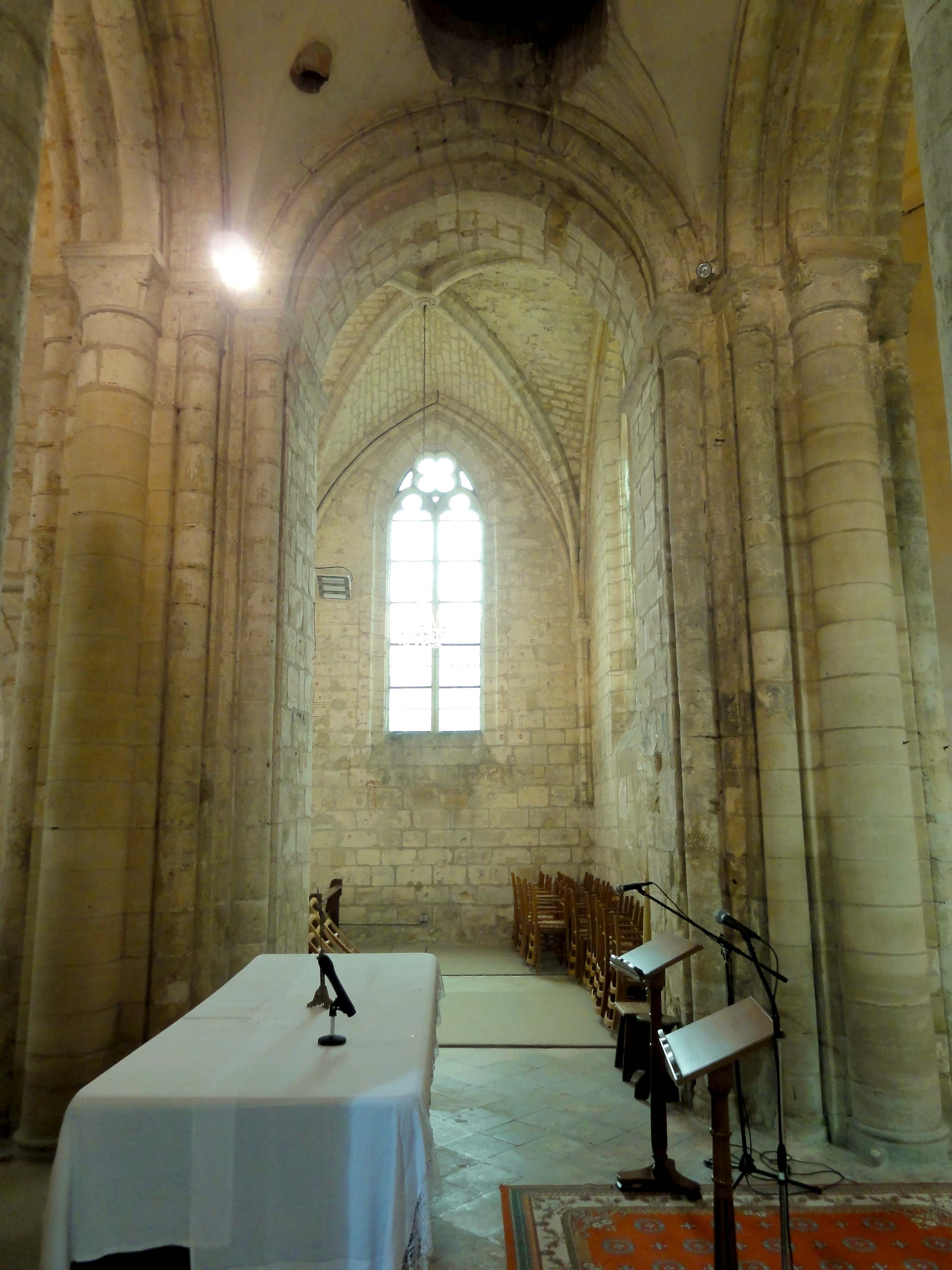
Vue vers le sud.

La base du clocher n'a pas changé d'aspect depuis les origines. De plan carré, elle est de dimensions très restreintes, et ne mesure que 3,20 m de côté à l'intérieur, d'un angle à l'autre. L'ouverture des doubleaux ouest, nord et est n'est que de 2,55 m entre les piliers. Elle est plus importante au sud, où deux colonnes engagées ont été supprimées. À l'origine, l'on trouve quatre doubleaux strictement identiques. Ils sont en plein cintre, et à double rouleau. Le rouleau inférieur est mouluré de deux gros tores séparés d'un court intervalle, et le rouleau supérieur est mouluré d'un tore de diamètre analogue de chaque côté. C'est, à peu près, le diamètre des colonnettes à chapiteau appareillées, non engagées, qui supportent le doubleau supérieur. Elles sont logées dans des ressauts des piles du clocher. Le maître d'œuvre a donc conféré aux supports le même profil qu'aux arcades, ce qui est d'un bel effet, et contrebalance la lourdeur de cette modénature. Ce sont des gros fûts engagées qui supportent le rouleau inférieur. Les bases, attiques, se composent d'un petit et d'un gros boudin dégagés par des rainures, et étaient à l'origine flanquées de griffes végétales. La plupart des griffes se sont perdues. Les socles carrés sont à présent noyés dans le sol, qui a été exhaussé de 30 cm à 40 cm environ. On peut faire le rapprochement avec la base du clocher de Saint-Gervais, où la principale différence est que le rouleau inférieur est formé par un tore unique, du même diamètre que les gros fûts. Les chapiteaux sont au nombre de vingt (initialement vingt-quatre). Tous, sauf six, sont visibles depuis l'intérieur de la base du clocher. Les autres sont visibles depuis la nef, le croisillon nord et le chœur. Les tailloirs sont de plan carré. La plupart se composent, du haut vers le bas, d'une plate-bande, d'une fine baguette, et d'un cavet. La plate-bande est généralement décorée d'une ligne brisée aux intervalles excavées, qualifiée improprement de dents-de-scie par Aimée Rivière. C'est l'un des motifs ornementaux romans les plus anciens, qui est déjà répandu avant l'apparition du chapiteaux, comme à Condécourt, Cinqueux, Rhuis et Saint-Maximin. Il apparaît aussi sur les tailloirs de certains chapiteaux d'Arthies, Cormeilles-en-Vexin, Saint-Clair-sur-Epte, etc. En cas d'absence de ces motifs, les tailloirs affichent un profil plus complexe dans leur partie supérieure.
Les corbeilles affichent des motifs très variés. Leur point commun sont des volutes d'angle plus ou moins stylisées, ou, à défaut, des masques d'angle. Ils sont généralement moustachus, comme fréquemment en Normandie (Biéville, Creully, Tilly-sur-Seulles...), et les moustaches retombantes se confondent alors avec les nervures des feuillages. D'autres masques crachent des rinceaux ou langues de feu, et sont dépourvus du mâchoire inférieur. Dans l'angle nord-est, un petit personnage d'angle se substitue au masque. Les faces des corbeilles restent parfois lisses. Les motifs sculptés les plus simples sont les feuilles d'eau toutes plates, les godrons, les langues de feu, et les collerettes de deux rangs de feuilles nervées simples. Ce dernier motif est déjà très répandu en Normandie à la fin du XIe siècle (crypte de l'église de la Trinité de Caen, Saint-Étienne de Caen...). Les motifs les plus élaborés sont deux feuilles d'eau superposées, des feuilles d'acanthe stylisées, voisinant parfois avec des crossettes sur les faces latérales, et les rinceaux ou entrelacs crachés par certains masques. Aimée Rivière observe que les feuilles d'acanthe sont de la même facture qu'à Saint-Nicolas de Meulan et Lavilletertre, et que le motif qui combine les palmettes aux crossettes se retrouve sur des chapiteaux du début du XIe siècle à Biéville et Maule. Les têtes de monstre crachant des rinceaux sont fréquents au début du XIIe siècle, et existent également à Chars et au Perchay. En comparant avec les églises de la fin de la période romane, vers 1130-1159, on se rend compte du chemin parcouru par la sculpture depuis le début du siècle : Il suffit de regarder Avernes (portail), Le Bellay-en-Vexin (base du clocher), Chars, Hardricourt, Lavilletertre (à quelques exceptions près), Wy-dit-Joli-Village (chœur)... Pour venir à la voûte d'arêtes romane, elle a encore plusieurs homologues dans le Vexin et ses environs : Arthies, Boubiers, Condécourt, Cormeilles-en-Vexin, Feucherolles, Follainville, Limetz, Orgeval, Reilly, Saint-Gervais, et Tessancourt. Le trou de cloches n'est pas antérieure au XVe siècle.

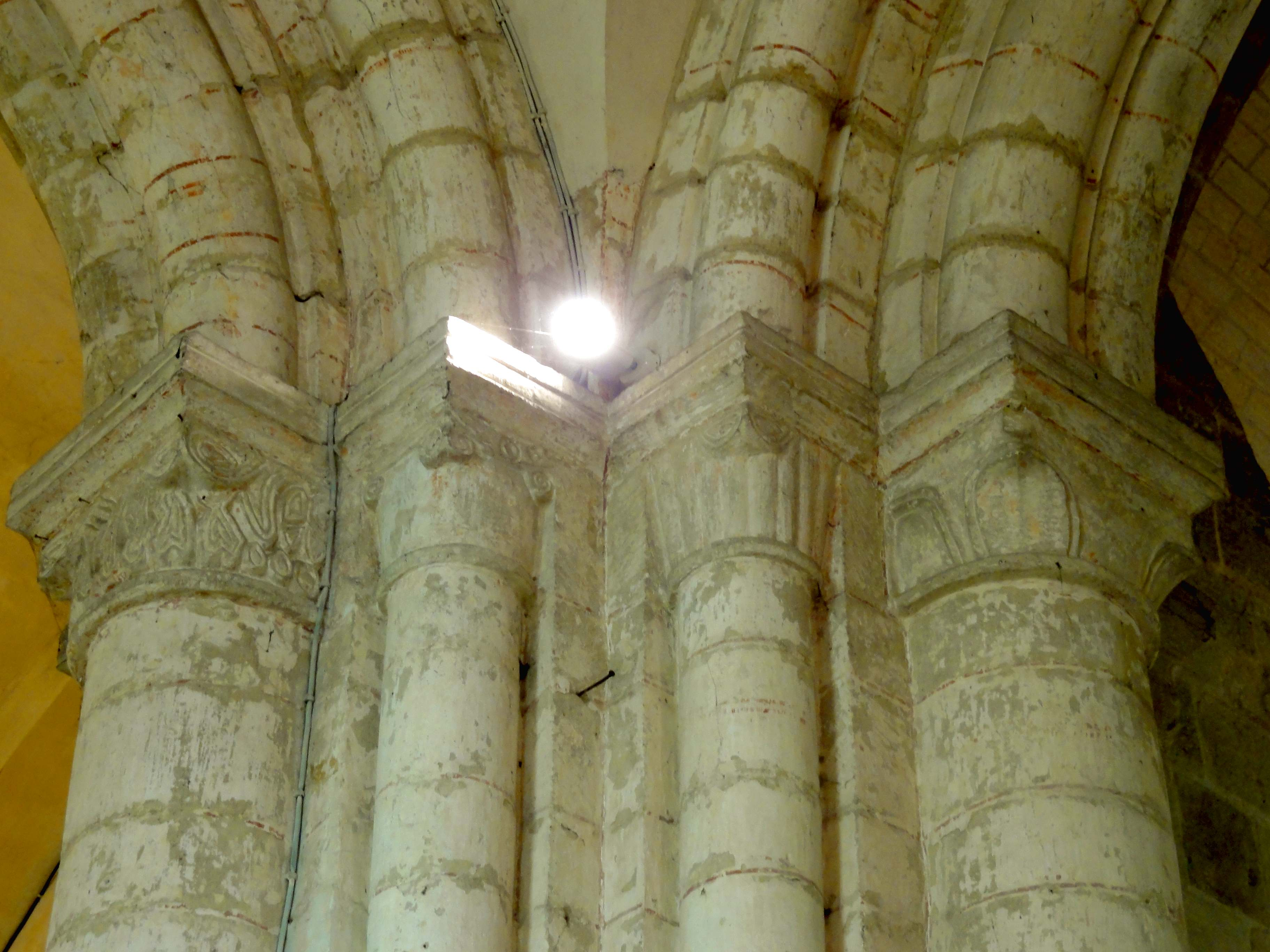
Chapiteaux au nord-ouest.
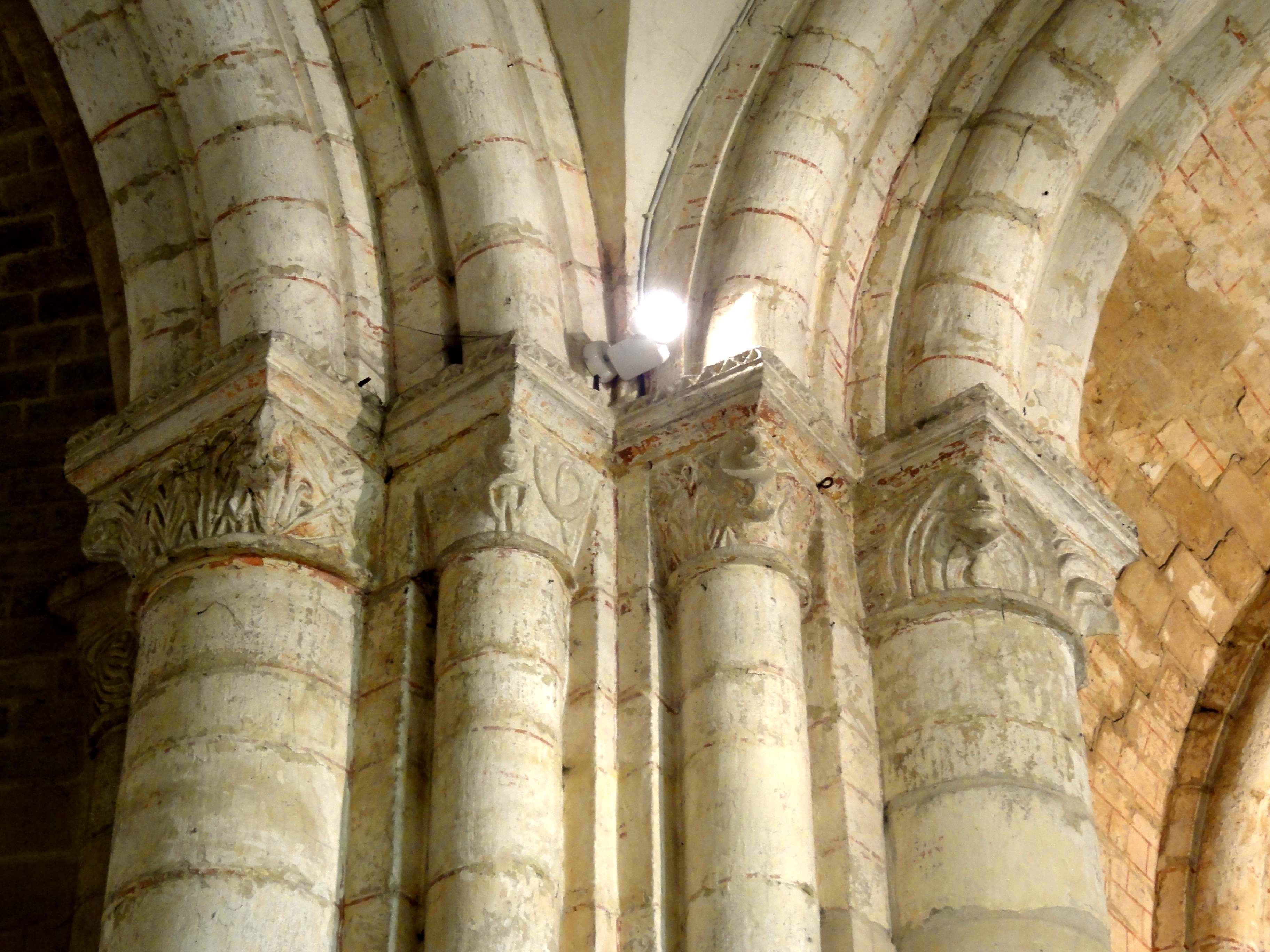
Chapiteaux au nord-est.
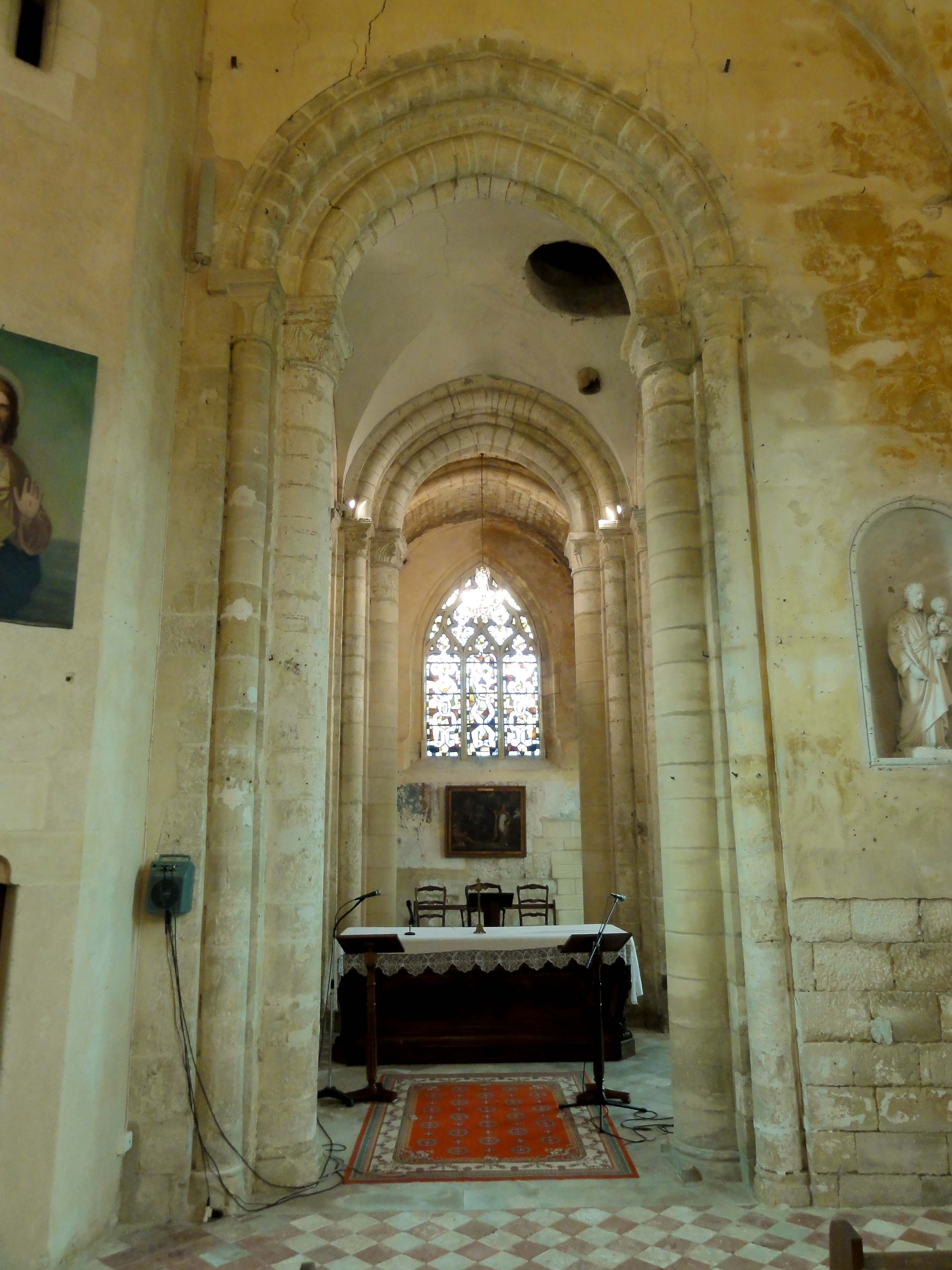
Vue depuis la nef.
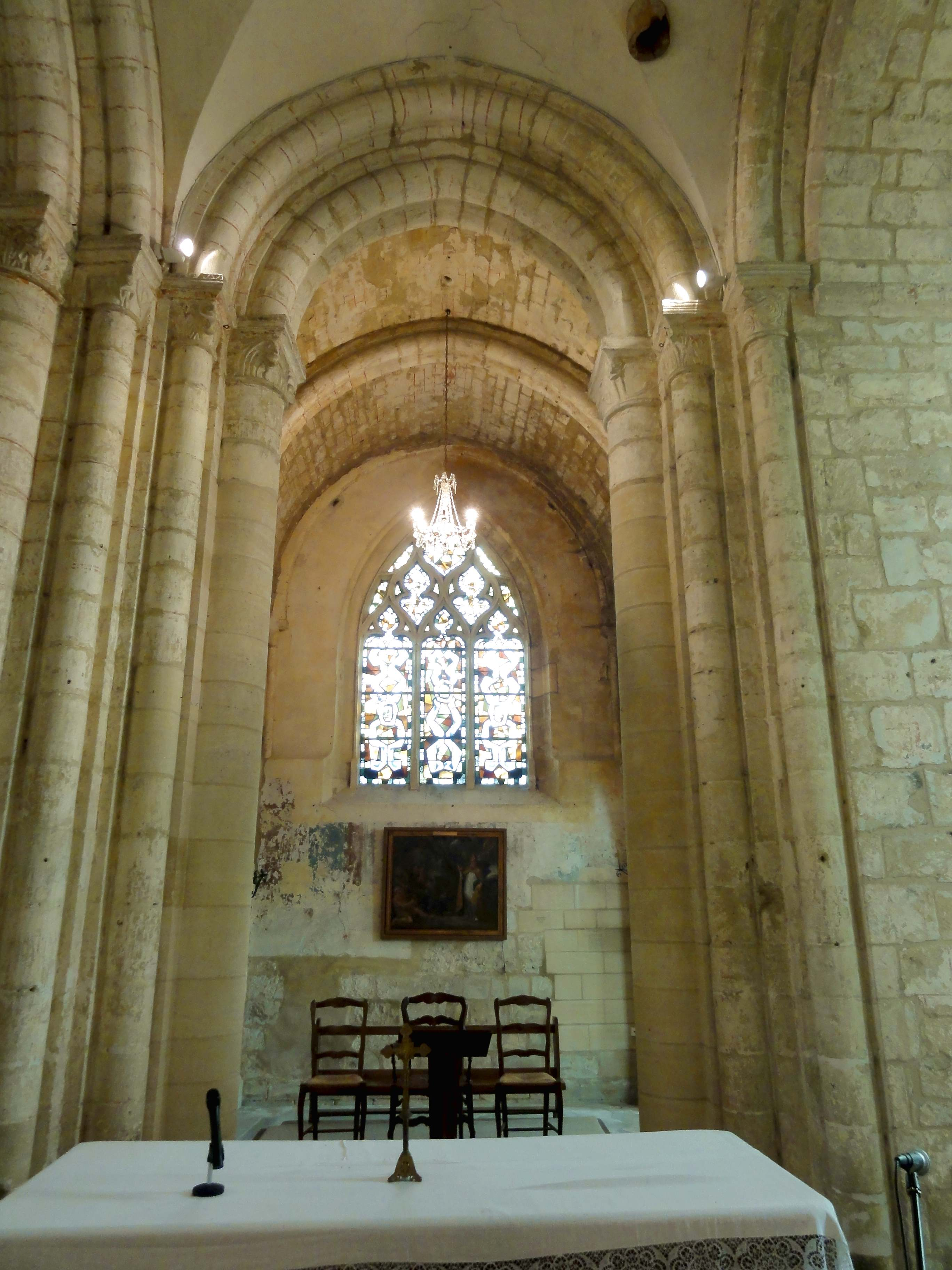
Vue vers l'est.
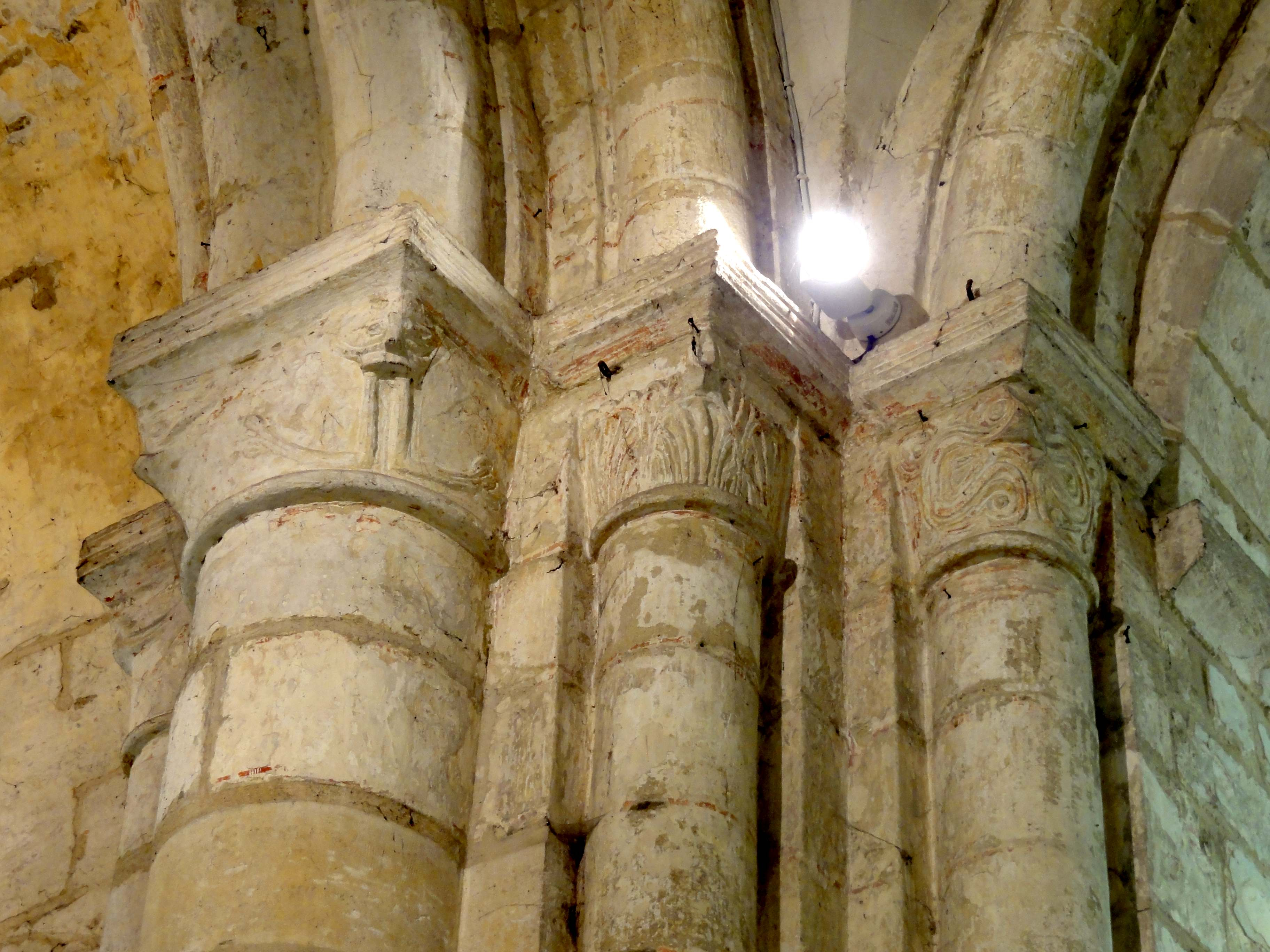
Chapiteaux au sud-est.
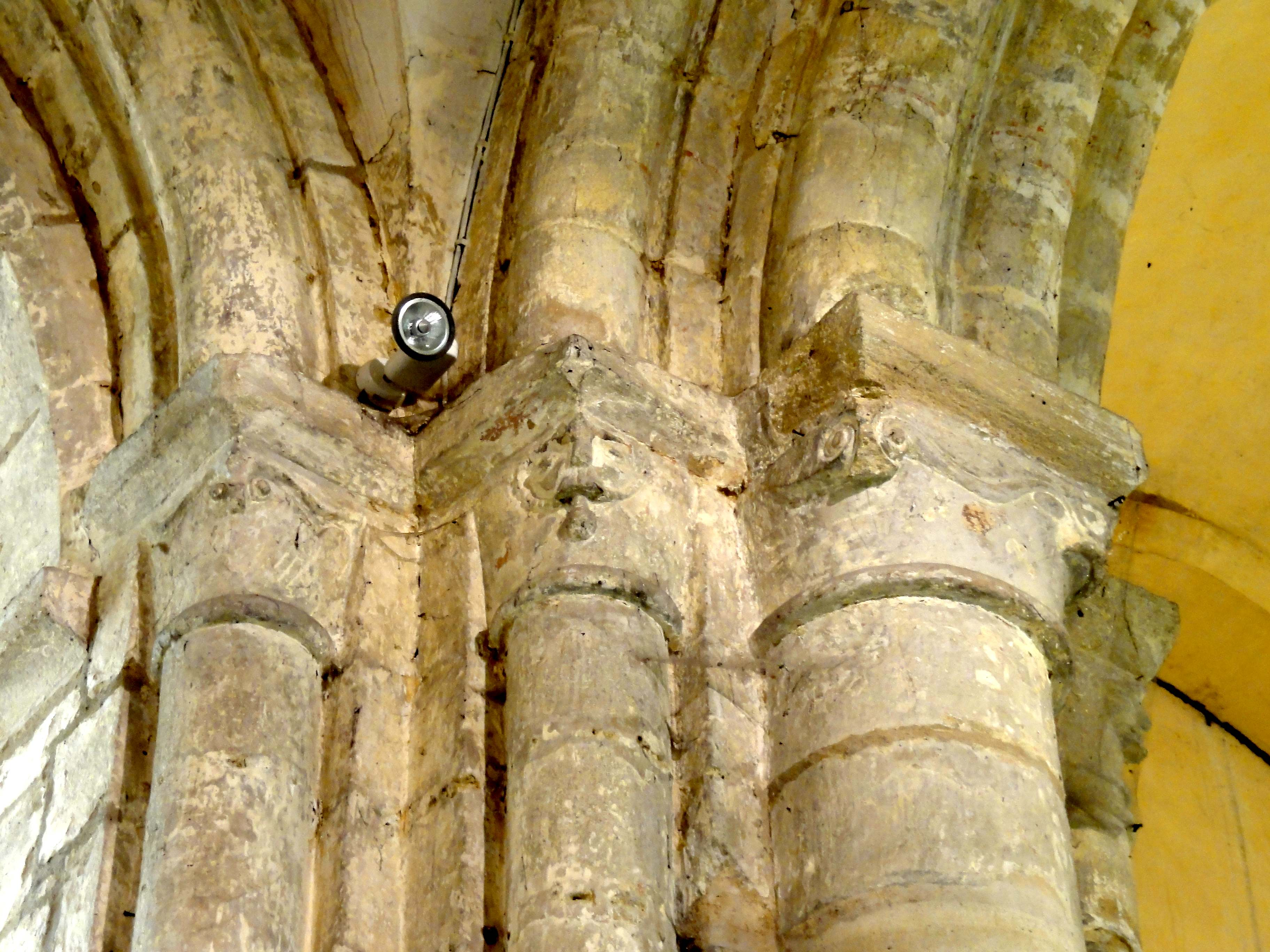
Chapiteaux au sud-ouest.

#### Chœur

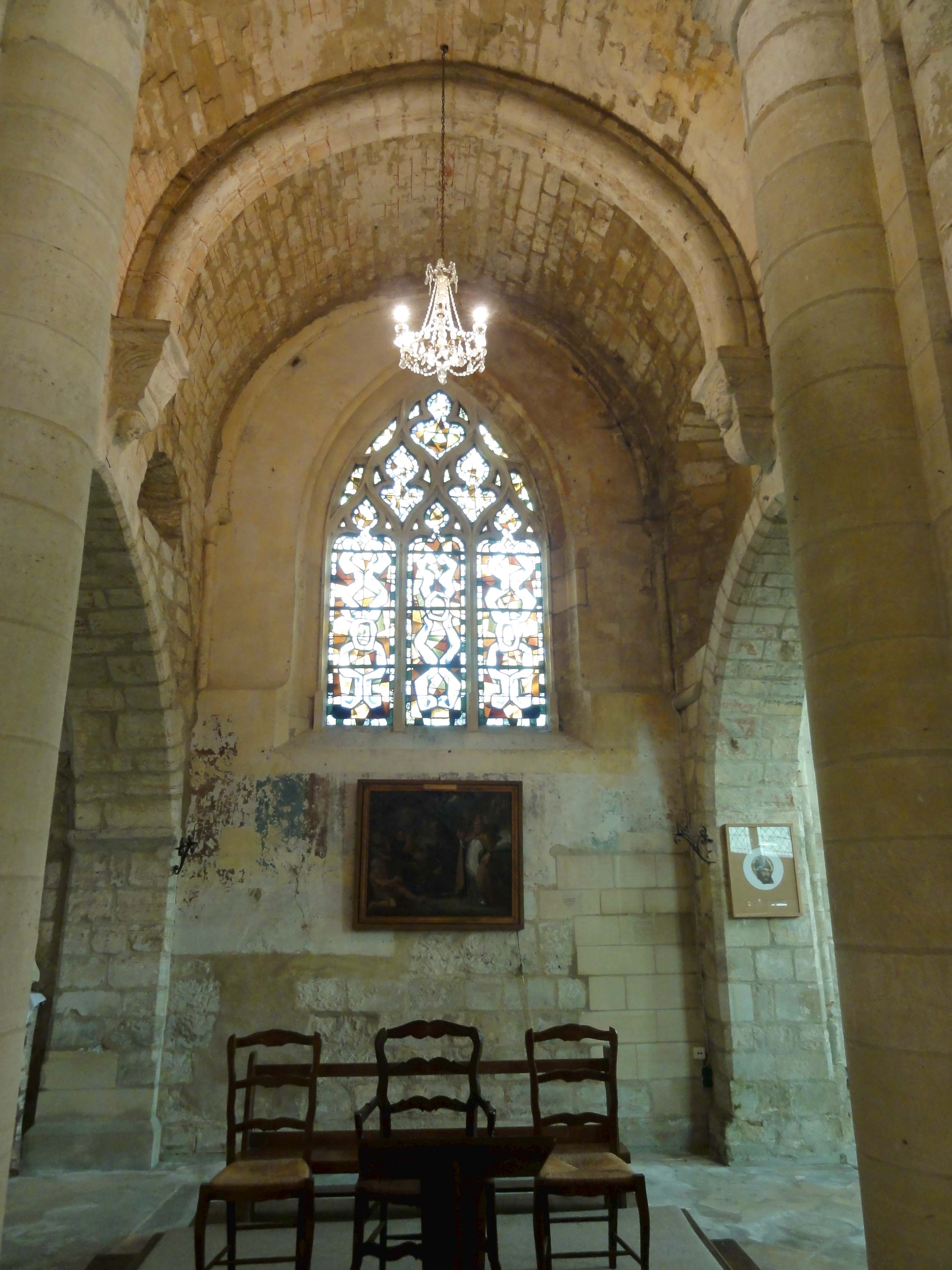
Chœur, vue vers l'est.

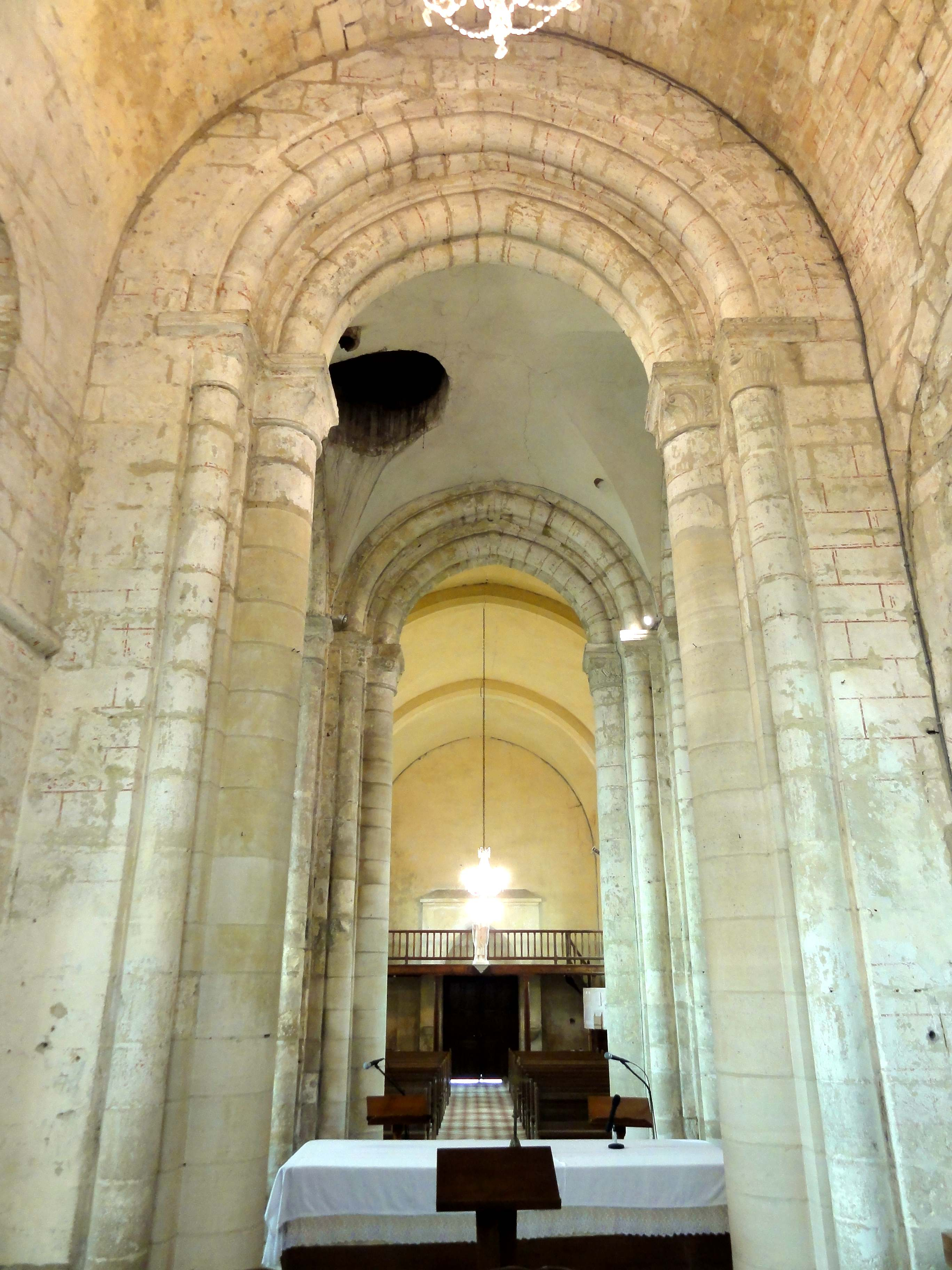
Chœur, vue vers l'ouest.

Rectangulaire, presque carré, le petit chœur dépasse de 80 cm la largeur de la base du clocher. Il ne faut pas en conclure son appartenance à une campagne de construction différente : les rouleaux supérieurs des doubleaux du carré du transept ayant 40 cm d'envergure, la largeur du chœur correspond à l'écart entre les rouleaux inférieurs du carré du transept. Ces arcades sont donc situés sur une même ligne avec les murs gouttereaux du chœur. Ceux-ci ont l'épaisseur réunie des rouleaux inférieurs et des rouleaux supérieurs vers les croisillons. L'élévation occidentale du chœur est déjà décrite avec la base du clocher. Un faible écart reste entre les angles et les colonnettes du rouleau supérieur. L'écart est exactement identique entre la lunette de la voûte, en plein cintre, et la limite supérieure du doubleau. Cet ajustement parfait s'oppose aussi à l'idée d'un intervalle de plusieurs dizaines d'années entre la construction du chœur et de la base du clocher. Ses principaux caractéristiques sont la voûte en berceau, et son doubleau intermédiaire mouluré, qui adopte le même profil que le rouleau inférieur des doubleaux de la croisée du transept. Une fine arête s'insère entre les deux tores. Le doubleau retombe sur les tailloirs de chapiteaux engagés. Celui au sud représente une tête d'homme barbu, dont la chevelure forme les volutes d'angle. En face au nord, le chapiteau a été arasé, mais l'on y voit encore l'empreinte de la même sculpture. Ces deux chapiteaux reposent sur des culs-de-lampe. Celui au sud est fruste, et ses trois faces concaves sont triangulaires, de sorte que la face frontale évoque un écusson. C'est probablement fortuit. En face au nord, le cul-de-lampe est un corbeau échancré, dont l'échine arbore une tête humaine d'une facture naïve. Curieusement, aucun auteur ne tient compte de ce doubleau, qui est pourtant d'importance capitale pour la datation du chœur. Le chevet a été remanié, et la voûte en berceau ne permet pas une datation. Dans l'Oise, les chœurs de Béthisy-Saint-Pierre et Ducy ainsi que la base du clocher de Néry sont encore voûtés en berceau peu avant 1150. Dans le Vexin, le même constat peut être fait quant au chœur et aux croisillons de Santeuil. Plus anciens sont les croisillons voûtés en berceau des croisillons de Cormeilles-en-Vexin et Moussy (reconstruits dans l'après-guerre). Quelques exemples de chœurs voûtés en berceau dans la région ont déjà été cités : Asnières-sur-Oise, Luzarches, Parnes, et Saint-Clair-sur-Epte. On peut y ajouter Banthelu et Catenoy. L'appareillage de la voûte est très régulière, en pierres de moyen appareil disposées longitudinalement. Elles sont blanchies à la chaux et peints en faux-appareil, comme à Cormeilles-en-Vexin.
Les deux élévations latérales sont à peu près identiques. La partie inférieure est occupée par une grande arcade en arc légèrement brisé. Ces arcades ont été ouvertes dans des murs préexistants, et se composent d'un seul rang de claveaux aux arêtes taillées en biseau. Elles sont dépourvues de supports, exception faite d'une imposte sommairement mouluré à l'ouest de l'arcade septentrionale. Celle-ci mesure 4,10 m de largeur, et celle du sud, un peu moins (la valeur de 3,40 m indiqué par Aimée Rivière semble trop faible). Elle est également moins élevée, et son intrados est peint de blasons et motifs héraldiques. Les arcades coupent des fenêtres en plein cintre à ébrasement intérieur, qui sont disposées au milieu entre le doubleau intermédiaire et les angles. Près des culs-de-lampe, les piédroits ont entièrement disparu du côté nord. Les fenêtres du nord sont également visibles depuis la chapelle latérale nord. Au sud, on les a entièrement masquées du côté de la chapelle du sud. Un détail que les auteurs ne relèvent pas, est l'agrandissement de la seconde baie du sud. Pour venir au chevet, son mur se retraite à mi-hauteur des arcades, deux assises au-dessus du seuil de la fenêtre flamboyante. Cette partie du mur a peut-être été reprise en sous-œuvre. Sur son ressaut, reposent deux fines colonnettes en délit, qui supportent des chapiteaux. L'un est sculpté d'une figure humaine avec une tête de dimensions exagérées, et l'autre, de feuilles nervées superposées. Les tailloirs débordent largement vers la fenêtre, et se résument à un chanfrein et une plate-bande. Ils supportent un arc formeret, qui, dans sa partie droite (sud), conserve sa mouluration d'un tore. Ce détail est éloquent pour la datation. Il ne révèle rien sur l'existence ancienne d'une abside en hémicycle, car le diamètre de la voûte diminue généralement à l'ouverture du cul-de-four, et ce qui paraît comme un formeret pourrait correspondre au ressaut à l'entrée du cul-de-four. Le chevet est ajouré d'une vaste baie flamboyante. Entourée d'une gorge, elle arbore un réseau de trois lancettes aux têtes tréflées, qui sont surmontées de deux soufflets, puis d'un troisième soufflet au sommet. Ces soufflets sont flanquées de deux fois deux mouchettes, et tous les écoinçons sont ajourés. Les meneaux affectent un profil aigu, et sont pourvus de bases.

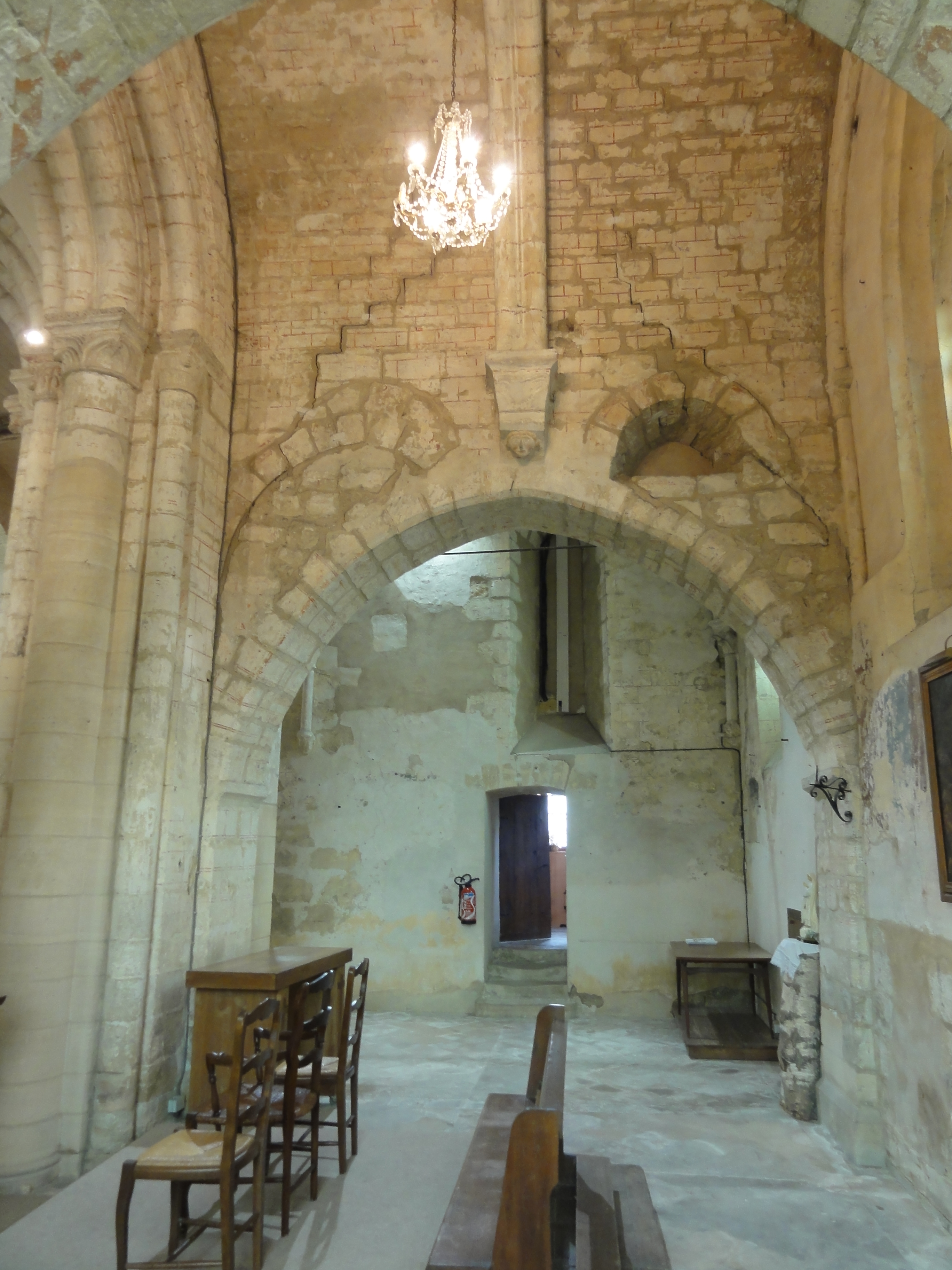
Élévation nord.
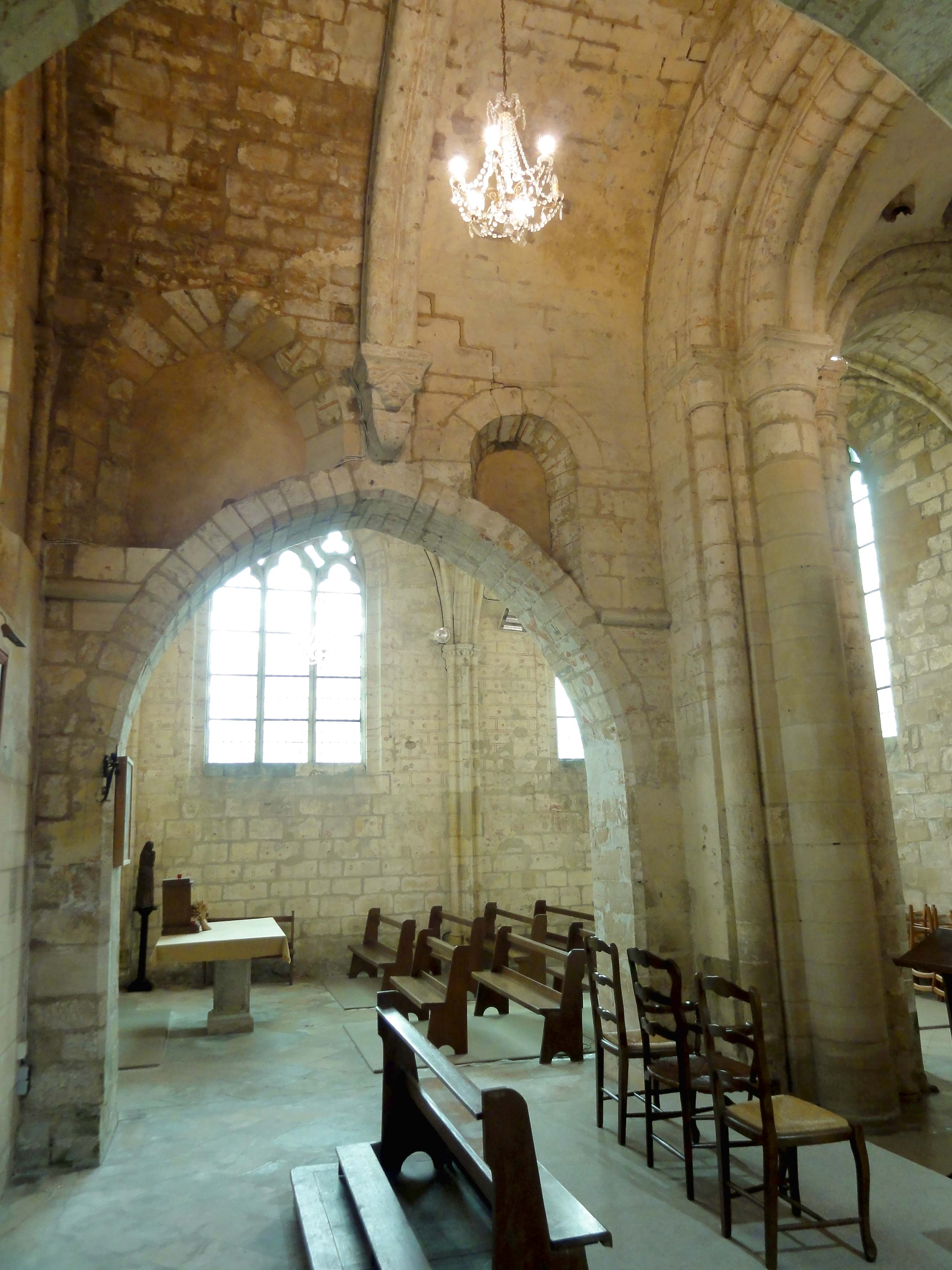
Élévation sud.
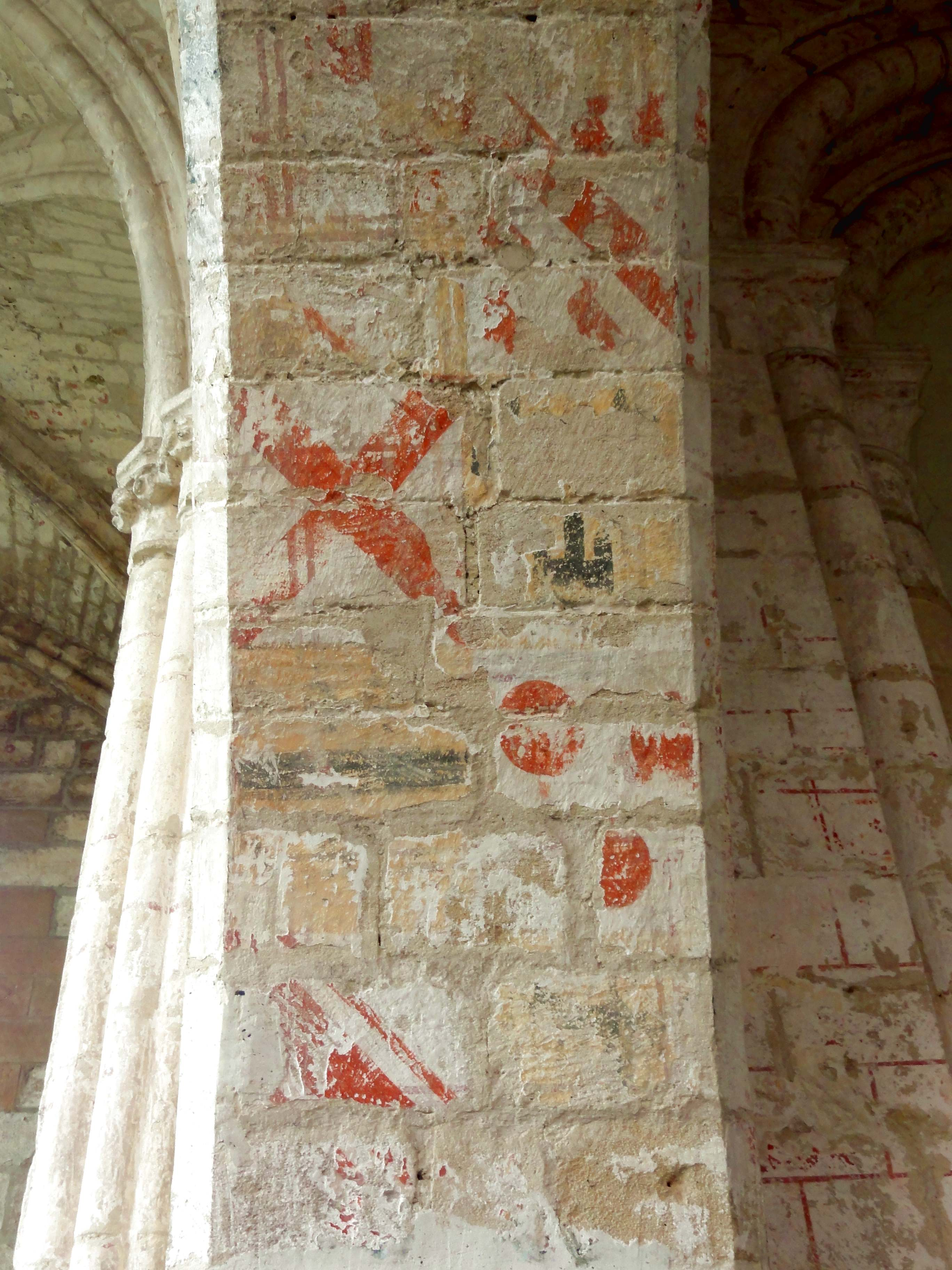
Arcade sud, intrados.
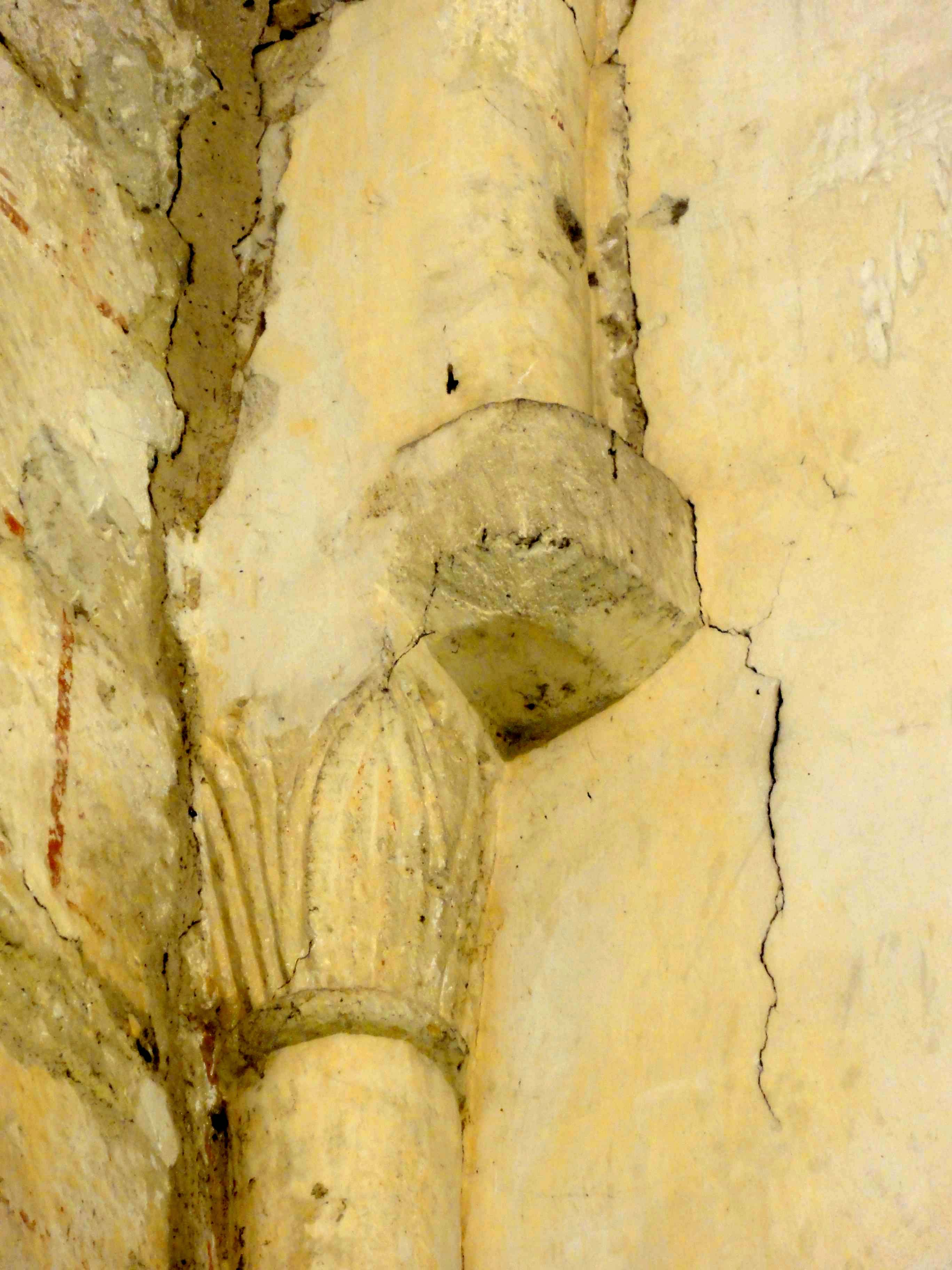
Chapiteau à g. du chevet.
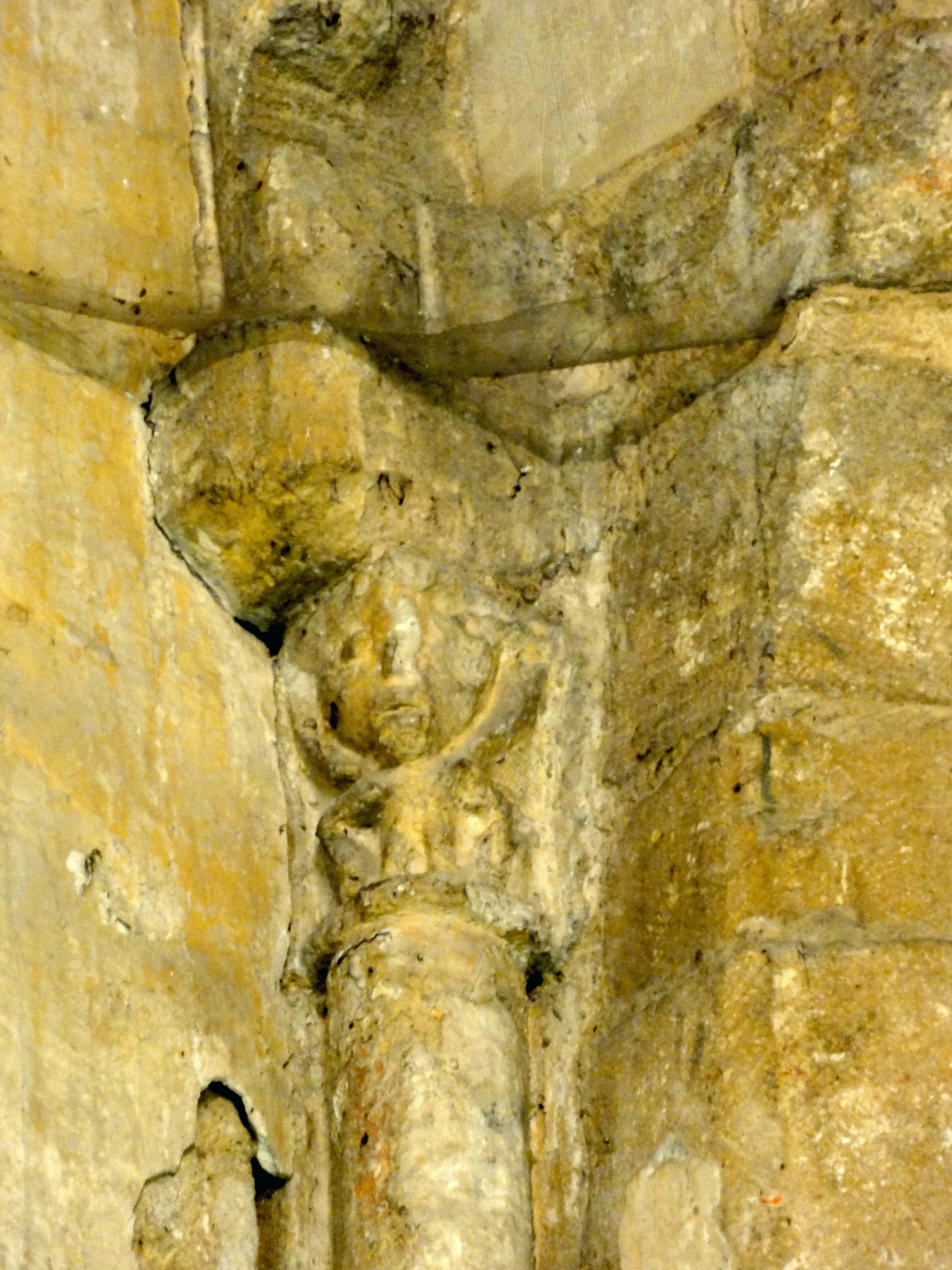
Chapiteau à dr. du chevet.

#### Croisillon et chapelle nord

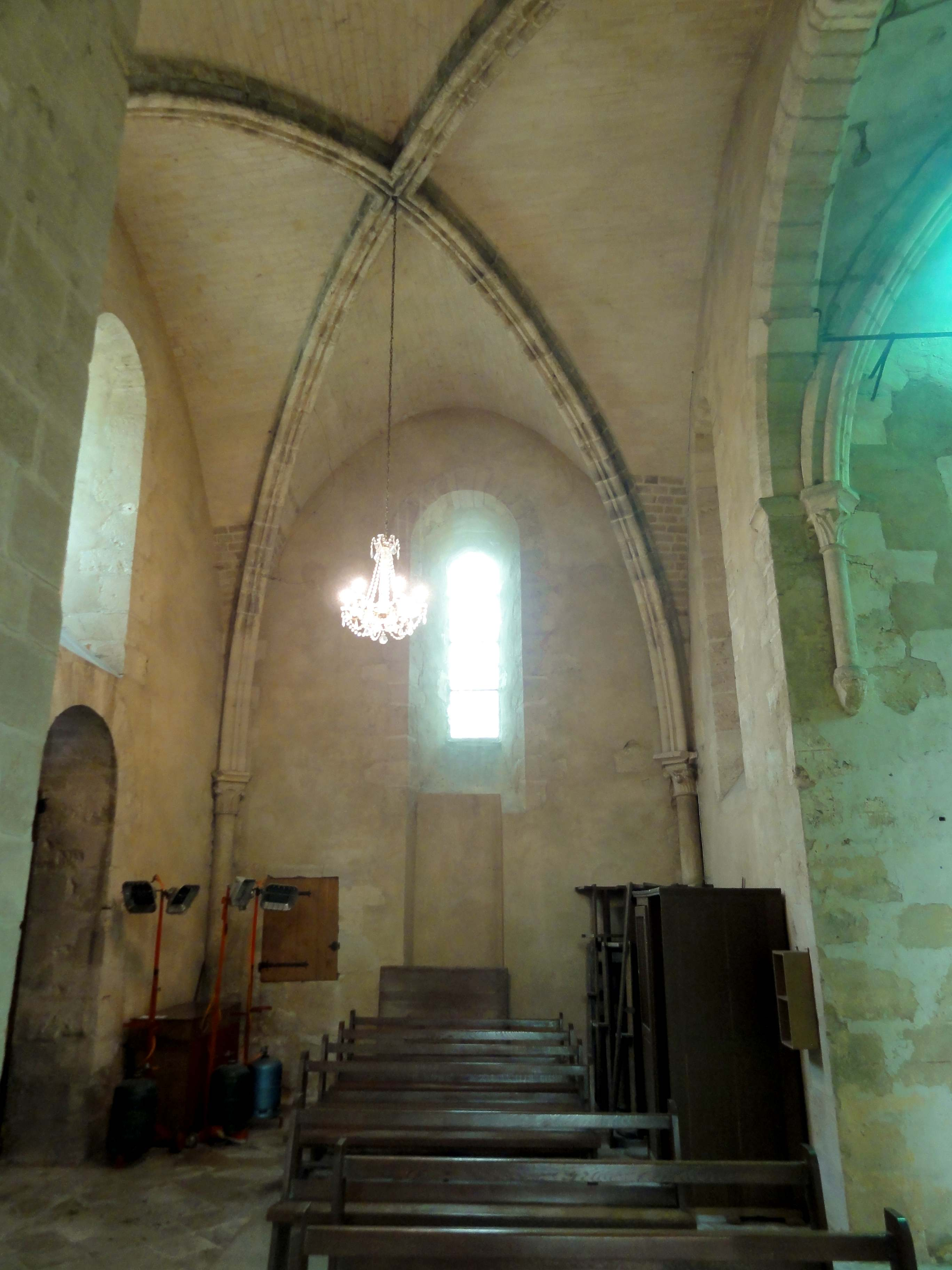
Croisillon nord, vue vers le nord ; à.gauche, la chapelle.

D'un aspect noble et sévère à l'extérieur, le croisillon nord et la chapelle contigüe paraissent mal étudiés à l'intérieur. Comme déjà mentionné, les deux travées communiquent par une arcade aux angles chanfreinés, qui repose sur des tablettes moulurées encastrées directement dans les murs, et l'angle sud-ouest du croisillon est encombrée par le mur oriental de la cage d'escalier du clocher, qui est soigneusement bâti en pierre de taille. Si le clocher avait été projeté en même temps que le croisillon actuel, il aurait suffi de repousser la cage d'escalier d'un mètre vers l'ouest pour éviter ce défaut esthétique, que les architectes des autres églises vexinoises ont généralement su éviter. Il est plus probable que le mur de la cage d'escalier faisait primitivement corps avec le mur occidental d'un précédent croisillon. Son portail aurait été conservé, et remonté dans le croisillon actuel. Un troisième défaut est le rapport anormal entre profondeur et largeur du croisillon (les croisillons très profonds seraient une particularité des églises prémontrées). Le croisillon est, en effet, deux fois plus profond que large, ce qui est peu compatible avec un voûtement d'ogives. Le résultat est une voûte descendant très bas dans les angles, et reposant sur de très courtes colonnettes à chapiteaux. Une meilleure solution aurait été la couverture par deux voûtes successives, comme au croisillon nord de Saint-Brice-sous-Forêt, qui date des années 1220-1230. Enfin, les fenêtres ne sont pas centrées sous le sommet des voûtes, ce qui est en partie imputable à leur forme irrégulière. En effet, la colonnette de l'angle sud-ouest est placée loin de l'angle réel, mais au nord de la cage d'escalier.
En parfait contraste avec ces irrégularités, le maître d'œuvre a pris le parti de faire retomber les ogives sur des colonnettes en délit, ce qui permet de réduire leur diamètre, et est généralement perçu comme une marque d'élégance. Les chapiteaux sont placés obliquement, face aux ogives, et sculptés de crochets. Dans l'angle sud-est, la retombée s'effectue sur la même tablette que l'arcade vers la chapelle, afin de ne pas encombrer le passage vers la chapelle. Les ogives sont au profil d'un mince filet entre deux tores, ce qui est l'un des profils les plus fréquents à la première période gothique, et la clé de voûte n'est pas décorée : les ogives s'y croisent simplement. Les formerets font défaut, ce qui est souvent interprété comme indice d'un voûtement secondaire, à moins qu'il ne s'agisse pas de constructions réalisées à l'économique, ou remontant au premier temps du voûtement d'ogives. Restent à mentionner les traces des réparations, et la baie sommairement bouchée côté est, dont la surface vitrée serait indispensable pour assurer un éclairage suffisant de cette partie de l'église. La chapelle appelle la même remarque. La fenêtre bouchée côté nord y paraît comme un trou béant, par ailleurs franchement désaxé vers l'est, et la seule baie du chevet n'est guère suffisante. Elle est par ailleurs parfaitement axée. Si le croisillon possède trois élévations, la chapelle n'en compte que deux : à l'ouest, il n'y a que l'arcade, sans piédroits, vers le croisillon, et au sud, le mur et l'arcade sont ceux du chœur. La porte de la sacristie se situe en dessous de la baie bouchée, mais pas exactement. Les chapiteaux, les ogives et la clé de voûte sont analogues au croisillon nord (dans l'angle sud-ouest, il n'y a qu'un cul-de-lampe). Les fûts sont également au délit, mais ne descendent pas jusqu'au sol : au bout d'un mètre, ils atteignent des culs-de-lampe. Les deux exemplaires dans les angles du chevet ont conservé leur sculpture. L'un arbore une sorte de godrons coniques, et l'autre des feuilles polylobées. Si le choix des culs-de-lampe se justifie par la largeur de l'arcade vers le croisillon, et correspond du reste à une disposition fréquente dans les bras transepts (Glaignes, Pondron, Rocquemont...), la superposition cul-de-lampe / colonnette / chapiteau est assez originale, et rappelle Saint-Étienne de Beauvais.

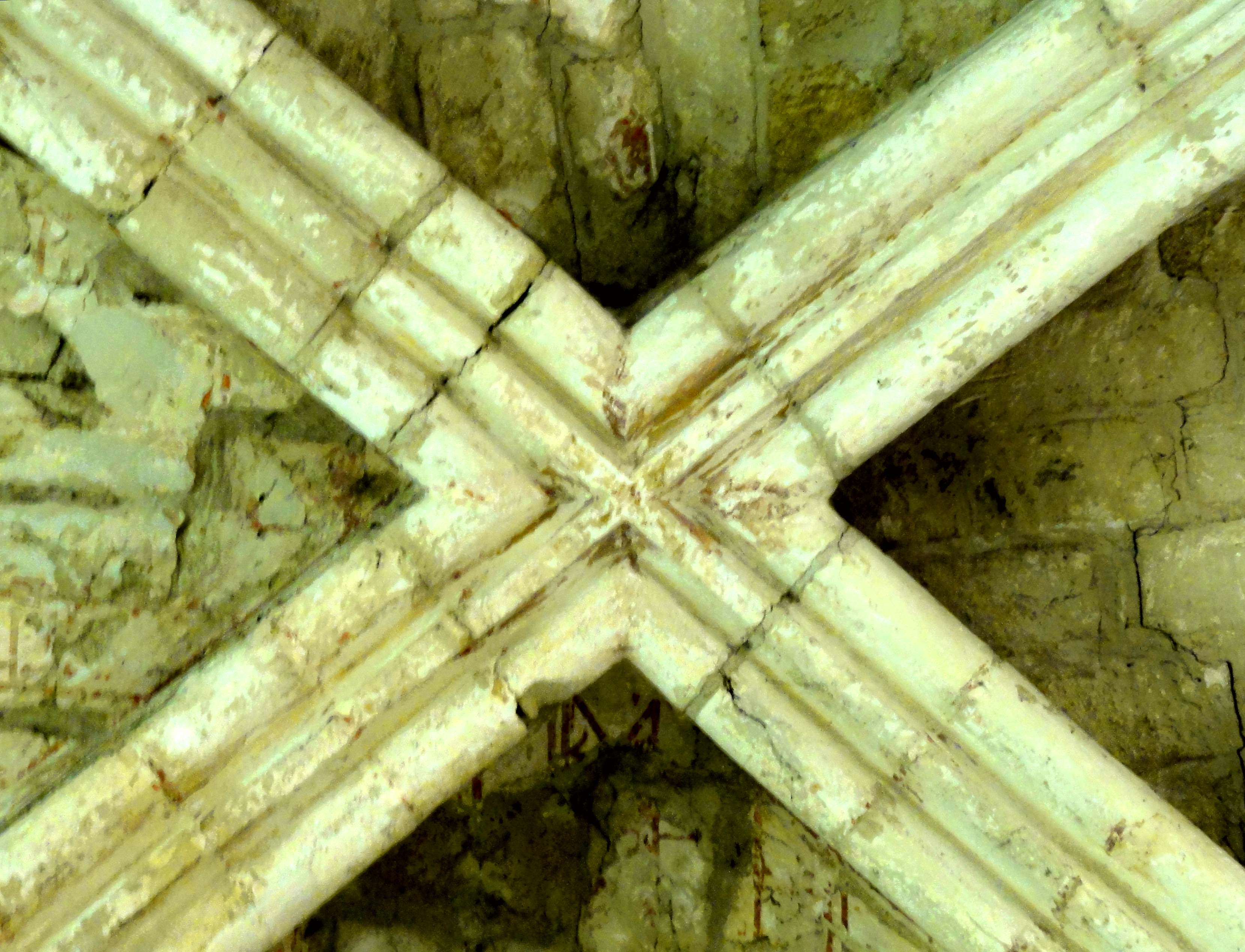
Croisillon nord et chapelle, clé de voûte.
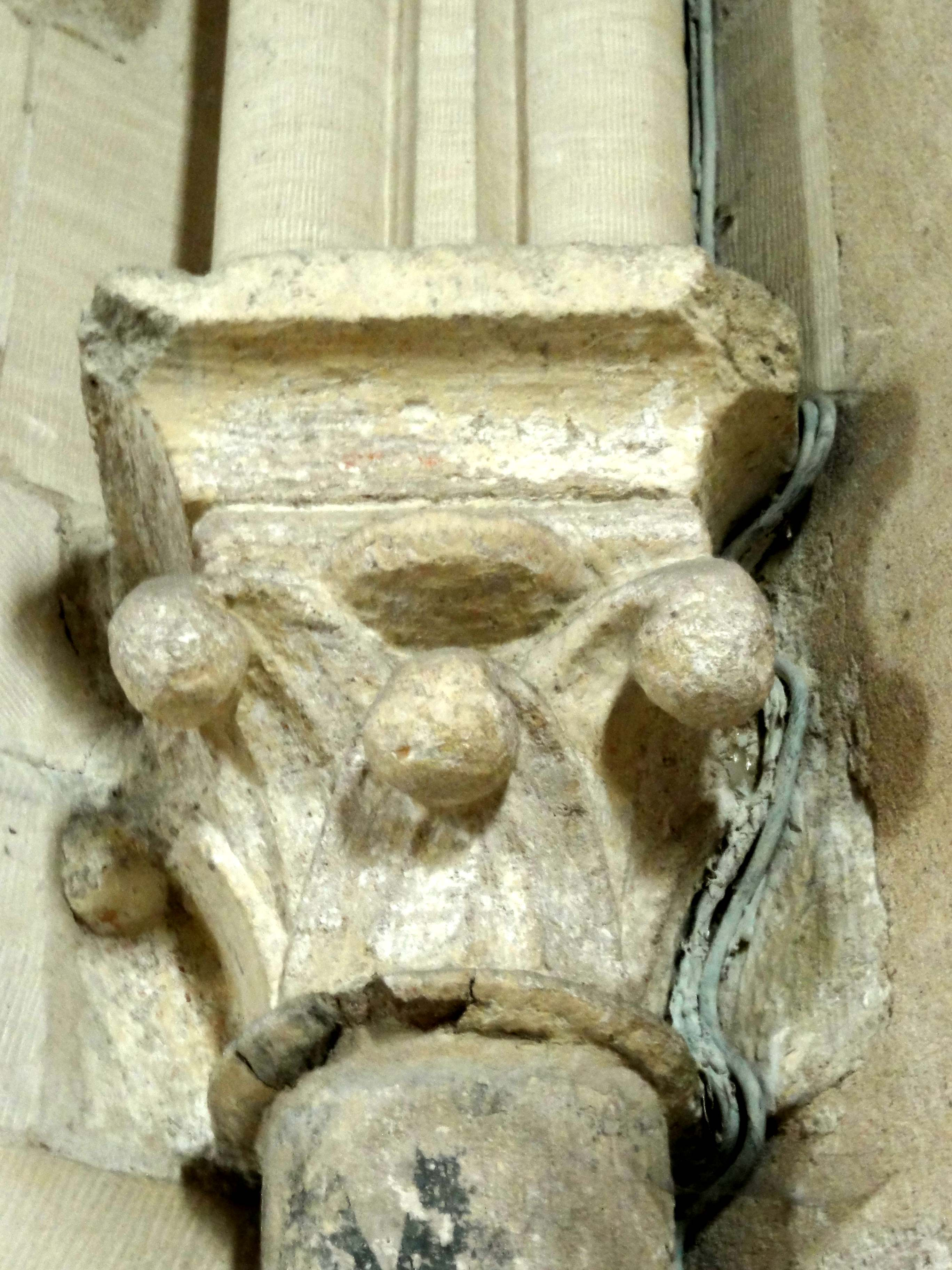
Croisillon nord, chapiteau.
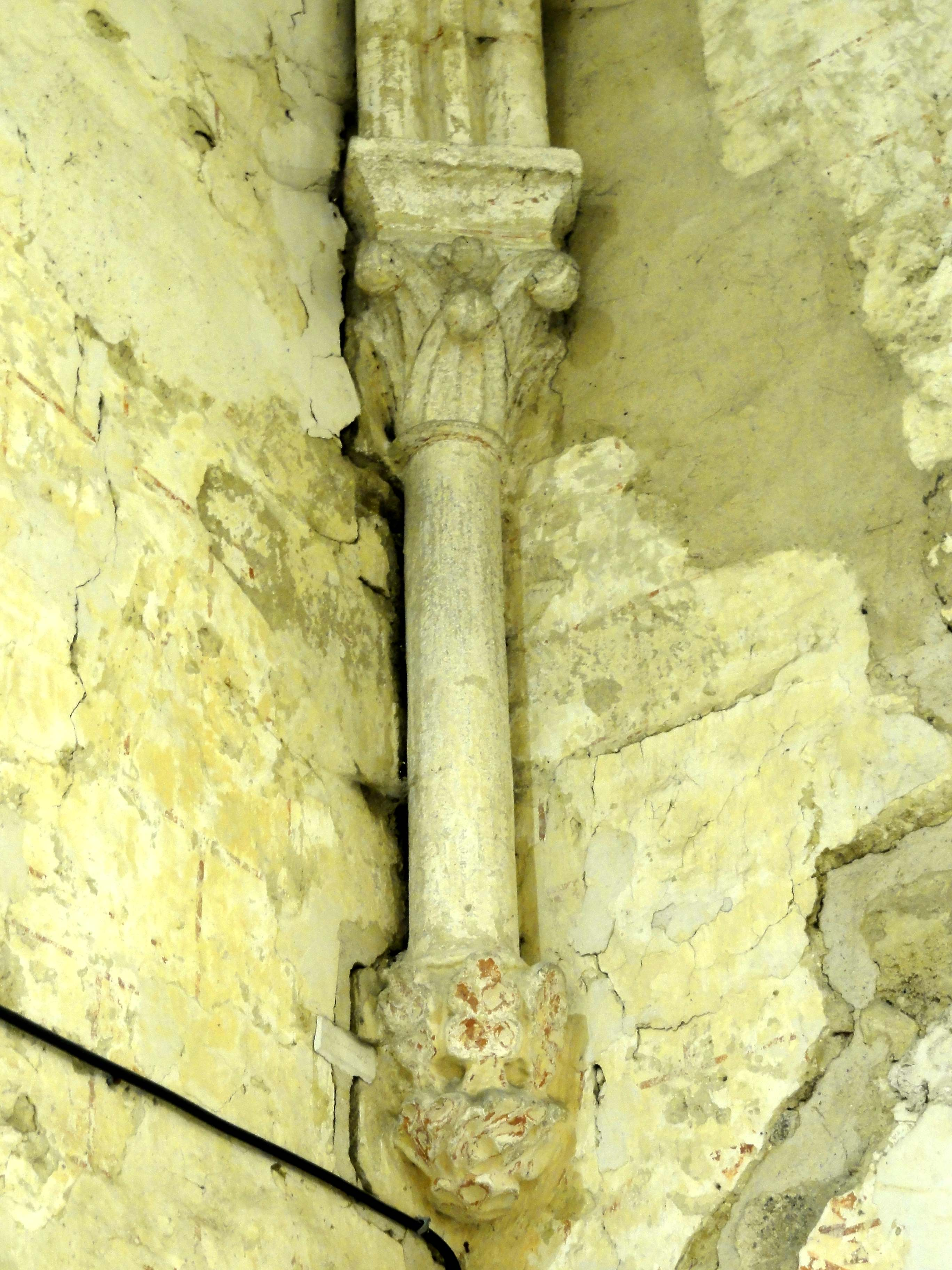
Chapelle, cul-de-lampe et colonnette.
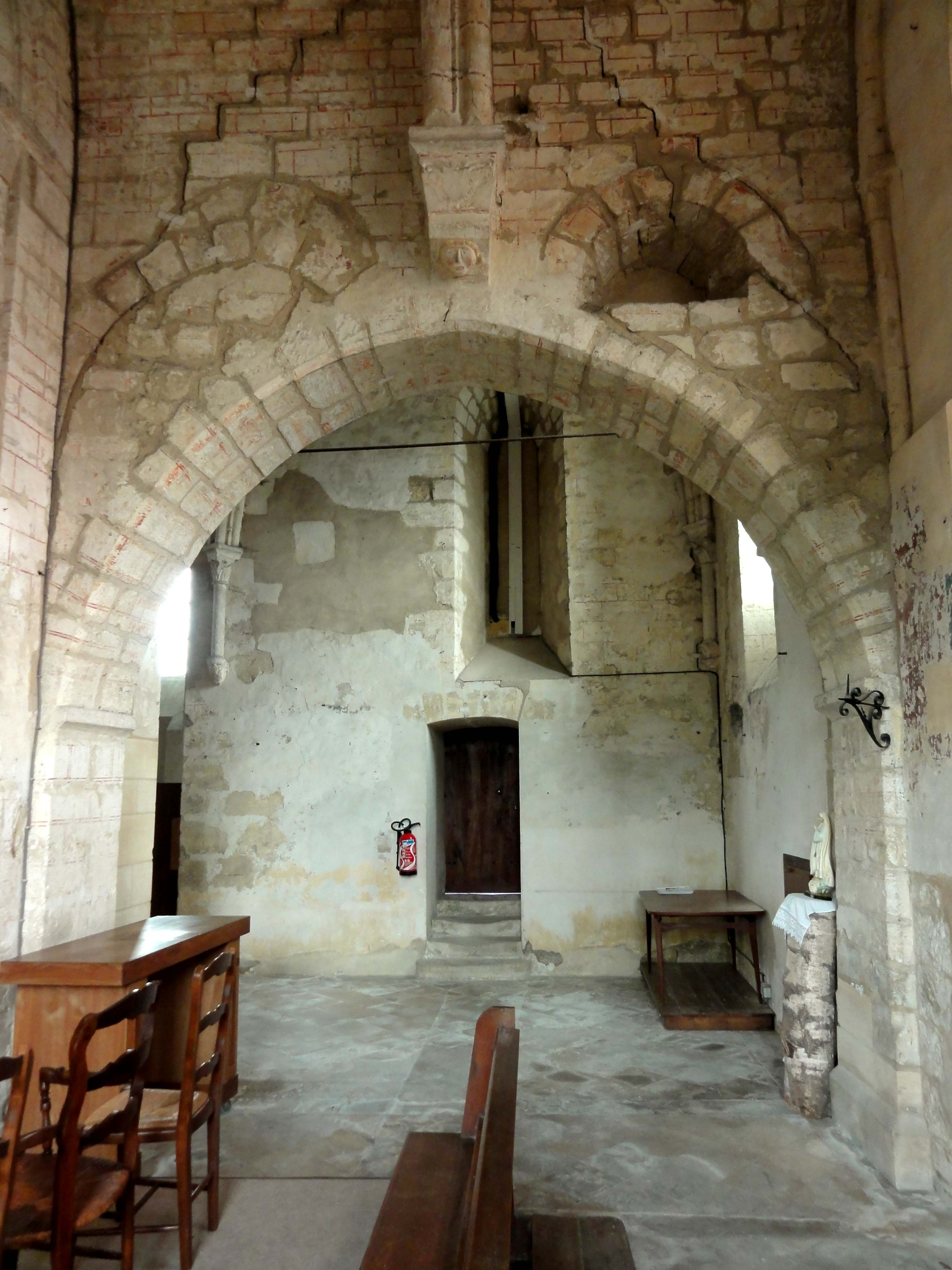
Chœur, vue dans la chapelle latérale nord.
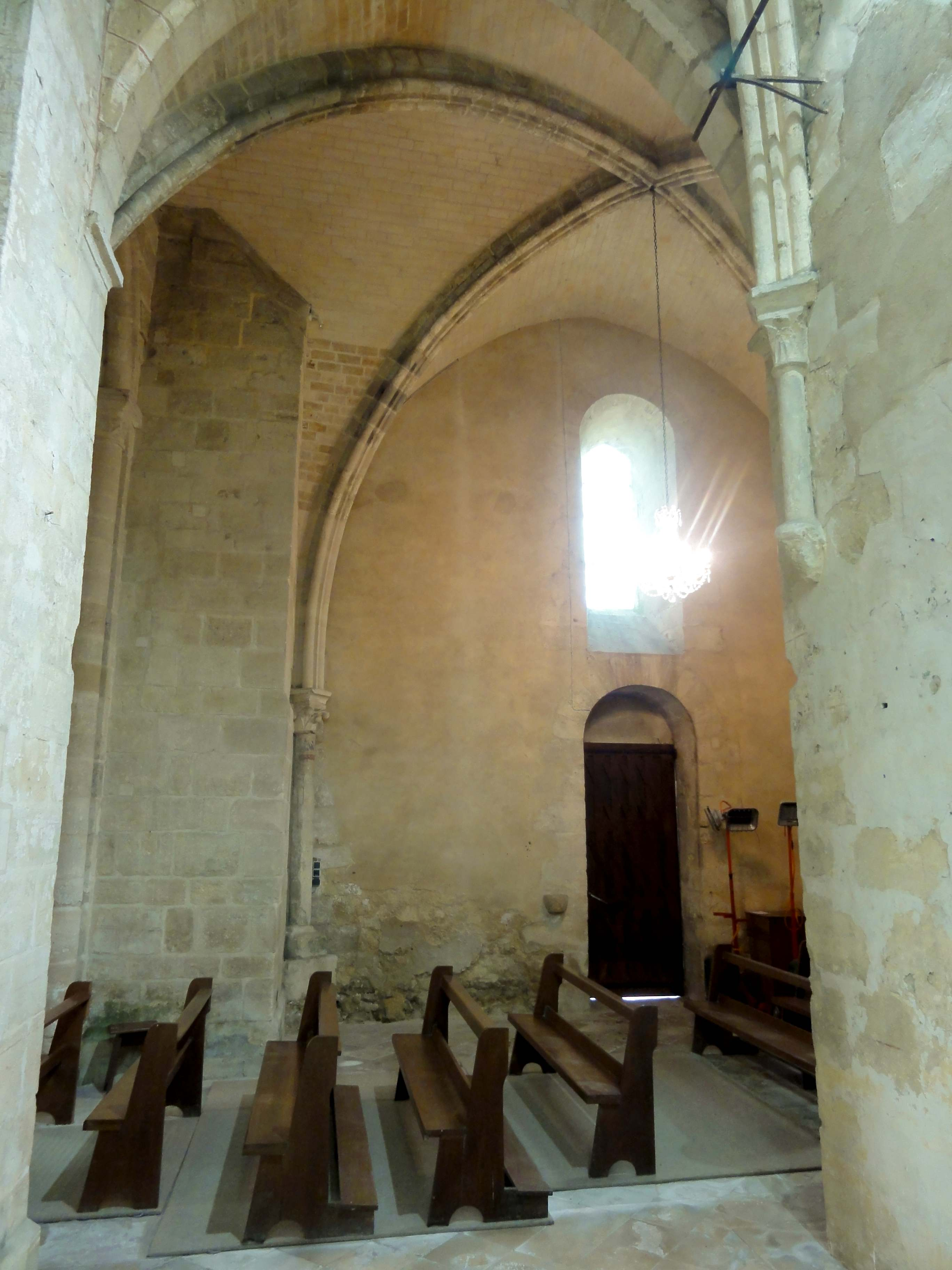
Chapelle, vue vers le nord dans le croisillon.
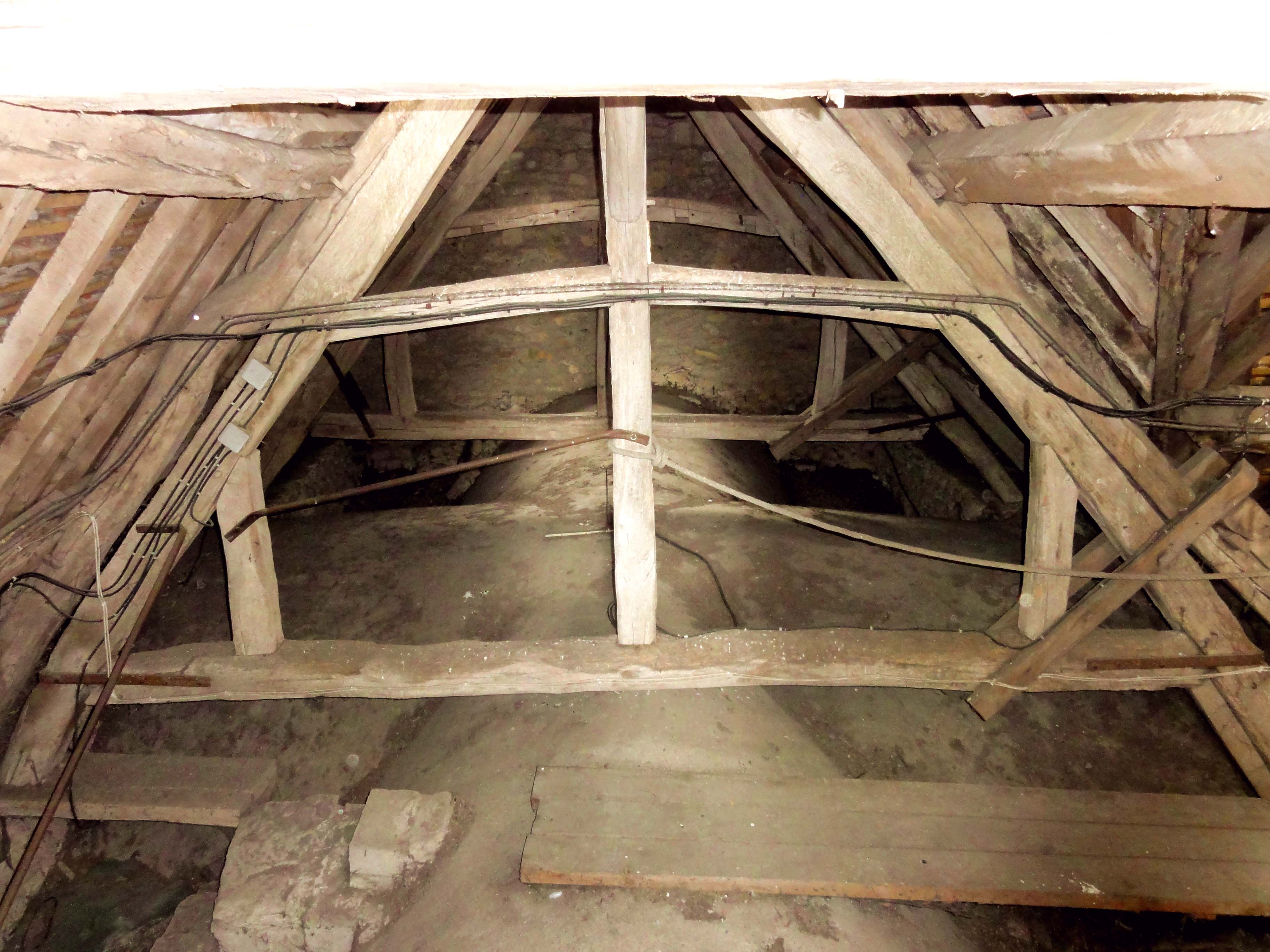
Croisillon nord, combles.

#### Chapelle sud

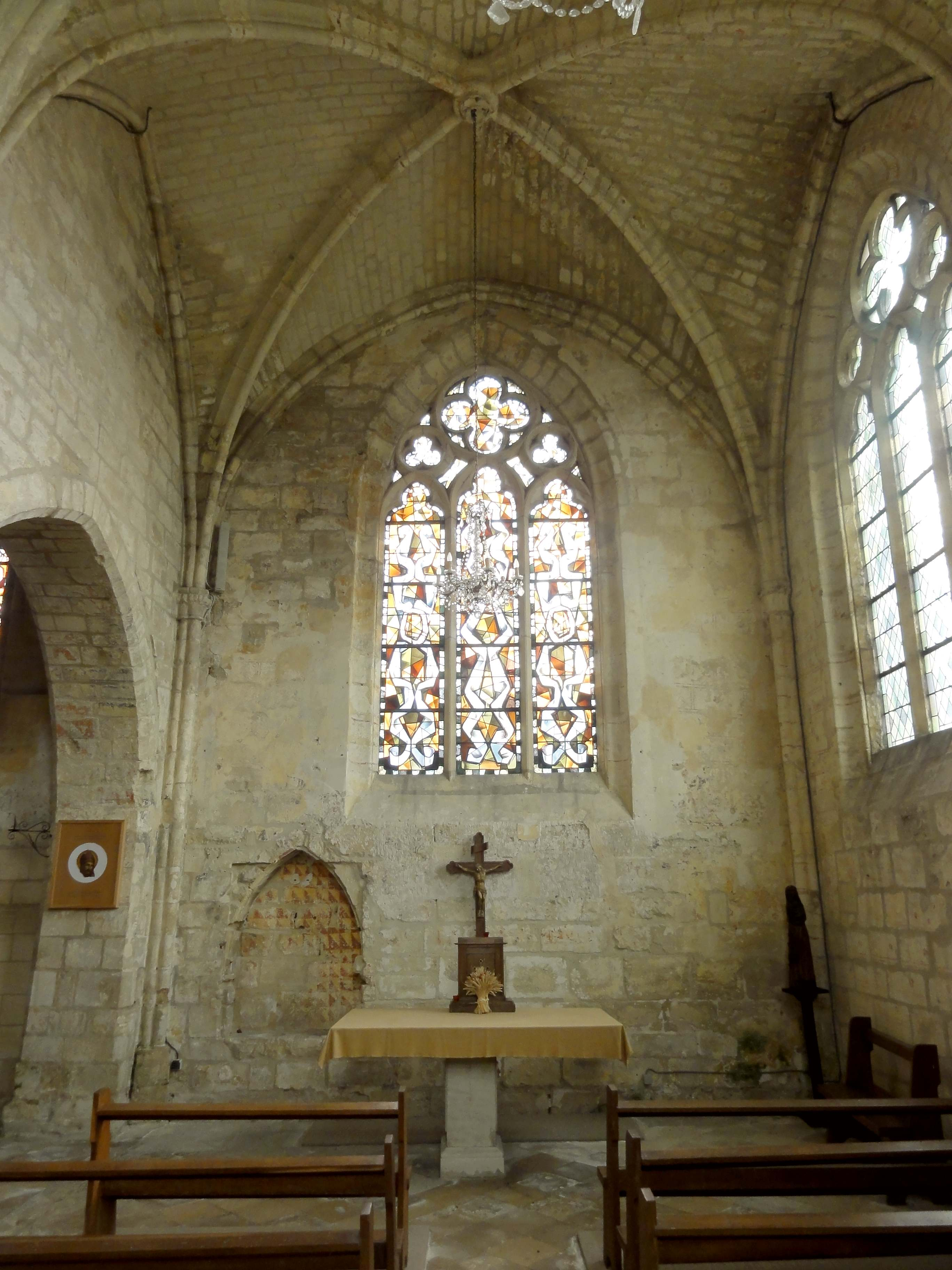
Vue vers l'est.

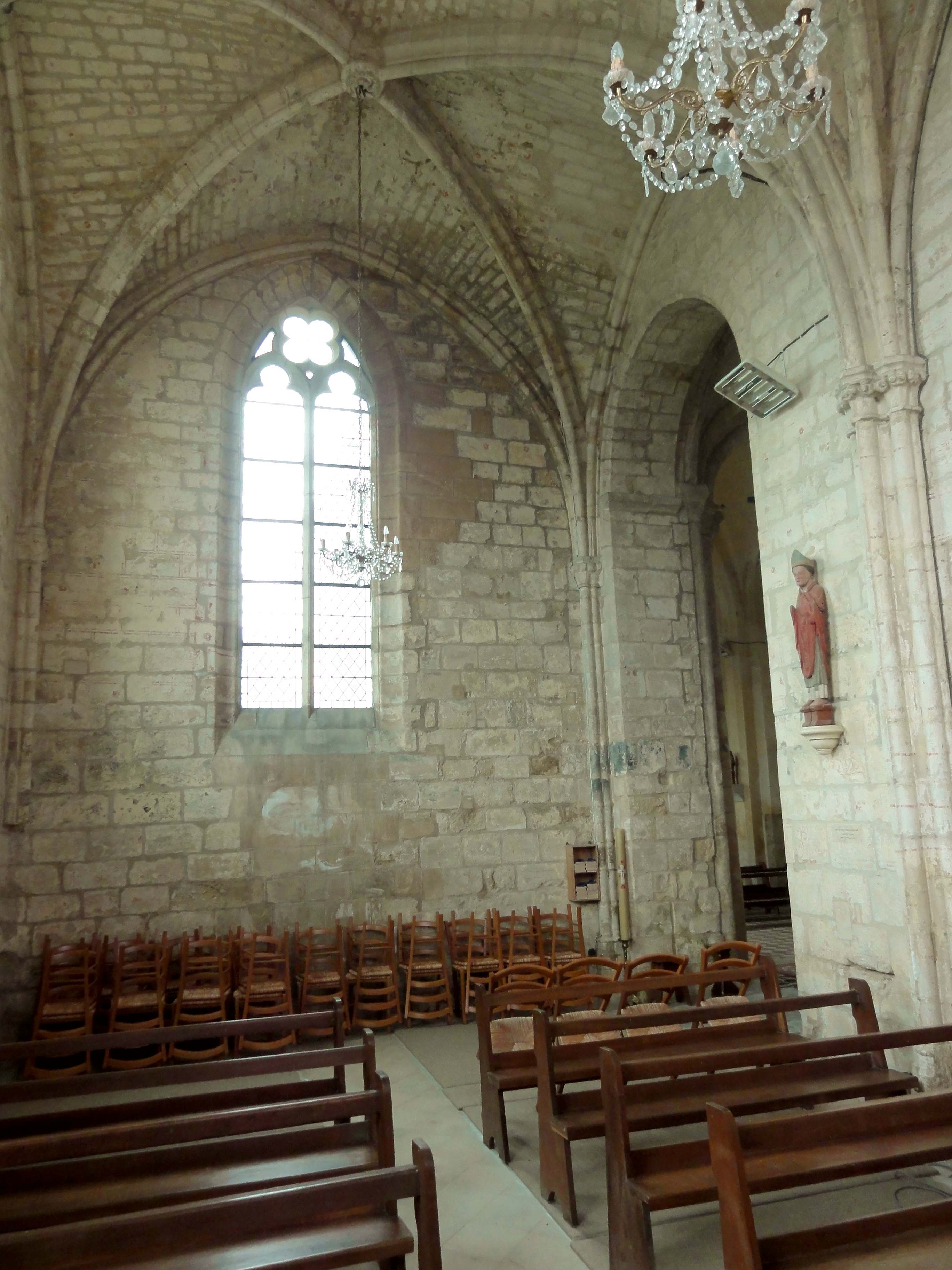
Vue vers le nord-ouest.

La chapelle du sud est la partie la plus récente parmi les travées orientales de l'église, et offre deux travées parfaitement homogènes. Grâce à ses quatre grandes fenêtres, elle est inondée de lumière, et la finesse des meneaux des fenêtres et des supports lui confie une certaine élégance. C'est également la partie la plus élevée de l'église, bien que la hauteur de 8,26 m sous le sommet des voûtes paraisse modeste pour la période gothique. Les vestiges d'une piscine liturgique à gauche du chevet indiquent que la chapelle était d'emblée destinée aux célébrations eucharistiques (à l'instar de la plupart des chapelles des églises médiévales). L'on peut supposer que le chapelain de Saint-Sulpice y lisait les messes de fondation, et que les deux ou trois chanoines qui formaient l'effectif du prieuré de Seraincourt y célébraient également la liturgie des Heures. Aujourd'hui, certaines messes paroissiales et célébrations particulières se tiennent également dans la chapelle. Elle est assez spacieuse, et représente presque la moitié de la superficie de la nef. — Chacune des deux travées compte deux fenêtres en tiers-point. Celles de la première travée sont à deux lancettes à têtes tréflées, et celles de la seconde travée à trois lancettes. Comme déjà observé, le lobe central est aux trois quarts fermé (mais son sommet est en arc à peine brisé, contrairement à la baie du chevet), et les lobes latéraux se résument à un quart-de-cercle. La partie supérieure du remplage fusionne avec les têtes des lancettes. Elle présente un quatre-feuilles disposé obliquement dans les baies à deux lancettes, et deux petits oculi ainsi qu'un grand oculus au sommet, qui inscrivent respectivement des trilobes et un quadrilobe disposé normalement. Tous les écoinçons sont ajourés. Parmi ces trilobes et quadrilobes, la moitié a été refaite préalablement à la pose des nouveaux vitraux, en 1867 (ces vitraux ont été perdus en 1944). Jusque-là, les baies étaient partiellement bouchées, et le remplage n'était plus complet.— Malgré l'architecture soignée de la chapelle, la seconde baie du sud n'est pas axée sous le sommet de la voûte, comme les baies du croisillon nord. Chacune des baies est entourée d'une gorge. Les meneaux affectent une modénature chanfreinée aigüe, comme plus tard à la période flamboyante, et sont dépourvus de chapiteaux et de bases.
Les deux voûtes sont pourvues de formerets toriques. Elles sont séparées par un doubleau, qui est au profil d'un tore proéminent garni d'un mince filet, dégagé de deux baguettes par des cavets. Les ogives sont au profil d'un tore proéminent entre deux cavets. Les tores encerclent les clés de voûte, qui sont assez petites, et sculptées de rosaces feuillagées d'une composition très simple. Tout aussi bien dans les angles que de part et d'autre du doubleau intermédiaire, les nervures des voûtes retombent sur des faisceaux de trois colonnettes à chapiteaux. La particularité est donc que les formerets disposent de supports dédiés dans les angles, ce qui redevient fréquent à la période rayonnant en raison de l'amincissement des fûts, mais pas à l'intersection entre les deux travées. Ici, les fûts sont toutefois plus espacés. Ils ne sont pas logés dans des ressauts de piliers engagés, comme à la première période gothique, mais reliés les uns aux autres par des cavets. Cette disposition préfigure les piliers ondulés de la période flamboyante. Il aurait suffi que le maître d'œuvre eût renoncé aux chapiteaux et tailloirs pour que l'on puisse qualifier la chapelle d'édifice précurseur du style flamboyant, comme le chartrier de l'abbaye du Moncel, qui date de la même époque. En l'occurrence, les nervures retombent sur des tailloirs polygonaux, réduits à une plate-bande et un cavet, et il y a des chapiteaux d'une forme allongée, qui sont sculptés d'un rang de crochets. L'astragale relie les trois chapiteaux d'un même faisceau, en se continuant sur le cavet. La plupart des chapiteaux sont malheureusement abîmés. Reste à mentionner l'élévation nord, qui n'appartient pas à la campagne de construction de la chapelle. Dans la première travée, la vue s'ouvre sur la base du clocher, moyennant une arcade toujours étroite malgré la suppression de deux colonnettes engagées, et dans la seconde travée, l'intercommunication est assurée avec le chœur.

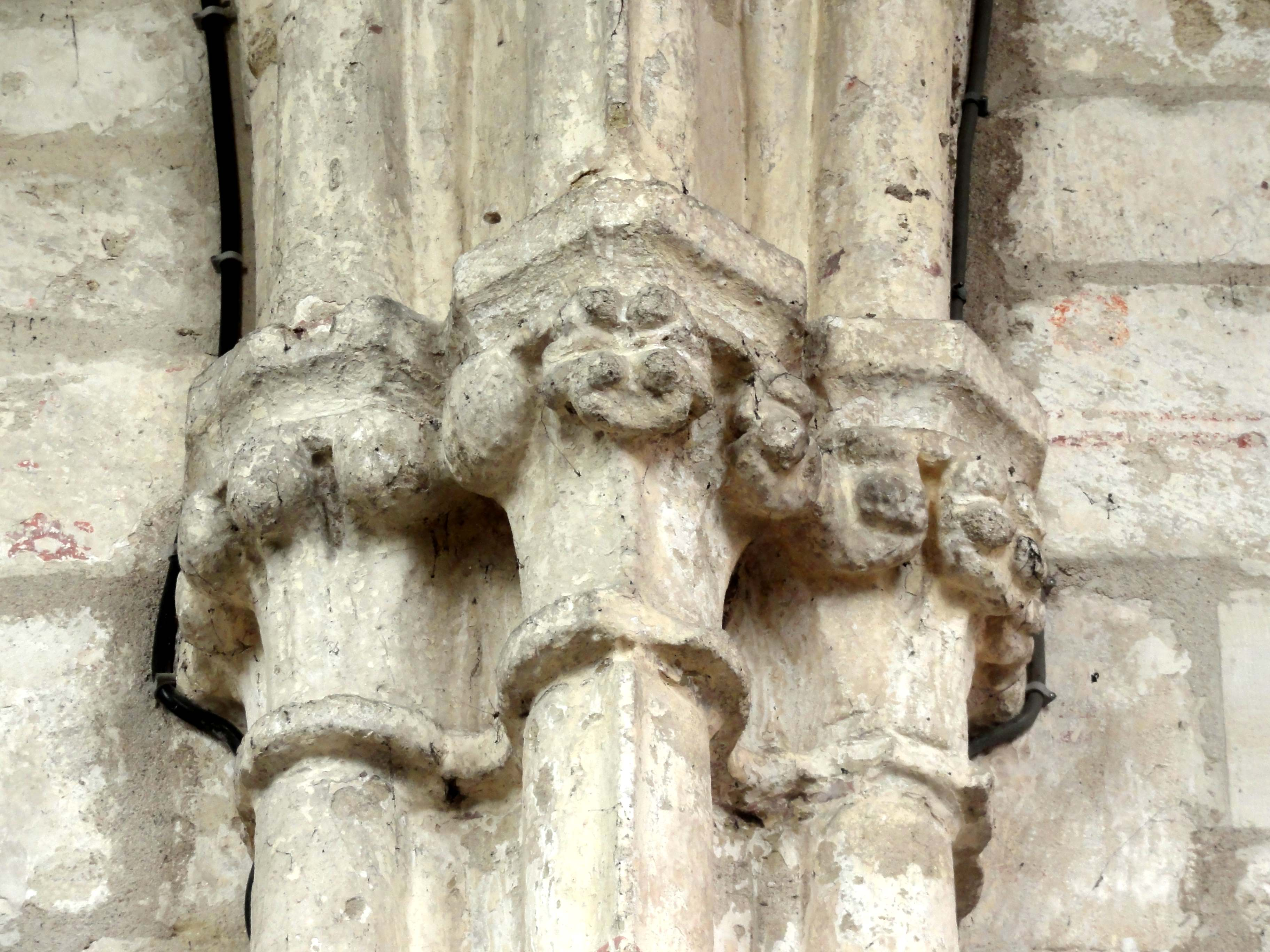
Chapiteaux du doubleau.
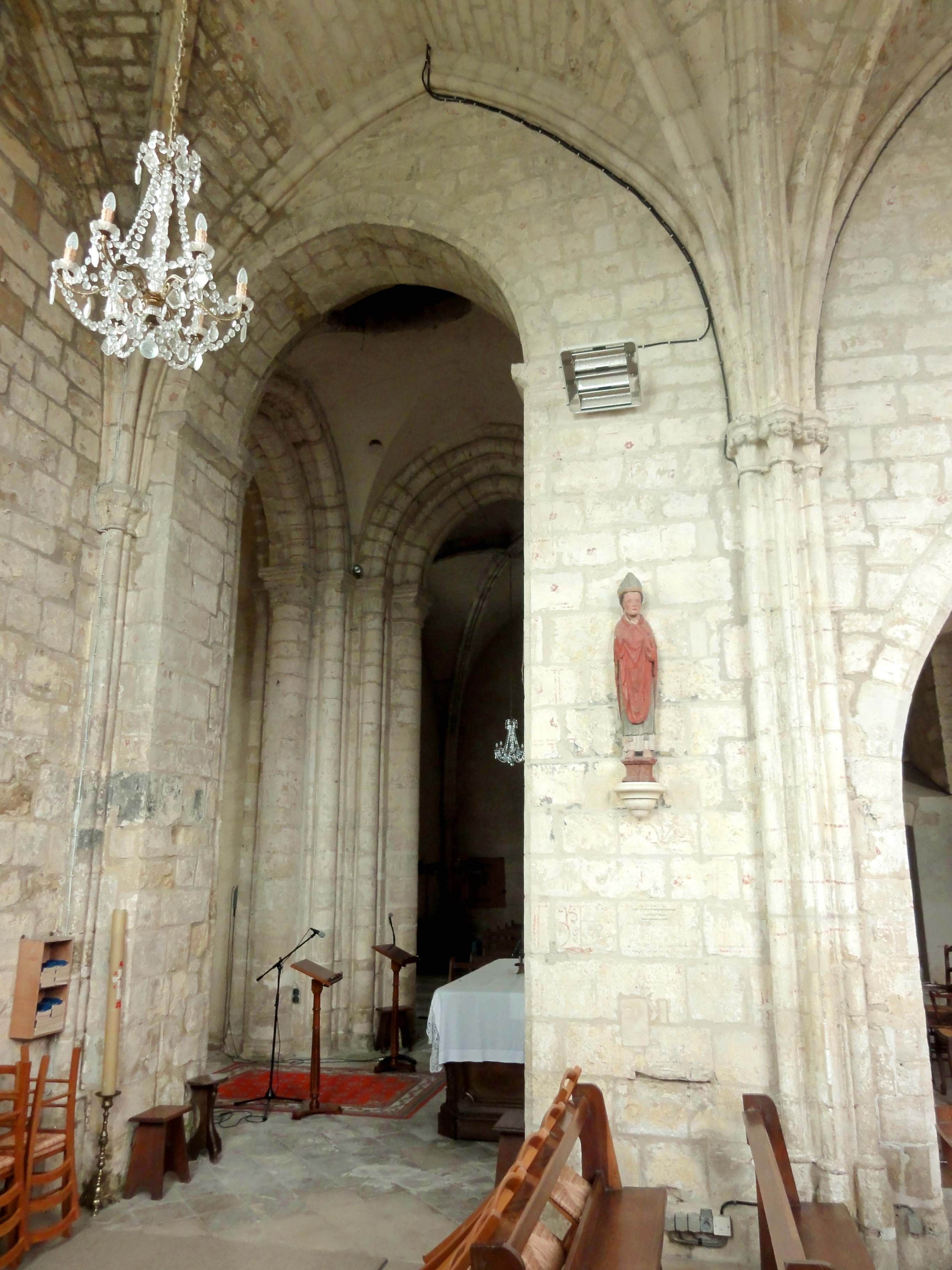
1re travée, vue vers le nord.
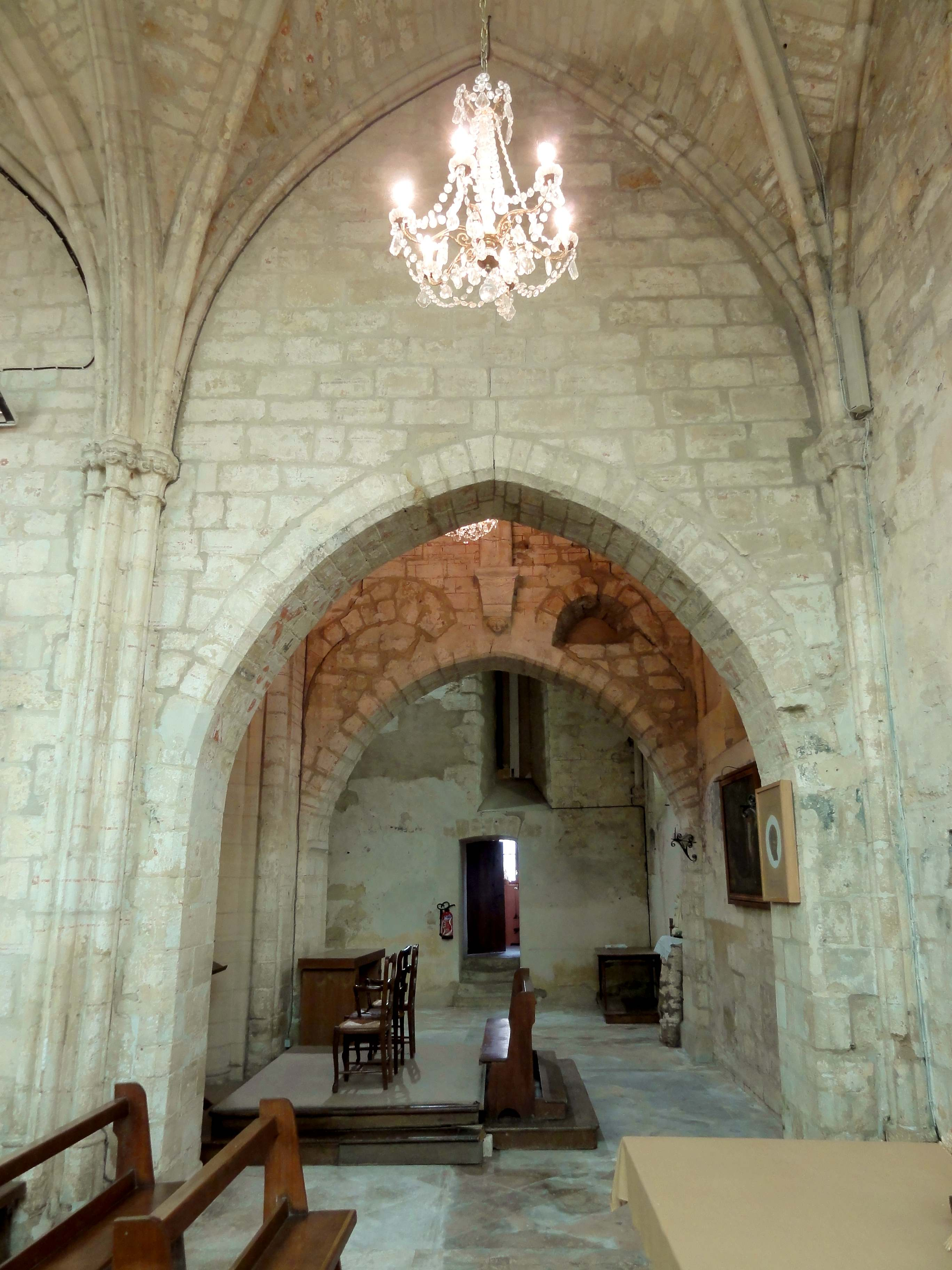
2e travée, vue vers le nord.
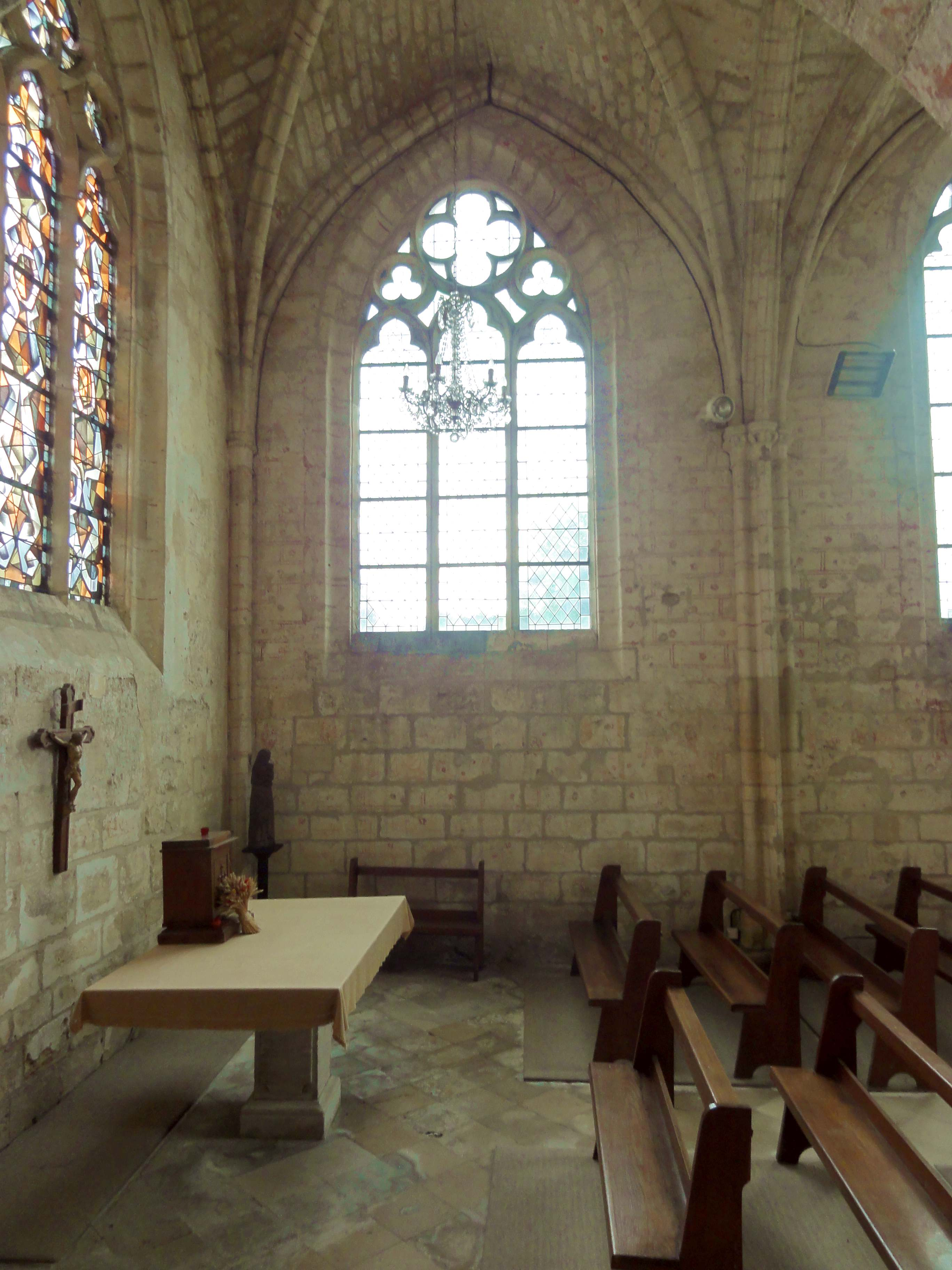
2e travée, vue vers le sud.
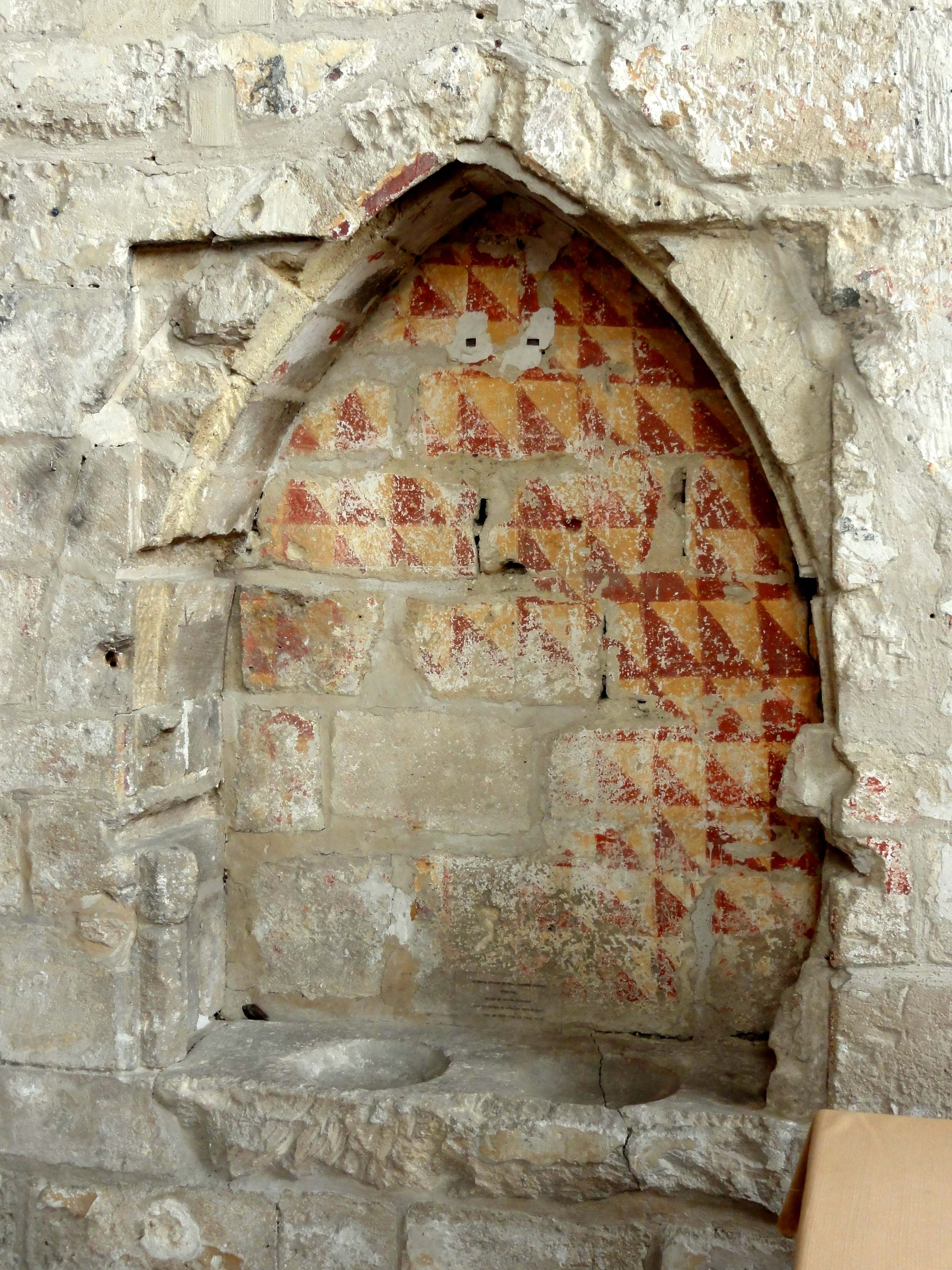
Vestiges de la piscine.
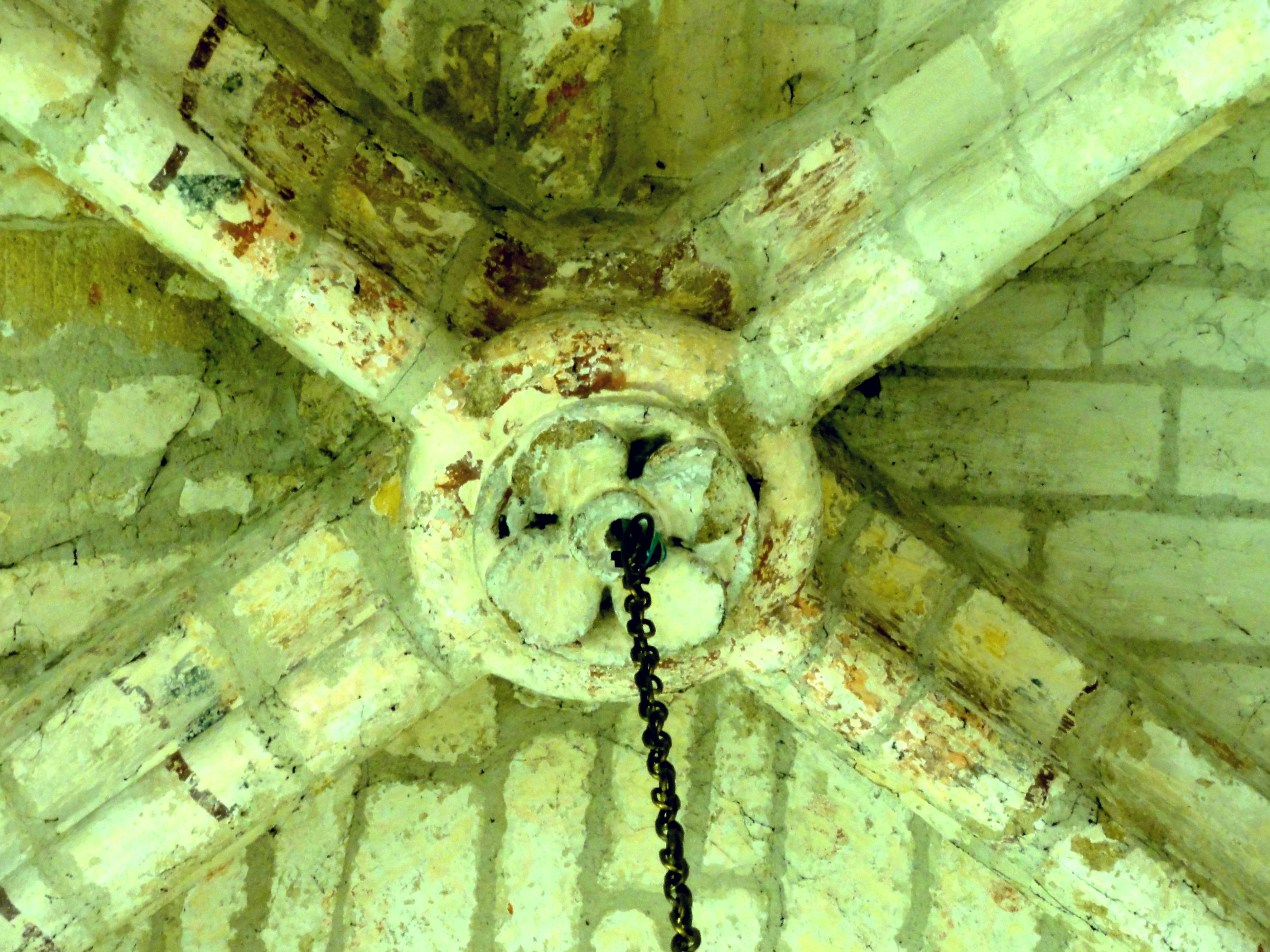
2e travée, clé de voûte.

### Extérieur

#### Nef

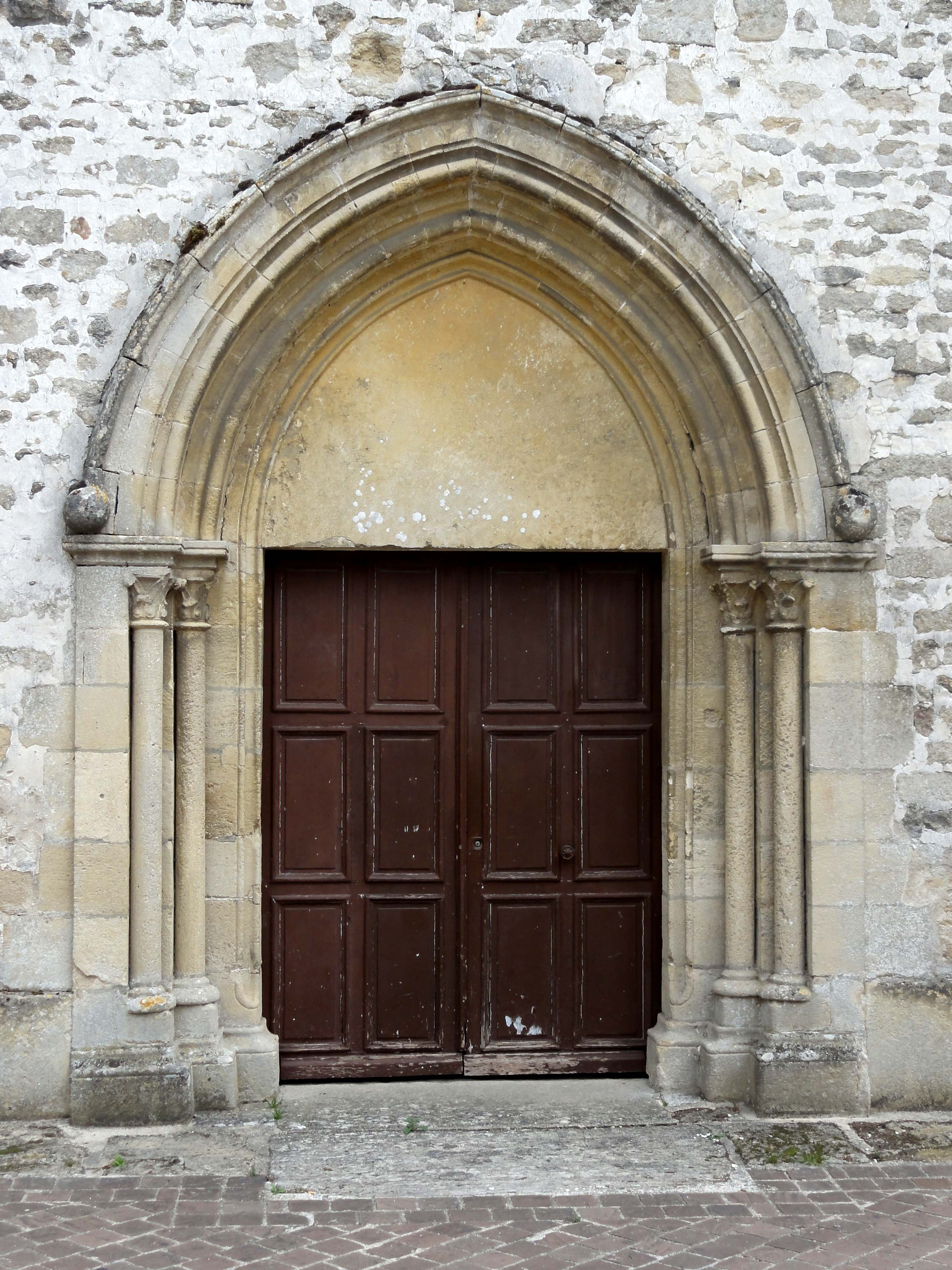
Portail occidental.

La nef ne donne pas l'impression d'un édifice néogothique, mais ne semble pas non plus tout à fait authentique : il n'y a pas de corniche, et les contreforts scandés par un larmier et s'amortissant par un glacis formant larmier sont stylistiquement plus proches de ceux de la chapelle sud, du XIVe siècle, que les contreforts plats du croisillon et de la chapelle nord. Selon le plan dressé par l'architecte Blondel, la vieille nef n'avait qu'un seul contrefort au milieu de chaque mur gouttereau, et cet espacement important des contreforts est bien caractéristique de la période romane, quand les contreforts sont plats. Les arcs des fenêtres sont trop aigus par rapport à la période de construction suggérée par la forme en lancette simple et par le décor. Les fenêtres du croisillon et de la chapelle nord, qui sont surmontées du même cordon de pointes-de-diamant, sont en arc légèrement brisé, et parfois presque en plein cintre. Mais les pierres de moyen appareil qui encadrent les fenêtres et une partie des blocs à dents de scie portent bien les traces du temps, et les murs de vieux moellons noyés dans un mortier sont conformes à l'architecture rurale de cette partie du Vexin. Beaucoup de matériaux ont en effet été récupérés de la vieille nef. Il est seulement surprenant que le soubassement soit en pierre de taille, ce qui est contraire à l'usage. L'épaisseur des murs est de 70 cm au niveau des assises suivantes, puis de 55 cm. En somme, les élévations latérales sont harmonieuses, et s'accommodent bien avec les parties orientales. La façade est en revanche d'une nudité désolante. Il n'y a que les contreforts d'angle et le portail. Celui-ci provient du mur méridional, et remplace une petite porte d'un mètre de largeur et de deux mètres de hauteur. Le cordon en pointe-de-diamant a toutefois été remplacé par un bandeau retombant sur deux boules, ce qui « détruit l'homogénéité de l'ensemble », comme l'exprime Aimée Rivière. De même, les plinthes moulurées du socle ne sont pas cohérents avec le style de la première gothique. Les autres éléments sont authentiques, mais chacun a été ravalé avant d'être remonté. Le linteau et le tympan ont été enduits. Sur un dessin de l'architecte Blondel, un trilobe se profile sur le tympan, ce qui est peut-être la configuration d'origine. Les deux voussures de la double archivolte sont moulurées d'un tore et d'une gorge, et retombent sur les tailloirs de chapiteaux de crochets, qui ressemblent fortement à ceux du croisillon nord. Ils sont portés par des colonnettes en délit, dont les bases se composent d'un petit boudin et d'un gros boudin aplati. Une étroite gorge entourée d'une baguette adoucit les angles des piédroits et de l'archivolte, comme au nord de la chapelle latérale nord d'Ableiges (en tant que formeret), sur le pourtour des baies des galeries du chœur de Montgeroult (après 1240), à l'entrée de la niche d'autel de Puiseux-Pontoise (après 1230), et autour de la croisée du transept de Triel-sur-Seine.

#### Clocher

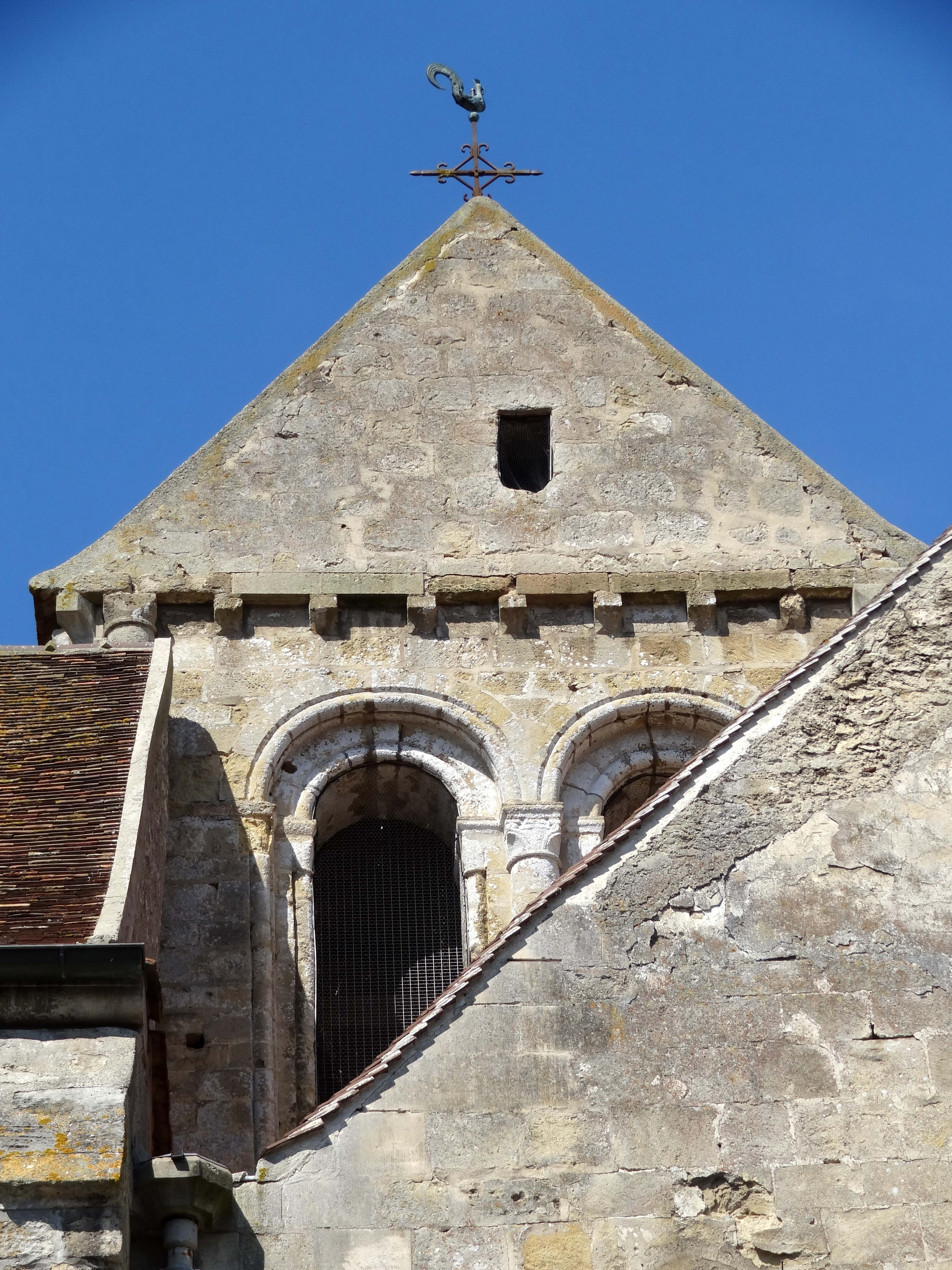
Clocher, vue depuis l'est.

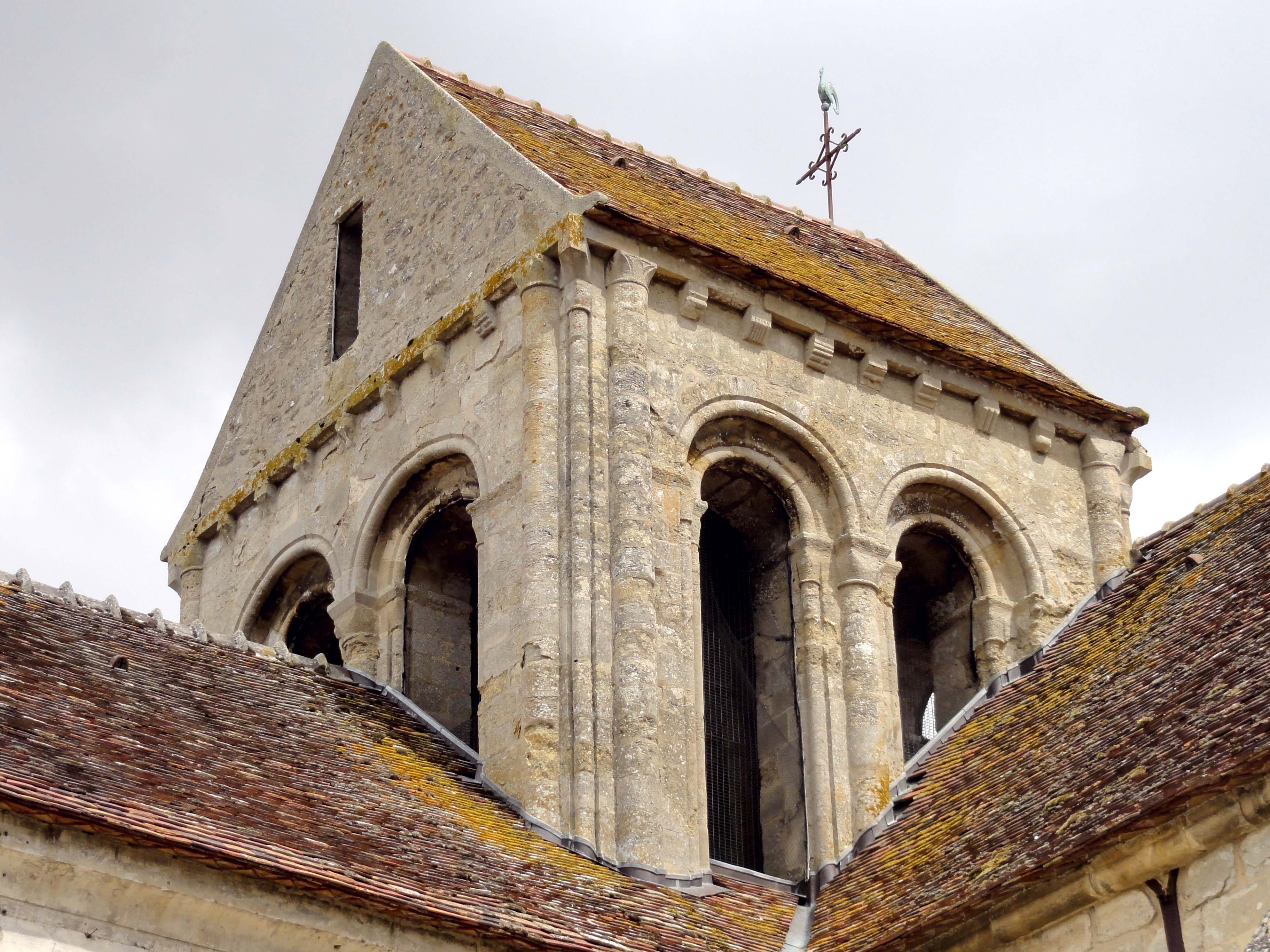
Clocher, vue depuis le sud-ouest.

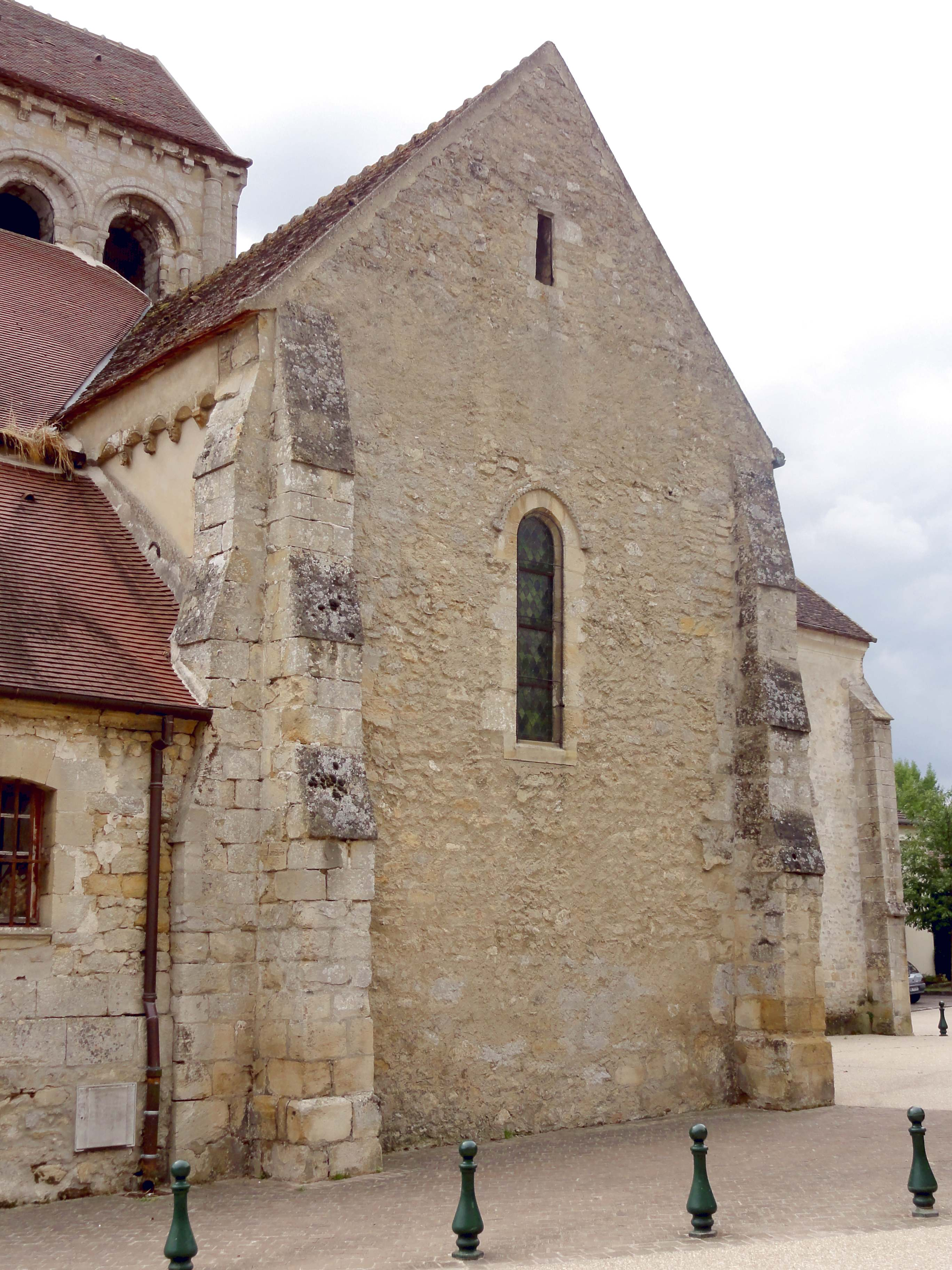
Croisillon nord, côté nord.

Le clocher en bâtière serait dérivé de son homologue de Fontenay-Saint-Père. Il est antérieur à tous les clochers à flèche de pierre de la région, et Anne Prache estime qu'il représente, « peut-être », l'un des prototypes des clochers à colonnettes d'angle du Vexin. Les clochers les plus anciens, tels qu'Arthies ou Saint-Clair-sur-Epte, en sont en effet dépourvus. De l'extérieur, on n'aperçoit que l'étage de beffroi. Il existe toutefois un étage intermédiaire de 1,80 m de hauteur, qui est desservi par l'escalier en colimaçon de trente-neuf marches, depuis l'angle nord-est de la nef. L'étage de beffroi comporte un beffroi récent prévu pour une seule cloche. Il n'y a pas de plafond sous le toit, ni de trompes dans les angles, qui sont indispensables pour permettre l'édification d'une flèche octogonale. Une telle flèche n'était donc effectivement pas prévue. Chaque face de l'étage est ajouré de deux baies en plein cintre, qui ne sont pas munies d'abat-son. Contrairement à d'autres églises, la décoration des baies ne concerne que l'extérieur. Elles y sont entourées d'un tore, qui est censé suggérer des fines colonnettes, et des chapiteaux à volutes d'angle et corbeilles lisses sont effectivement prévus au niveau des impostes, avec des tailloirs sommaires au profil d'une plate-bande et d'un biseau. S'y ajoute une archivolte supérieure, qui est du même profil, et retombe sur des tailloirs ou impostes similaires. À gauche et à droite, les impostes sont portés directement par les murs. Ce n'est qu'au milieu du trumeau que l'on trouve une colonnette appareillée d'assez fort diamètre, qui est à moitié engagé dans le mur. Son gros chapiteaux est également à volutes d'angle et corbeille lisse. Ils évoquent l'abbatiale de Cerisy-la-Forêt, de la première moitié du XIe siècle. Des colonnettes du même type délimitent les faces, près des angles. Ils portent des chapiteaux de feuilles simples, situés au même niveau que les modillons de la corniche. En complément, chacun des angles est adouci d'une fine colonnette appareillée. Les petites et les grosses colonnettes ont des bases, avec des vestiges de griffes, mais on les voit uniquement depuis les combles. Enfin, chacune des quatre faces se termine par une corniche, ce qui est assez rare : d'habitude, les corniches n'existent pas à la naissance des pignons. La corniche se compose de huit pierres échancrées par face, qui reposent sur les chapiteaux cités et sur sept modillons, sculptés uniquement de motifs abstraits. Ce sont notamment des cannelures horizontales ou verticales, plus ou moins épaisses, plus ou moins nombreuses en fonction de leur diamètre. Parfois, il n'y a qu'une seule. Certains modillons sont frustes ou abîmés. Cette corniche n'est pas la même que celles du croisillon nord et de la chapelle. Les pignons sont sans caractère, et seulement percés d'une ouverture rectangulaire,,.

#### Croisillon et chapelle nord
Le croisillon nord comporte à l'ouest un portail, dont Aimée Rivière suppose qu'il remonte aux origines de l'église, et qu'il n'a pas changé de place. La description de l'intérieur du croisillon a montré qu'il a peut-être été déplacé d'un demi-mètre vers l'ouest lors de la construction du croisillon actuel. Mais étant donné qu'il est surmonté du même cordon de pointe-de-diamant que les fenêtres, Pierre Coquelle ne pense pas qu'il soit antérieur au reste du croisillon nord, et à la chapelle. Cet auteur date toutefois ces parties du milieu du XIIe siècle, et non du dernier quart du XIIe, ou du tout début du XIIIe siècle, comme le fait Aimée Rivière. À cette époque plus avancée, un portail en plein cintre paraît difficilement concevable. En l'absence de tout document écrit, et face aux incertitudes qui pèsent sur la dation du croisillon, la question ne saura être tranchée définitivement. En plus, le portail n'a pas d'équivalent dans la région, comme l'a montré une étude effectuée par Pierre Coquelle. Sa largeur est de 111 cm, et ses piédroits mesurent 245 cm de hauteur. Ils supportent des consoles ou tas de charge en forme de cavet, qui supportent un tympan nu servant en même temps de linteau. Un rang de claveaux et un cordon de dents de scie forment l'archivolte,. L'appareil du croisillon et de la chapelle nord ressemble à celui de la nef. Par endroits, les murs sont enduits. Les deux contreforts orthogonaux par angle sont des contreforts à ressauts emblématiques de la première période gothique. Ils sont scandés par deux glacis pentus formant larmier, et s'amortissent par un glacis identique. Les fenêtres, à ébrasement extérieur, sont des lancettes simples surmontées d'un cordon de pointes-de-diamant ou têtes de clous, avec des retours au niveau des impostes. Contrairement au petit portail et aux fenêtres de la nef, les retours se terminent par des enroulements ou volutes. Côté ouest, la corniche a été démoli, sauf tout à gauche. Côté nord, elle est dissimulée sous le toit de la sacristie. C'est à l'est qu'elle est le mieux conservé, bien que le mur ait été exhaussé de quelques assises au-dessus de la corniche. Elle se compose d'une tablette reposant sur des modillons sculptés de masques ou de motifs abstraits. Des ovales allongées, taillées en biseau, s'insèrent entre les modillons. Le chœur de Longuesse arbore une corniche identique, ce qui souligne encore les liens de parenté entre les deux églises, déjà mis en relief par l'examen intérieur. On la retrouve également sur les chœurs d'Avernes et Longuesse, ou, dans une forme plus archaïque et sans modillons, sur l'absidiole nord de Condécourt. Aimée Rivière indique l'origine lombarde de cette forme de corniche.

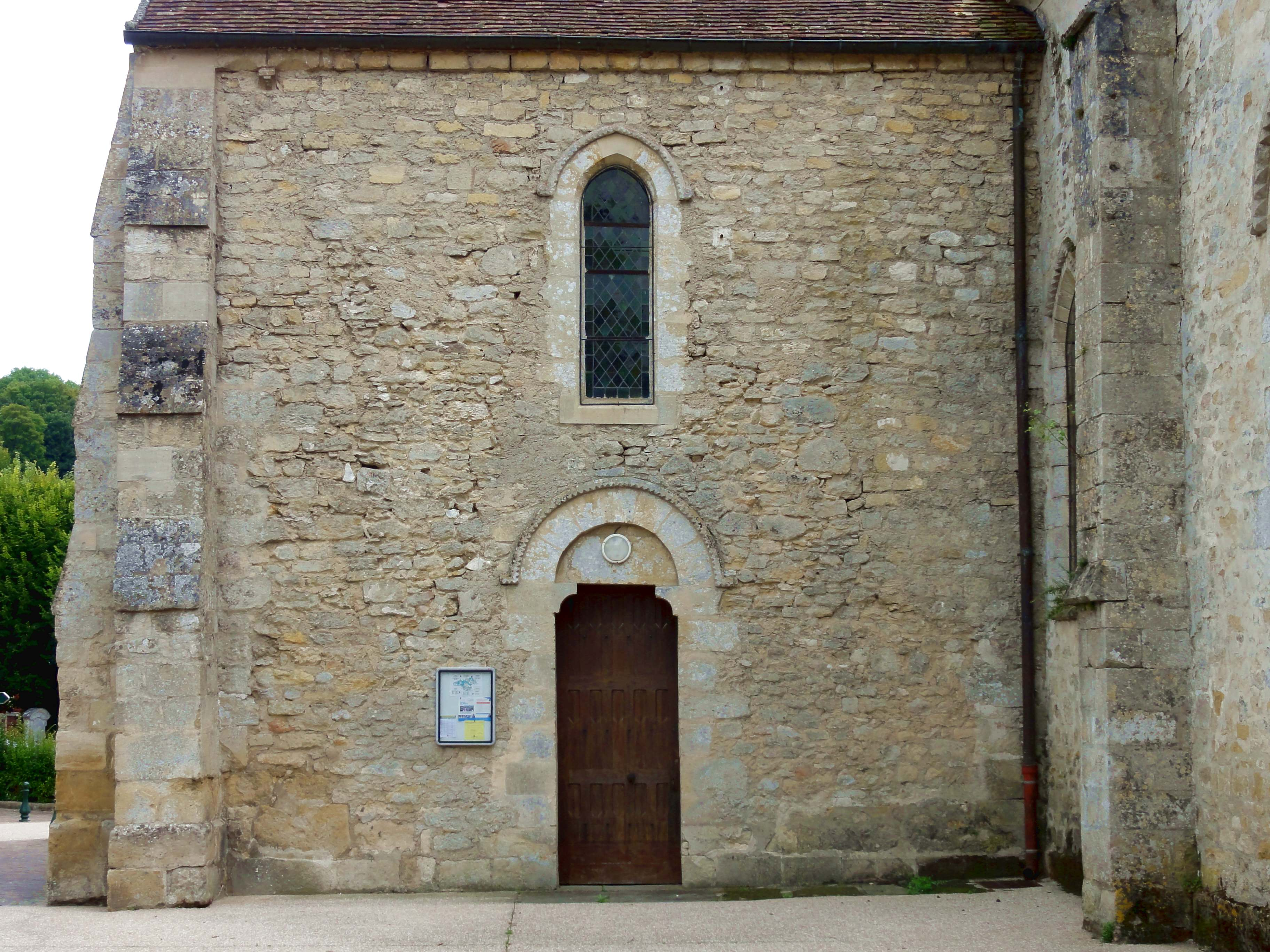
Croisillon nord, côté ouest.
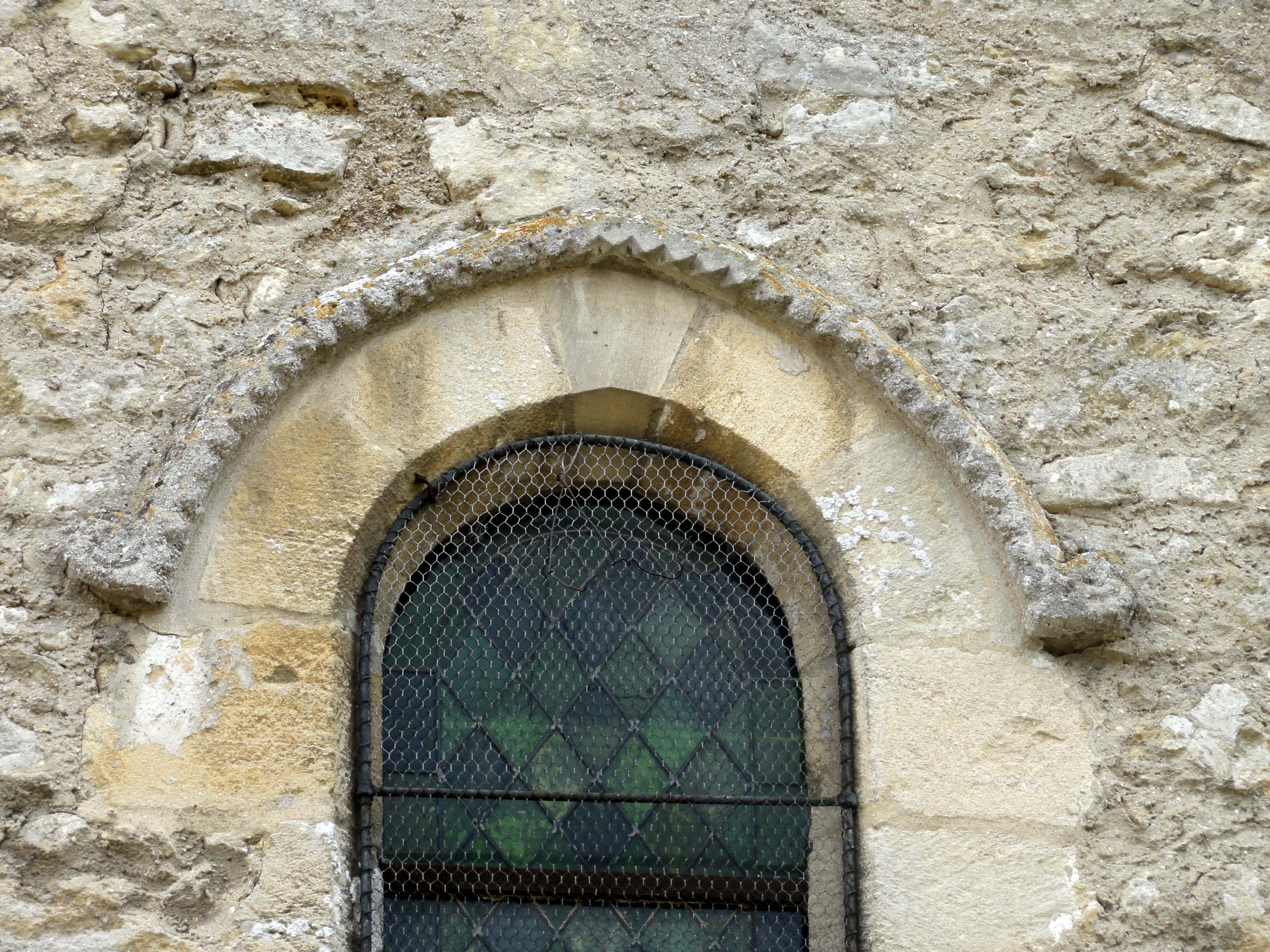
Croisillon nord, cordon de pointes-de-diamant.
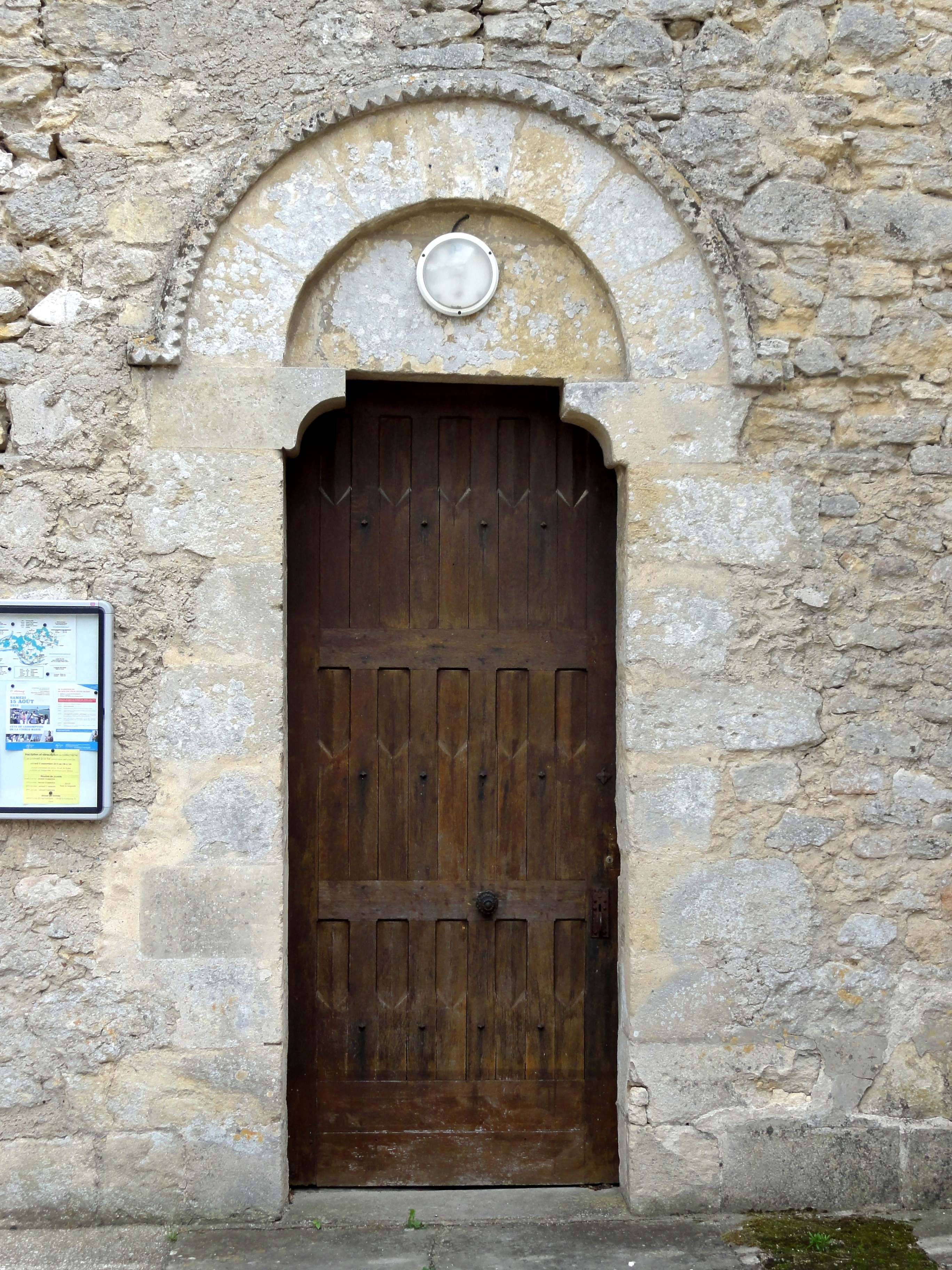
Croisillon nord, portail occidental.
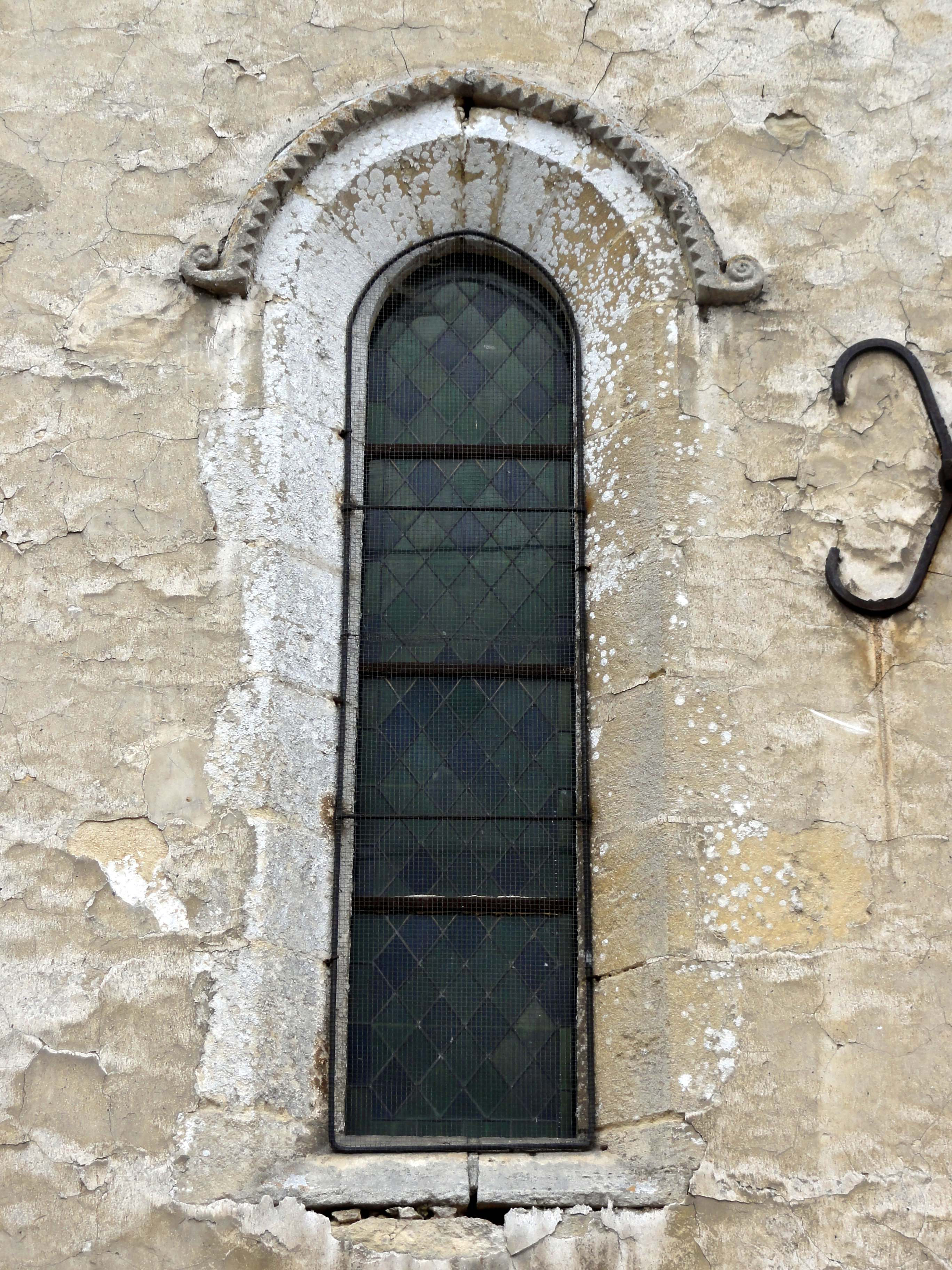
Chapelle latérale nord, baie du chevet.
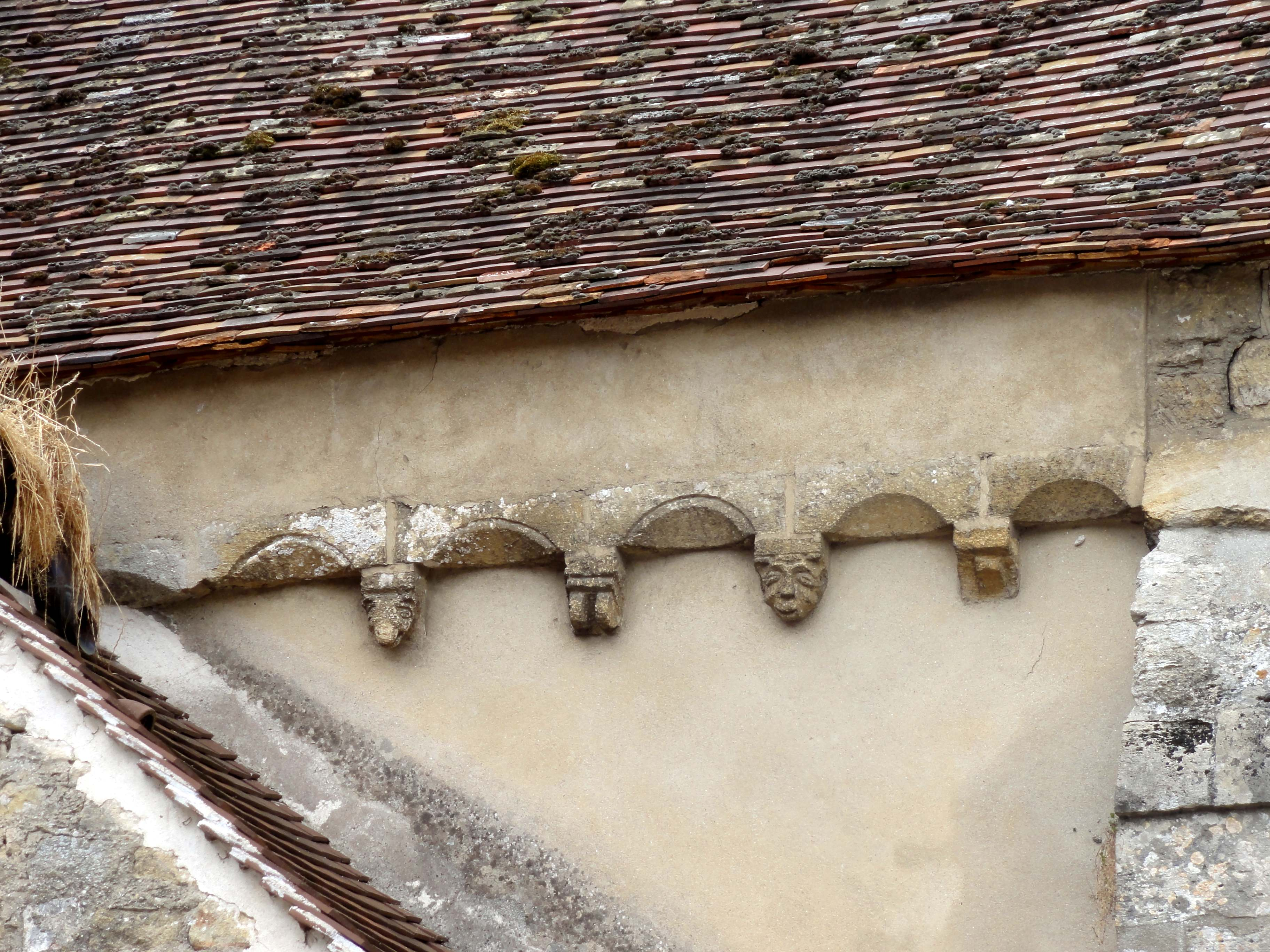
Croisillon nord, corniche côté est.
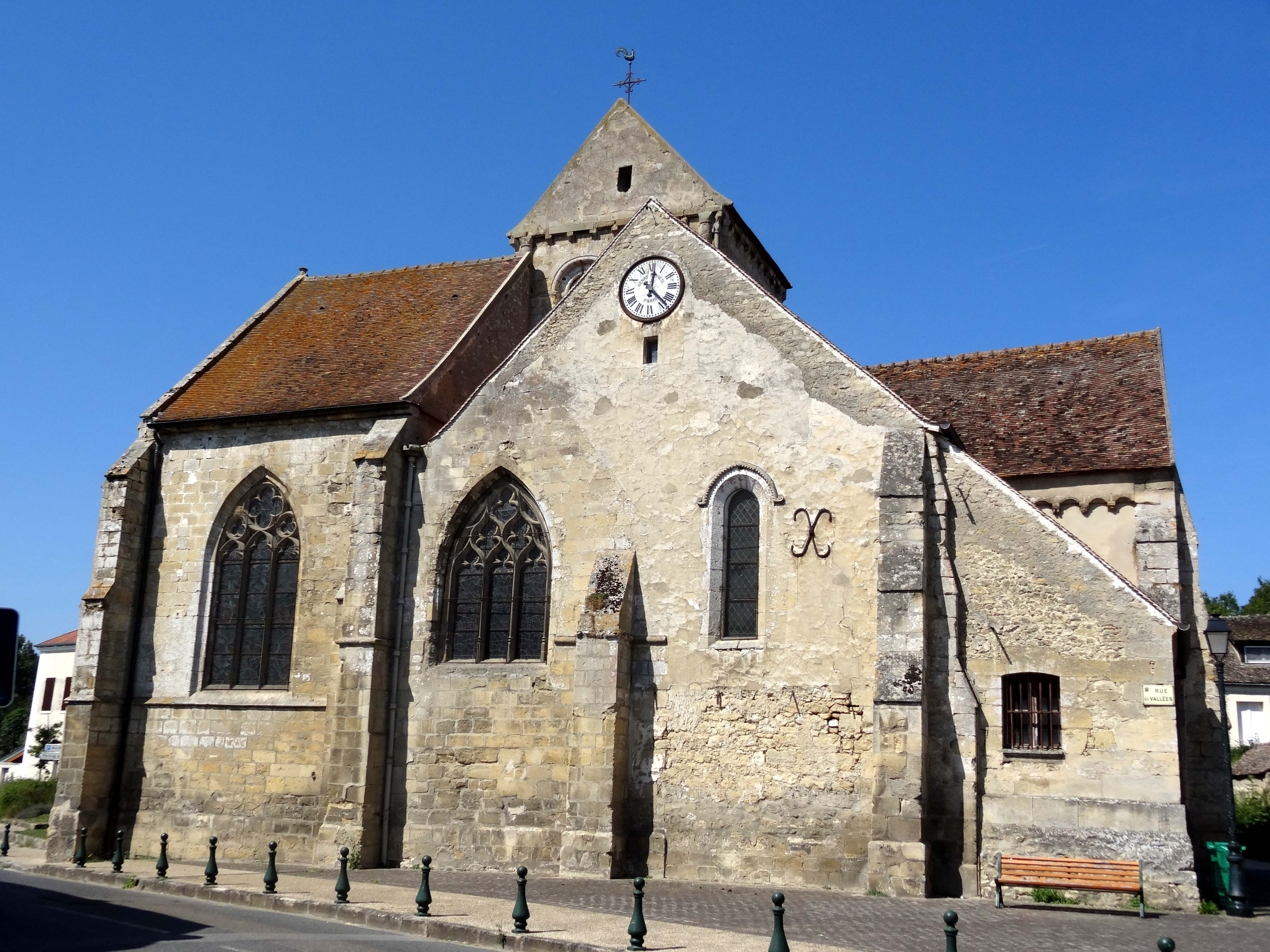
Vue générale du chevet.

#### Chevet du chœur et chapelle sud

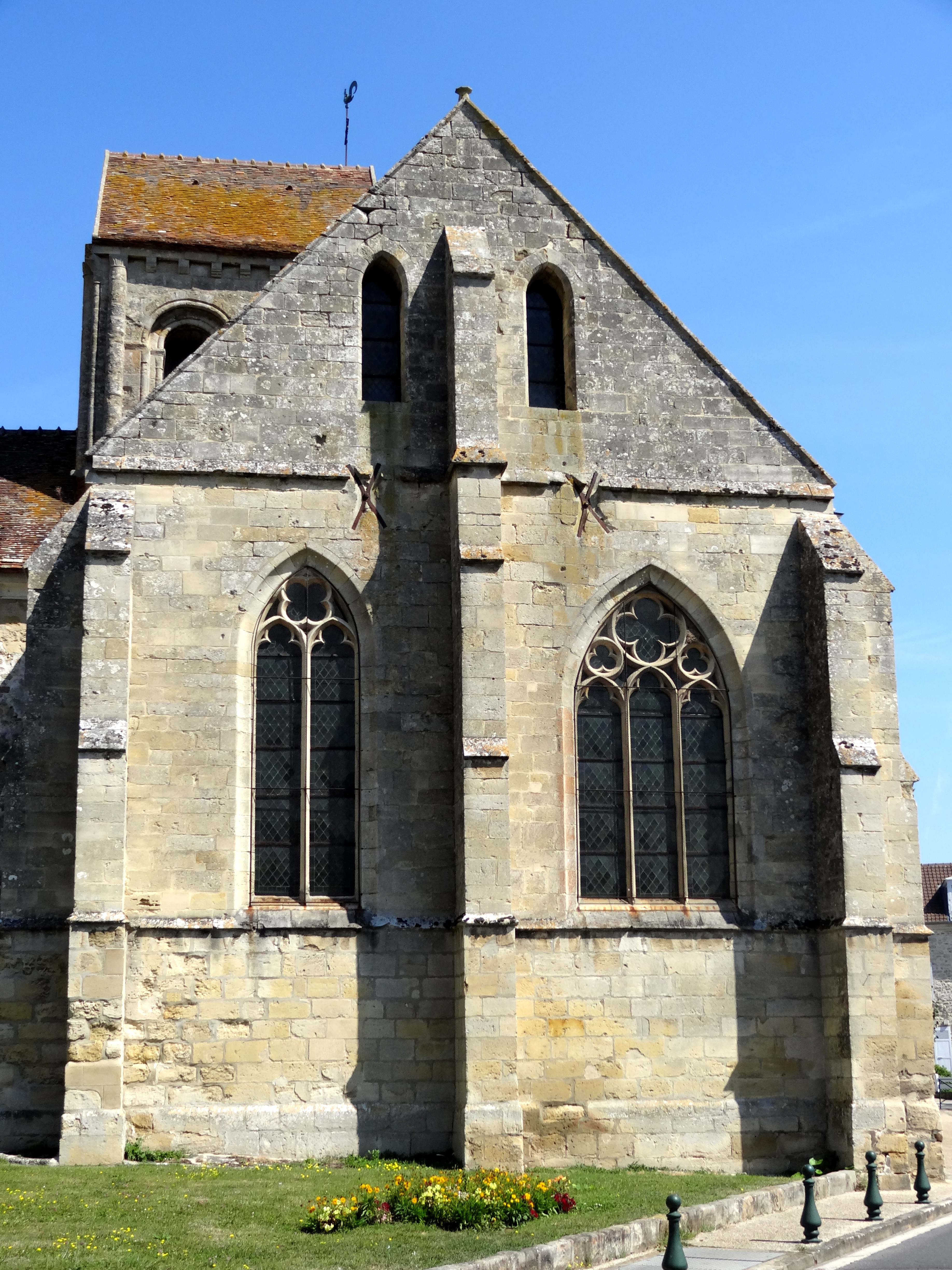
Chapelle latérale sud.

Le chevet du chœur est réuni à celui de la chapelle du nord par un grand pignon unique. Le pignon primitif du chœur s'y dessine toujours grâce à son solide appareil en pierre régulières. Initialement, le chœur devait être épaulé par deux contreforts orthogonaux par angle. Celui qui regardait le nord est englobé dans le mur de la chapelle. Le contrefort à côté garde apparemment sa configuration d'origine. Il est scandé par un tore deux assises au-dessus du seuil de la fenêtre flamboyante, qui se poursuit sur le mur, ainsi que sur le flanc visibles de l'autre contrefort. Immédiatement au-dessus du tore, le contrefort s'amortit par un fort glacis, qui porte sur six assises. Le tore a disparu à gauche de la fenêtre, mais le contrefort qui s'y trouve le conserve toujours. En revanche, le glacis sommital a disparu, et la hauteur du contrefort a été portée jusqu'au sommet du mur gouttereau de la chapelle du XIVe siècle. Quant à la fenêtre flamboyante, elle a déjà été décrite.
La chapelle du sud est également bâtie en pierre de taille. Ses deux contreforts orthogonaux par angle ont apparemment inspirés les contreforts néogothiques de la nef. Ils sont scandés par un larmier, qui court tout autour à la limite des allèges, puis se retraitent par un larmier à mi-hauteur des fenêtres, et s'achèvent par un glacis formant larmier. La corniche se résume à un quart-de-rond. Les fenêtres, dont le réseau a déjà été signalé, sont entourées d'une gorge. Si le chevet frappe par sa nature hétérogène, l'élévation méridionale séduit par sa symétrie rigoureuse appliquée aux dimensions, aux contreforts d'angle et aux hautes et étroites baies en arc brisé qui ajourent le contrefort central, qui joue le rôle d'axe de symétrie. Le non-respect de la symétrie par les fenêtres apporte une note d'extravagance, puisque la fenêtre de droite est à trois lancettes, et celle de gauche à trois lancettes.

## Mobilier

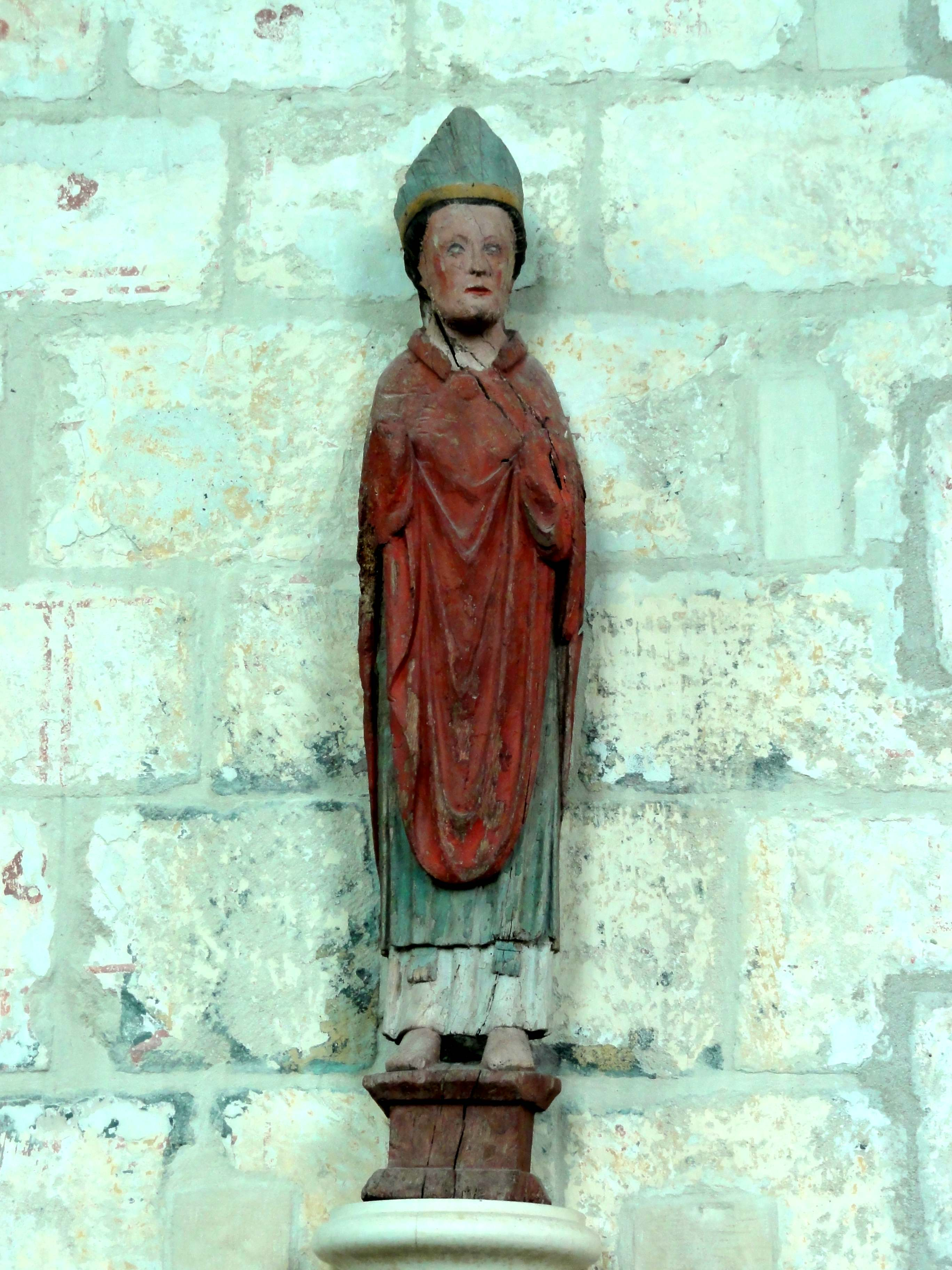
Saint Sulpice.

Parmi le mobilier actuel de l'église, un seul élément est classé monument historique au titre objet. Il s'agit d'une statue en bois polychrome de saint Sulpice, qui mesure 118 cm de hauteur, et date du XIIe ou du XIIIe siècle. Par sa silhouette effilée et le socle intégré, elle s'apparente aux statues-colonnes des portails des églises gothiques, notamment au saint Martin sur le pilier des confesseurs du portail sud de Chartres, et au saint Marcel donnant le baptême sur le portail Sainte-Anne de Notre-Dame de Paris. Coiffé d'une mitre, saint Sulpice montre un visage inexpressif. Il est vêtu d'une chasuble rouge très ample longue, qui est relevée sur les avant-bras, et détermine une série de plis en V devant les jambes. La dalmatique verte est visible sous les bras, ainsi qu'en bas, où dépassent l'aube et les deux franges de l'étole. Les chaussures sont à bout pointu. La statue est incomplète : les avant-bras et les mains manquent. En plus, une fente oblique passe du cou vers le bras gauche. Le classement de l'œuvre remonte à 1905,. La clochette en bronze de 1790 volée en 1946 est également classé, et un buste de saint Pierre en bois polychrome provenant du prieuré de Gaillonet était prévu pour le classement en 1922. Il était fixé sur une console en dessous d'une fenêtre, dans la chapelle du sud, et a été déposé après les dégâts de guerre en 1944. Ensuite, ses traces se perdent. Décimé par la Révolution française puis par la Seconde Guerre mondiale, le mobilier de l'église est aujourd'hui peu nombreux, et peu d'éléments méritent l'attention. On peut notamment signaler :
- la cloche en bronze de 1877, mesurant 125 cm de diamètre et 105 cm de hauteur, baptisée au nom de Jeanne Marie Ivonne, et fondue par Mahuet, fondeur de cloches à Dreux[38] ;
- la plaque de fondation de Claude Henri Lecointre, mort le 12 septembre 1823 à l'âge de soixante-dix-sept ans, et laissant à l'église un legs à affecter pour moitié à l'entretien des objets du culte, et pour moitié à l'instruction des filles et garçon des familles pauvres, moyennant la célébration d'une messe mensuelle pour le repos de l'âme du défunt ;
- les tableaux du chemin de croix et un tableau représentant le Sacré-Cœur de Jésus-Christ, offerts à l'église en 1879 par Franz Genthner, commandeur de l'ordre d'Isabelle la Catholique et ancien intendant général de la cour de Parme, mort dans sa propriété au hameau de Rueil le 15 avril 1893[39] ;
- l'ancien autel de la Vierge, raccourci et placé contre le mur sud de la nef, également en forme de tombeau, et orné d'un médaillon où figure l'Agnus Dei sur le livre aux sept sceaux, entouré de rayons de lumière[40] ;
- le maître-autel du XVIIIe siècle en bois de chêne sculpté, en forme de tombeau, et arborant au milieu un bas-relief représentant une branche de roseau et une branche d'olivier nouées ensemble au milieu de la couronne d'épines[37] ;
- le tableau du XVIIIe siècle représentant saint Sulpice thaumaturge[39].

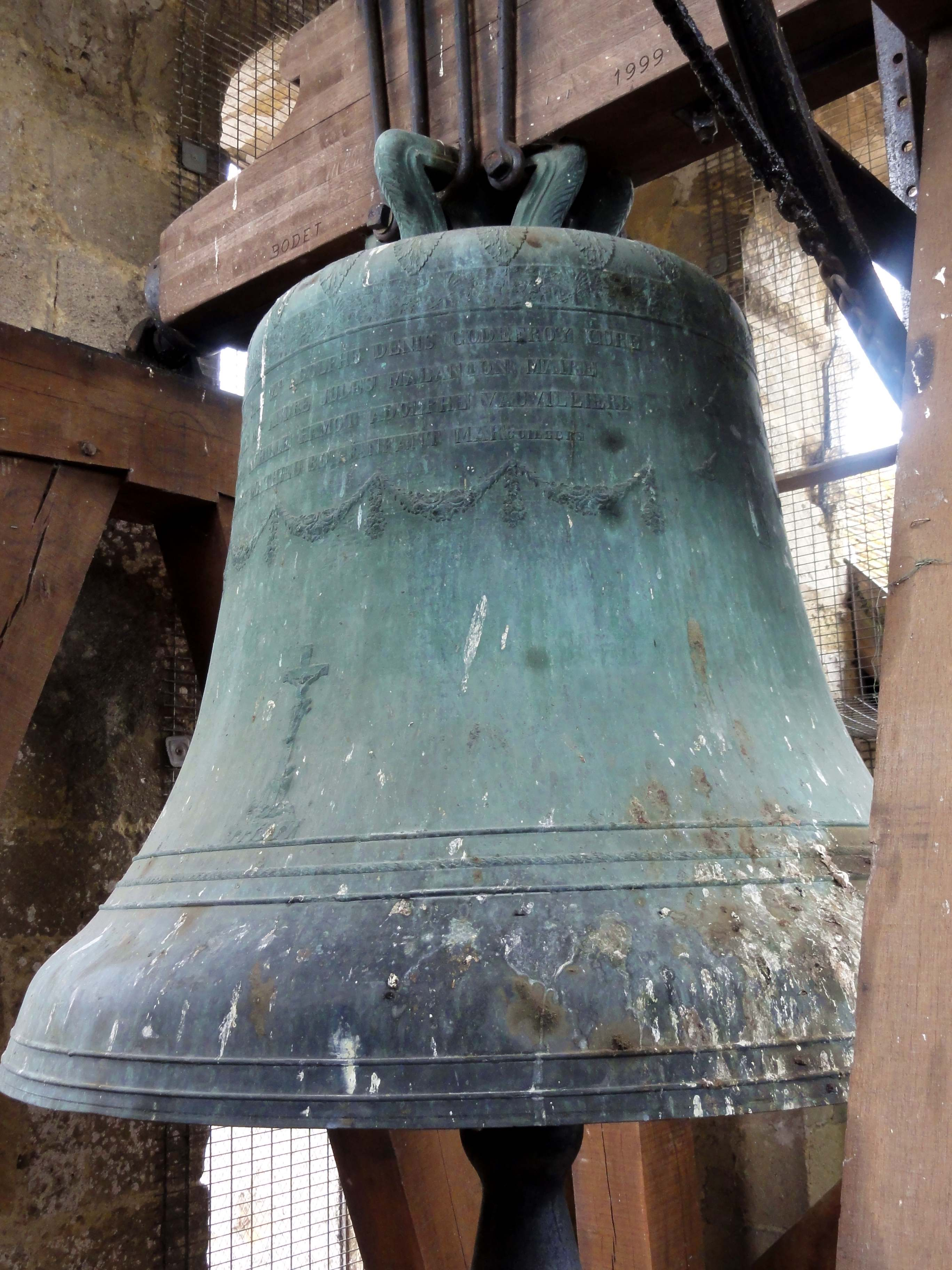
Cloche de 1877.
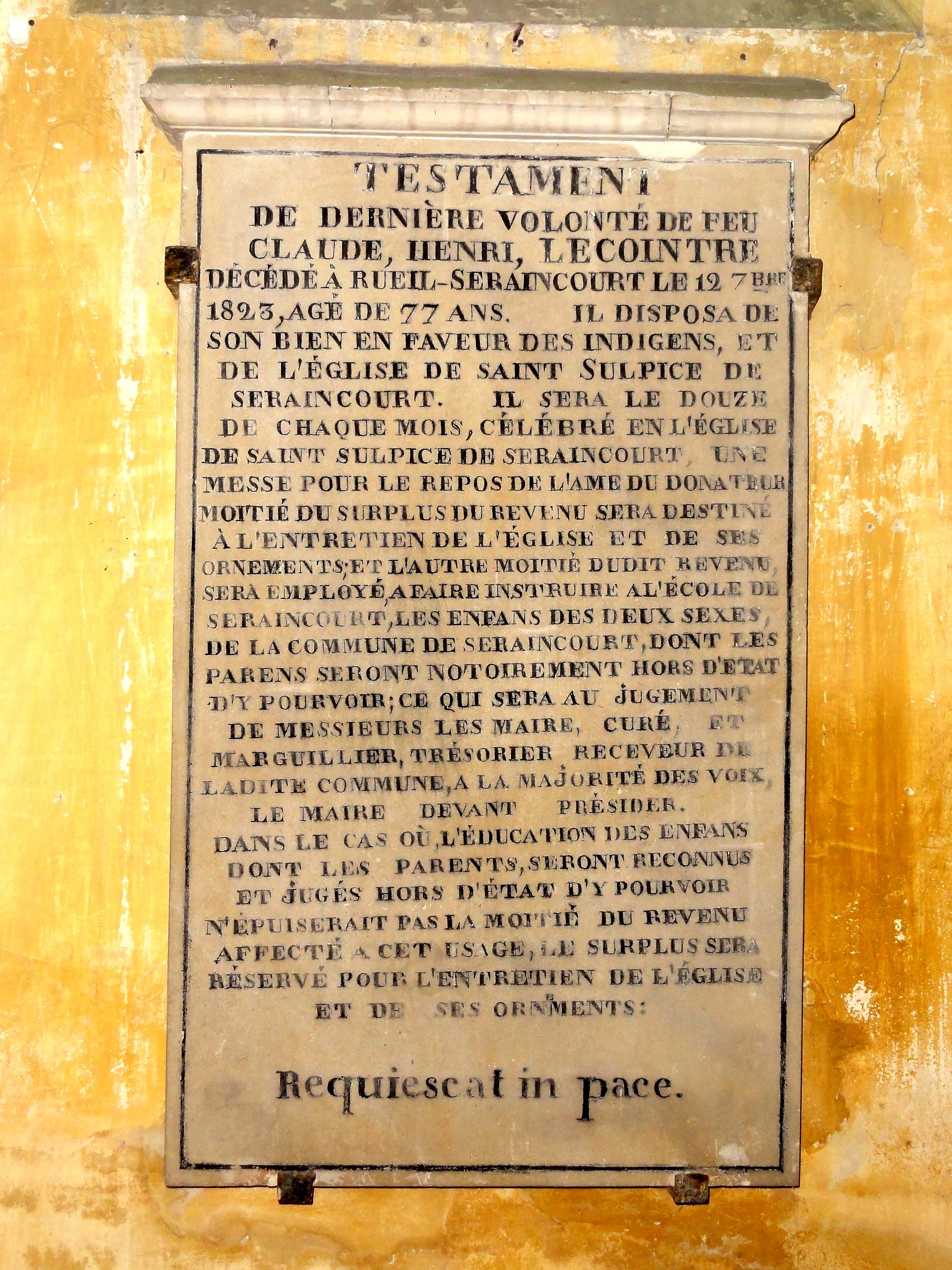
Plaque de fondation.
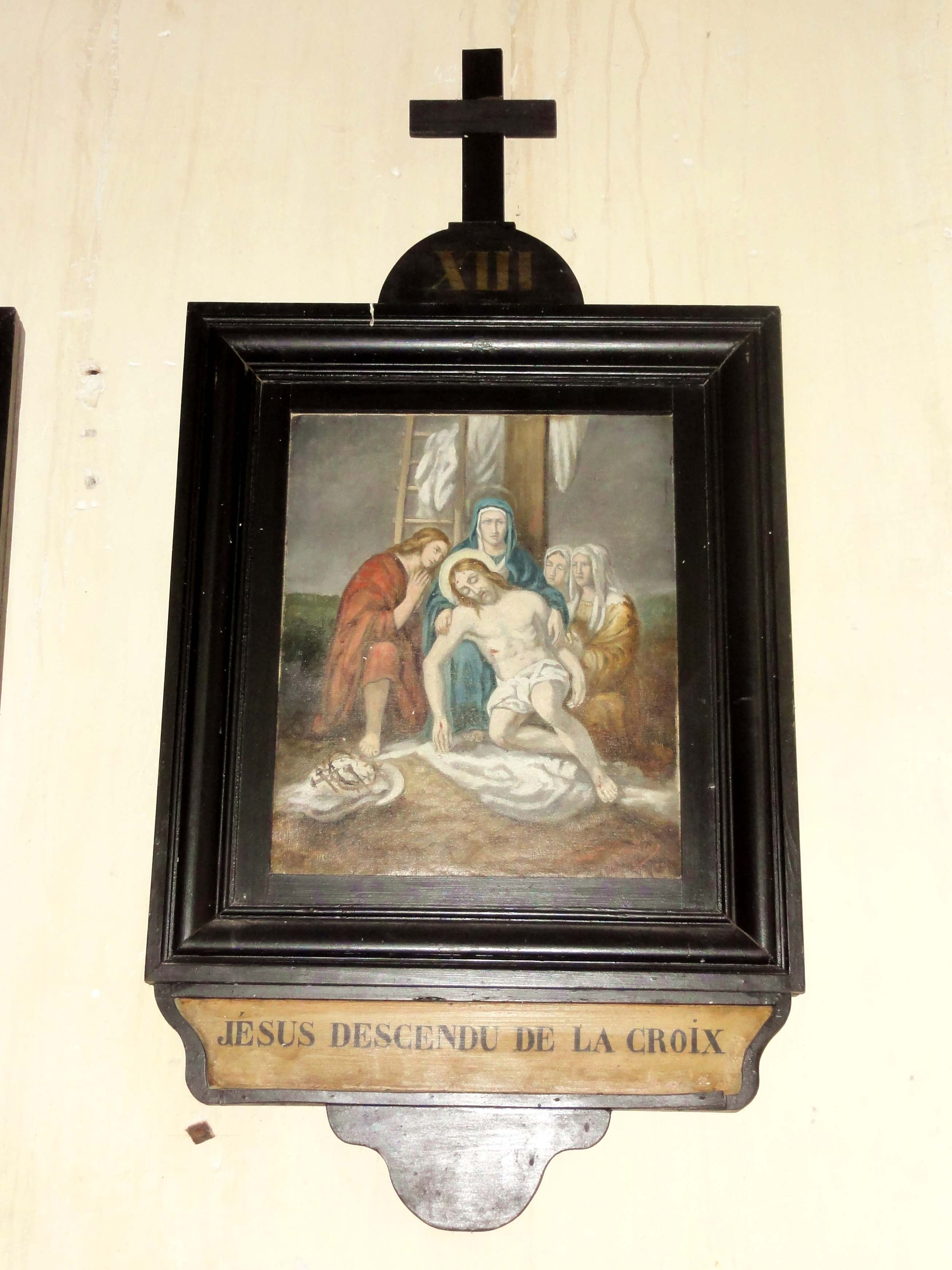
Chemin de croix.
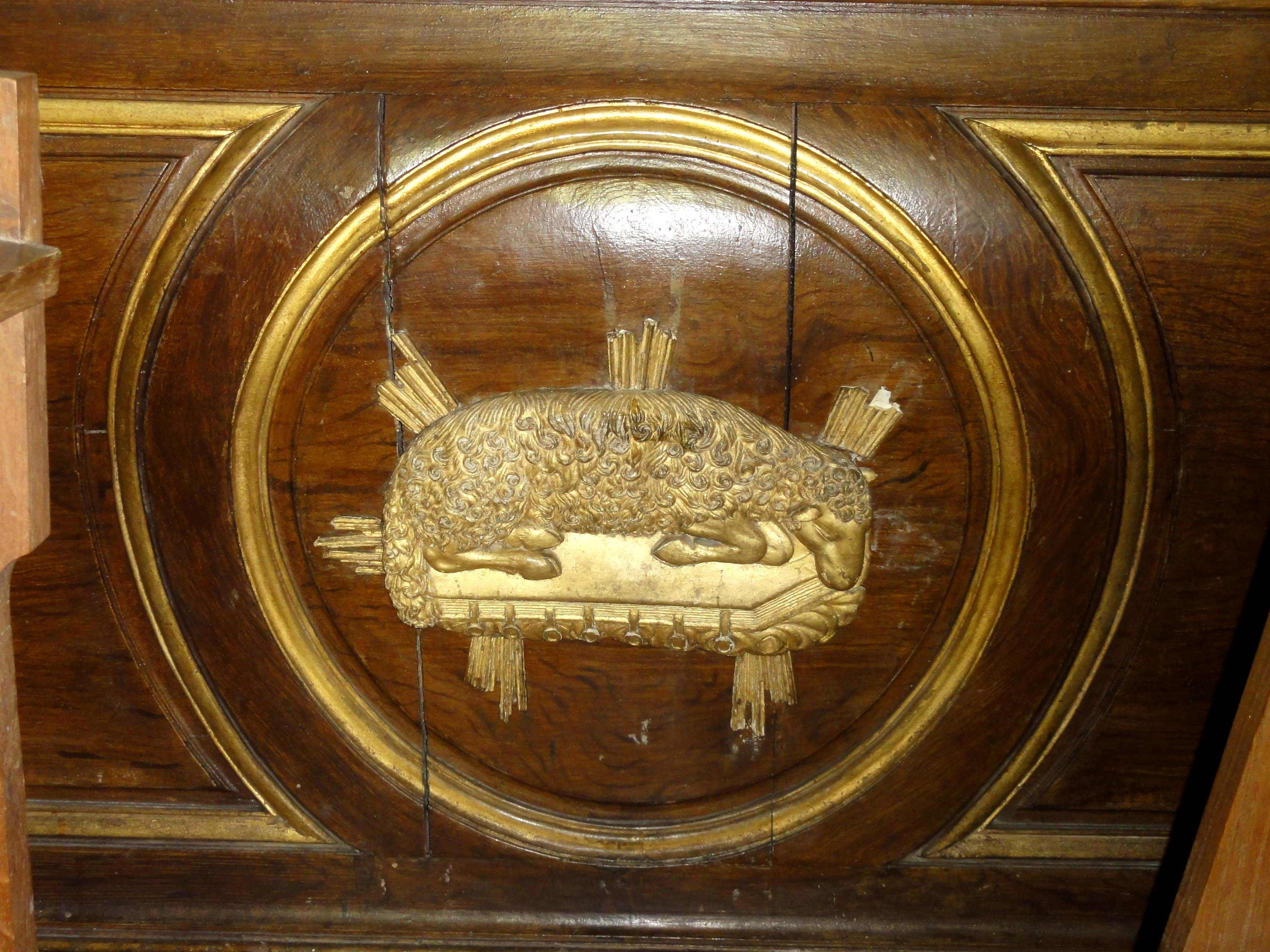
Autel de la Vierge, détail.
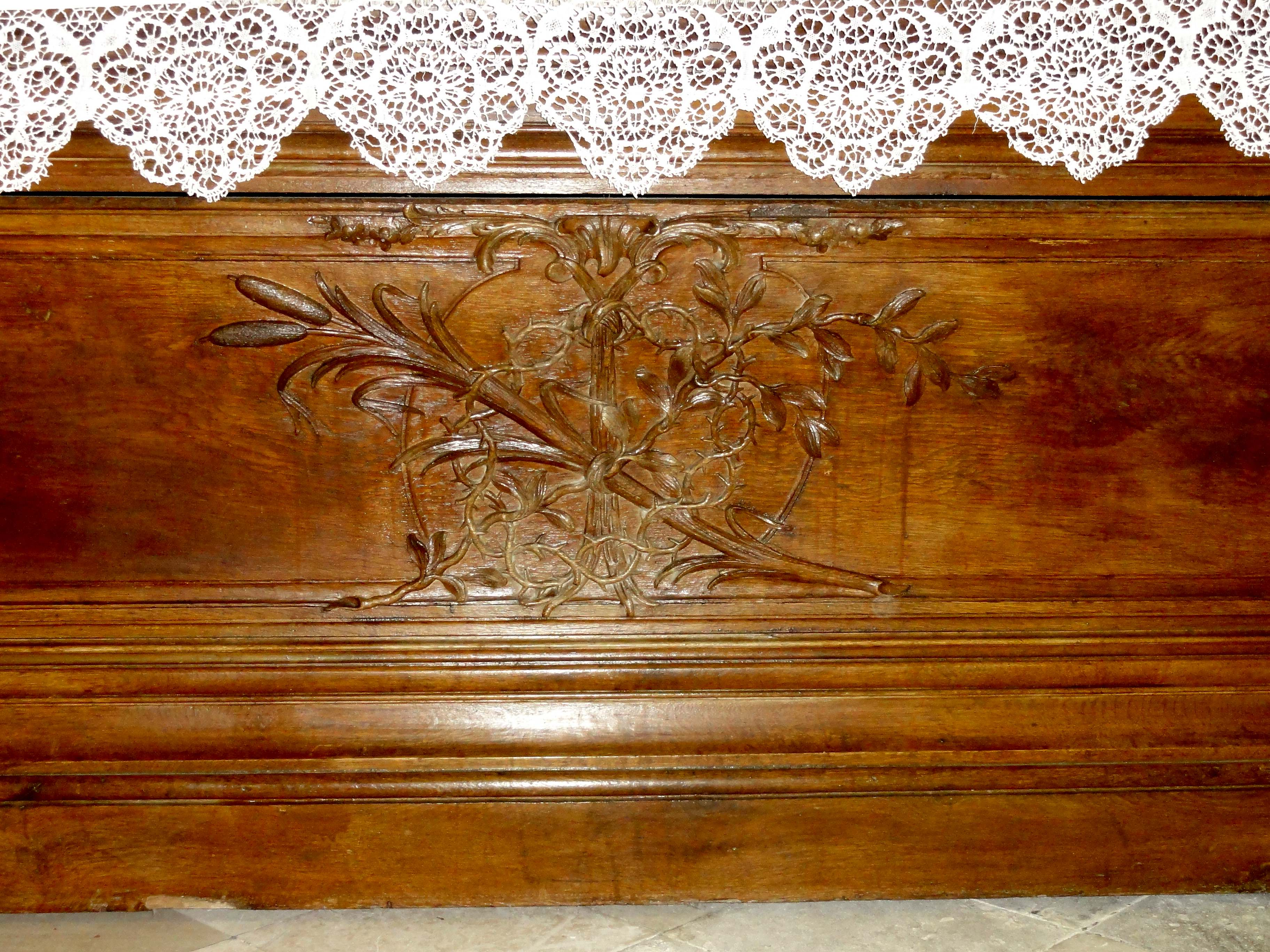
Maître-autel, détail.
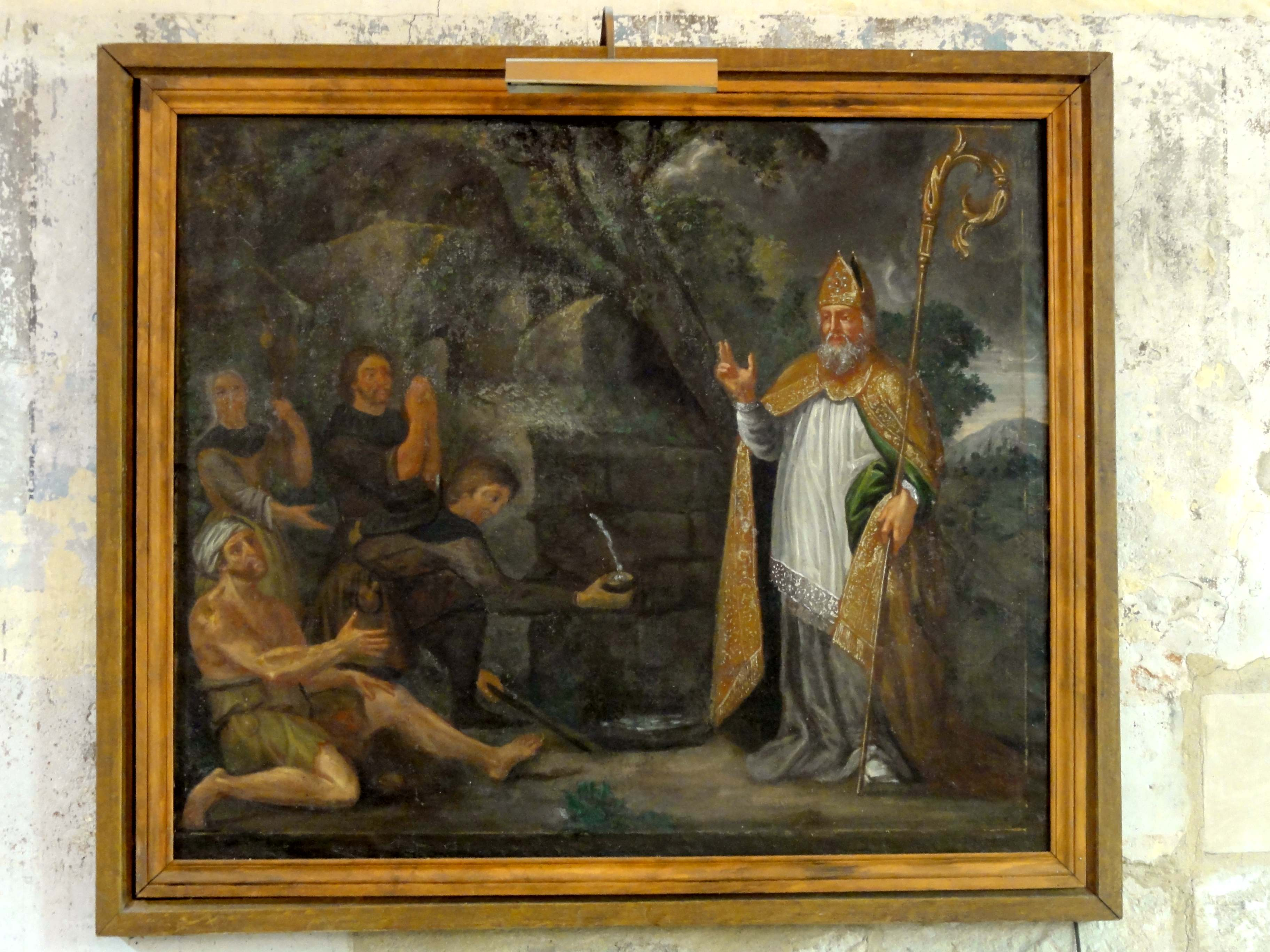
St Sulpice thaumaturgue.